# Passagiere der Titanic

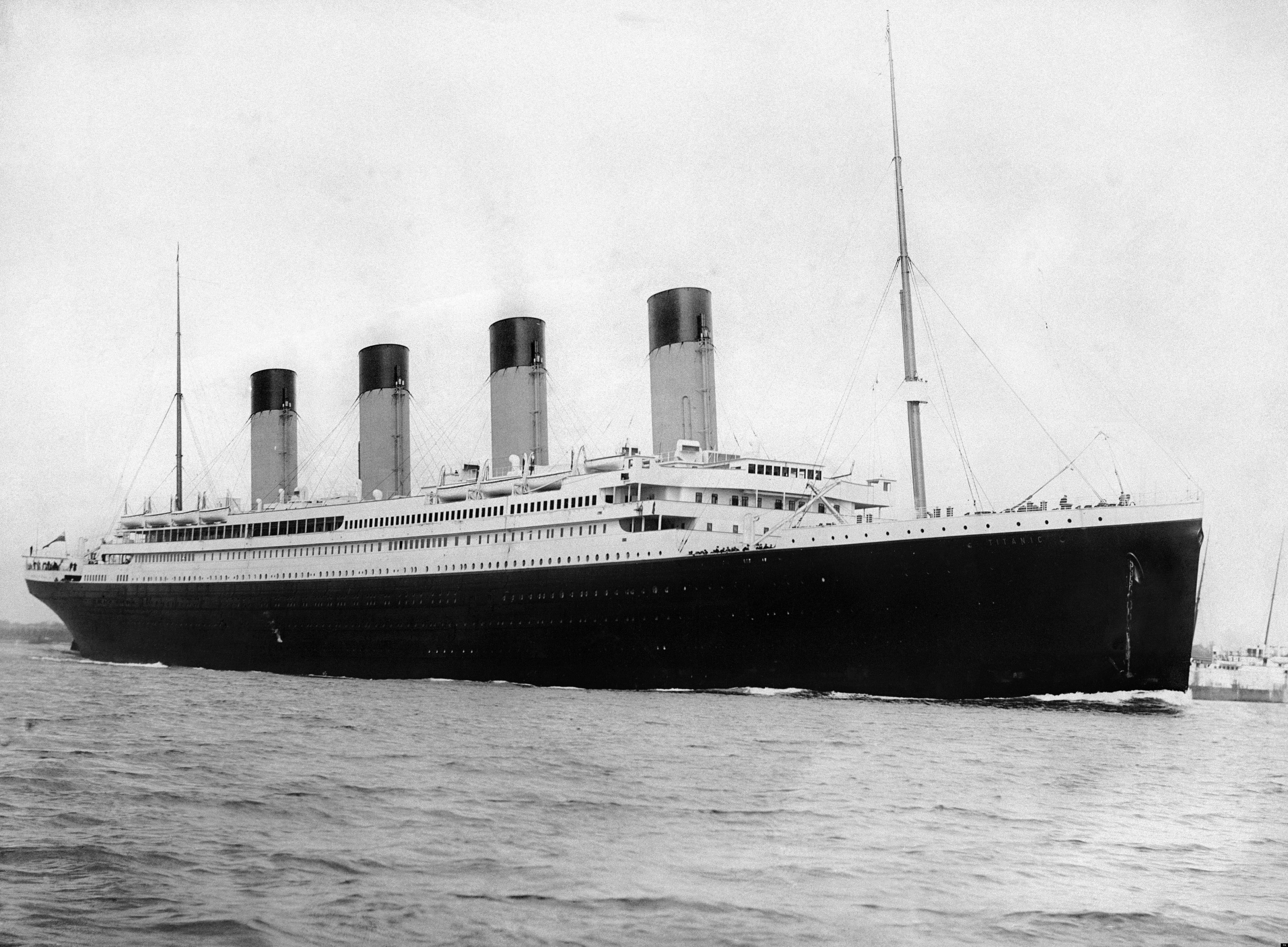
Die Titanic am 10. April 1912

Auf der Jungfernfahrt der Titanic fuhren insgesamt 2.240 Menschen von Southampton, England, nach New York City. Auf dem Weg dorthin kollidierte das Schiff mit einem Eisberg und sank am frühen Morgen des 15. April 1912, wobei 1.517 Menschen ums Leben kamen.
Ab dem letzten Halt in Queenstown am 11. April, also auf der Fahrt auf dem Nordatlantik, befanden sich auf der Titanic 1.317 Passagiere und 891 Besatzungsmitglieder. Von den Passagieren haben insgesamt 817 ihr Leben verloren, 500 wurden gerettet. Bei den Besatzungsmitgliedern waren es 212, die das Unglück überlebt haben. Zu den Passagieren gehörten formell gesehen auch Gruppen von Menschen, die dort gearbeitet haben, nämlich die acht Mitglieder der Band und neun Vertreter der Werft. Es gab nur eine einzige Möglichkeit, das Unglück zu überleben: durch einen Platz in einem Rettungsboot (bzw. auf einem der Faltboote, das gekentert war).
Die Passagiere des Schiffes waren in drei verschiedene Klassen eingeteilt, die sich nach dem Preis ihrer Fahrkarte richteten: Zu den Reisenden der Ersten Klasse, den wohlhabendsten Passagieren an Bord, gehörten auch prominente Mitglieder der Oberschicht, Geschäftsleute, Politiker, hochrangige Militärs, Industrielle, Bankiers, Entertainer, Prominente und Profisportler. Die Passagiere der Zweiten Klasse gehörten überwiegend der Mittelschicht an, darunter Professoren, Schriftsteller, Geistliche und Touristen. Bei den Passagieren der dritten Klasse oder des Zwischendecks handelte es sich in erster Linie um Auswanderer, die in die Vereinigten Staaten und nach Kanada reisten.

## Erste Klasse

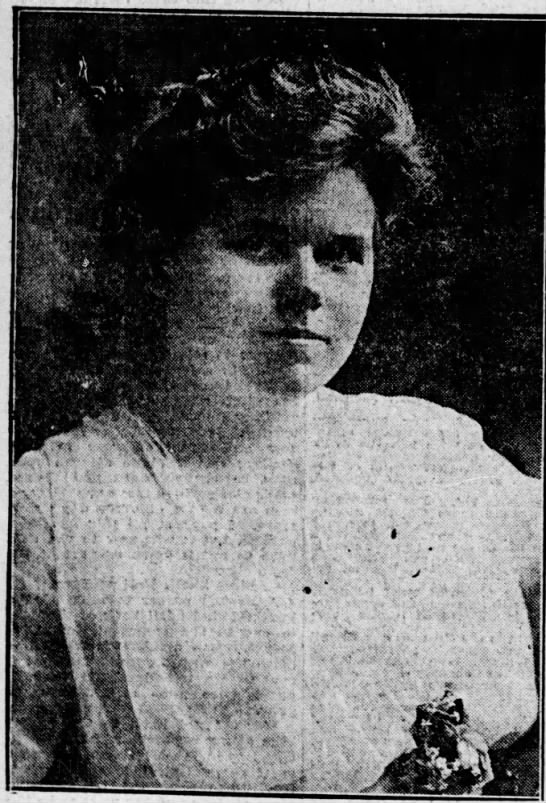
Georgette Madill, Passagierin der Ersten Klasse

Die Liste der ersten Klasse auf der Titanic beinhaltet viele Mitglieder der prominenten (angelsächsischen) Oberschicht. Ein Einzelplatz in der Ersten Klasse kostete zwischen 30 £ (3.000 im Jahr 2021) und 870 £ (88.000) für eine Salon-Suite und ein kleines privates Promenadendeck. Die Passagiere der Ersten Klasse genossen eine Reihe von Annehmlichkeiten, darunter eine Turnhalle, einen Squashplatz, ein Salzwasserschwimmbad, elektrische und türkische Bäder, einen Friseursalon, Zwinger für Hunde der Ersten Klasse, Aufzüge sowie offene und geschlossene Promenaden. Die Passagiere der Ersten Klasse reisten teils auch in Begleitung von persönlichem Personal: Diener, Dienstmädchen, Krankenschwestern und Erzieherinnen für die Kinder, Chauffeure und Köche. Es waren 750 Passagiere in der first-class anwesend.

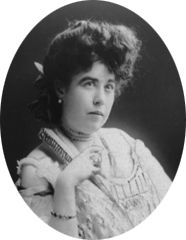
Die amerikanische Dame der Gesellschaft Margaret Brown.

Einige Mitglieder des britischen Adels nahmen an der Reise teil: Die Countess of Rothes, Ehefrau des 19. Earl of Rothes, schiffte sich in Southampton ein. Zu ihr gehörten ihre Eltern, Thomas und Clementina Dyer-Edwardes, und Gladys Cherry, eine Verwandte ihres Mannes. Colonel Archibald Gracie IV, ein Immobilieninvestor und Mitglied der wohlhabenden schottisch-amerikanischen Familie Gracie, kam in Southampton an Bord. Zu den anderen prominenten britischen Paaren an Bord gehörten auch die Cavendishs aus London. Lord Pirrie, der Vorsitzende der Werft Harland & Wolff, wollte an Bord der Titanic gehen, doch eine Krankheit hinderte ihn daran, an der verhängnisvollen Reise teilzunehmen. Der Geschäftsführer der White Star Line, J. Bruce Ismay, und der Konstrukteur des Schiffes, Thomas Andrews von Harland & Wolff, waren jedoch beide an Bord, um den Verlauf der Jungfernfahrt des Schiffes zu beobachten.
Einige der prominentesten Mitglieder der amerikanischen Elite begaben sich auf die Reise: der Immobilienmakler und Geschäftsmann Colonel John Jacob Astor IV und seine 18-jährige schwangere Frau Madeleine kehrten zur Geburt ihres Kindes in die Vereinigten Staaten zurück. Astor war der reichste Passagier an Bord des Schiffes und einer der reichsten Männer der Welt; sein Urgroßvater John Jacob Astor war der erste Multimillionär in Nordamerika.
Zu den anderen Passagieren gehörten der Industriemagnat Benjamin Guggenheim, der Besitzer des Kaufhauses Macy’s und ehemaliges Mitglied des Repräsentantenhauses der Vereinigten Staaten, Isidor Straus, und seine Frau Ida, der millionenschwere Straßenbahnmagnat George Dunton Widener, John B. Thayer, Vizepräsident der Pennsylvania Railroad mit Frau und Sohn; Charles M. Hays, Präsident der kanadischen Grand Trunk Railway; William Ernest Carter und seine Frau, die amerikanische Gesellschaftsdame Lucile Carter; die Millionärin, Philanthropin und Frauenrechtlerin Margaret Brown; die Tennisstars Karl Howell Behr und Richard Norris Williams; die Modejournalistin Edith Rosenbaum; die Journalistin und Inneneinrichterin Helen Candee; der Bankier Robert Daniel senior; der Maler Francis Davis Millet; die Stummfilmdarstellerin Dorothy Gibson; der französische Bildhauer Paul Chevré; der Industriemagnat Walter Douglas mit Ehefrau; der Schriftsteller Jacques Futrelle mit Ehefrau; der Broadwayproduzent Henry B. Harris mit Ehefrau; und der militärische Berater von US-Präsident William Howard Taft, Major Archibald Butt, der nach einer sechswöchigen Europareise zurückkehrte, um seinen Dienst wieder aufzunehmen.
Der schwedische Erste-Klasse-Passagier und Geschäftsmann Mauritz Björnström-Steffansson besaß das wertvollste Einzelstück an Bord: Ein Meisterwerk des französischen Neoklassizismus mit dem Titel La Circassienne au Bain, für das er später eine Entschädigung in Höhe von 100.000 US-Dollar (entspricht 2,8 Millionen US-Dollar im Jahr 2022) forderte.

## Zweite Klasse
Die Passagiere der Zweiten Klasse waren Touristen, Akademiker, Geistliche und englische, schottische und amerikanische Familien der Mittelklasse. Die Schiffsmusiker reisten in Unterkünften der Zweiten Klasse; sie wurden nicht als Besatzungsmitglieder gezählt, sondern waren bei einer Agentur unter Vertrag mit der White Star Line angestellt. Der durchschnittliche Fahrpreis für einen erwachsenen Passagier der zweiten Klasse betrug 13 £ (1.300 im Jahr 2021). und für viele dieser Passagiere war ihre Reiseerfahrung auf der Titanic mit der Ersten Klasse auf kleineren Schiffen vergleichbar. Die Passagiere der zweiten Klasse hatten ihre eigene Bibliothek und die Männer hatten Zugang zu einem privaten Raucherraum. Die Kinder der zweiten Klasse konnten die in der Bibliothek bereitgestellten Kinderbücher lesen oder auf der Promenade der zweiten Klasse Deck-Quoits und Shuffleboard spielen.

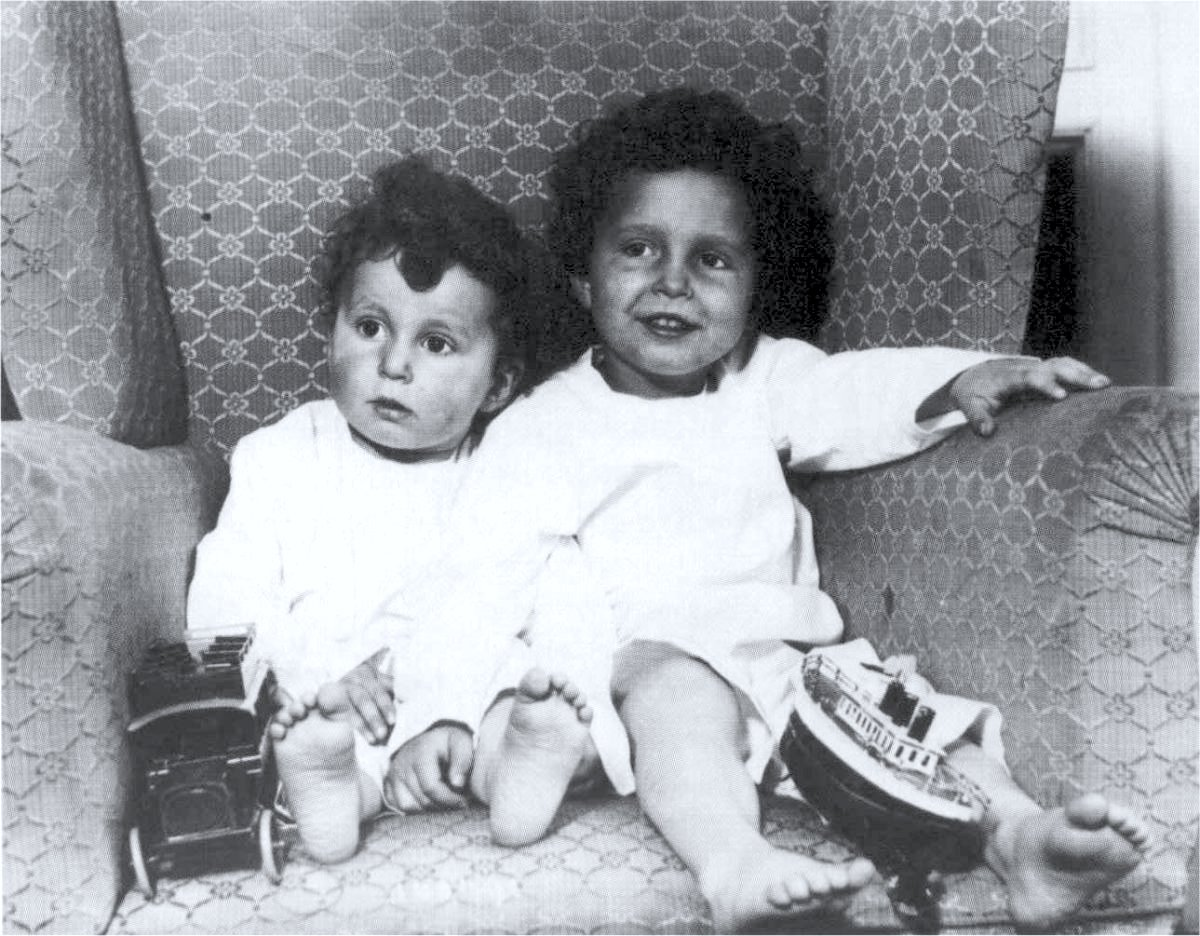
Michel, rechts, und Edmond Navratil, die „Titanic-Waisen“

Es waren insgesamt 550 Passagiere anwesend.
Zwei römisch-katholische Priester an Bord, Pater Thomas Byles und Pater Joseph Peruschitz, hielten während der Reise jeden Tag eine Messe für die Passagiere der Zweiten und Dritten Klasse. Pater Byles hielt seine Predigten auf Englisch, Irisch und Französisch, Pater Peruschitz auf Deutsch und Ungarisch. Berichten zufolge kam Pater Byles beim Untergang des Schiffes ums Leben, als er die Eingeschlossenen segnete und ihnen die letzte Ölung erteilte. Beim Untergang kam auch ein litauischer Priester, Pater Juozas Montvila, ums Leben.
Rev. John Harper, ein bekannter Baptistenpastor aus Schottland, reiste mit seiner Tochter und seiner Schwester in die Vereinigten Staaten, um in der Moody Church in Chicago zu predigen.
Lawrence Beesley, Lehrer für Naturwissenschaften am Dulwich College, verbrachte einen Großteil seiner Zeit an Bord des Schiffes in der Bibliothek. Zwei Monate nach dem Untergang schrieb und veröffentlichte er The Loss of the SS Titanic, den ersten Augenzeugenbericht der Katastrophe.
Die Familie Laroche, Vater Joseph und die Töchter Simonne und Louise, waren die einzigen bekannten Passagiere schwarzer Abstammung an Bord des Schiffes. Zusammen mit Josephs schwangerer Frau Juliette waren sie auf dem Weg zu Josephs Heimatinsel Haiti. Joseph hoffte, dass seine Familie durch den Umzug von ihrem früheren Zuhause in Paris zurück nach Haiti, wo sein Onkel Cincinnatus Leconte Präsident war, der Rassendiskriminierung entgehen würde.
Eine weitere französische Familie, die in der zweiten Klasse reiste, waren die Navratils, die unter dem Namen Hoffman reisten. Michel Navratil, ein in der Slowakei geborener französischer Schneider, hatte seine beiden kleinen Söhne Michel jr. und Edmond von seiner entfremdeten Frau entführt, den Namen Charles Hoffman angenommen und ging in Southampton an Bord des Schiffes, um seine Kinder in die Vereinigten Staaten zu bringen. Michel Sr. kam beim Untergang des Schiffes ums Leben, und Fotos der Jungen wurden in der ganzen Welt verbreitet, in der Hoffnung, dass ihre Mutter oder ein anderer Verwandter die französischen Kleinkinder identifizieren könnte, die als die „Titanic-Waisen“ bekannt wurden. Nach ihrer Ankunft in New York wurden die Kinder von der Titanic-Überlebenden Margaret Hays betreut, bis ihre Mutter, Marcelle Navratil, aus Nizza, Frankreich, anreiste, um sie abzuholen. Die letzte lebende Überlebende der Zweiten Klasse war Barbara West; sie war zum Zeitpunkt des Untergangs 10 Monate alt und starb 2007 im Alter von 96 Jahren.

## Dritte Klasse

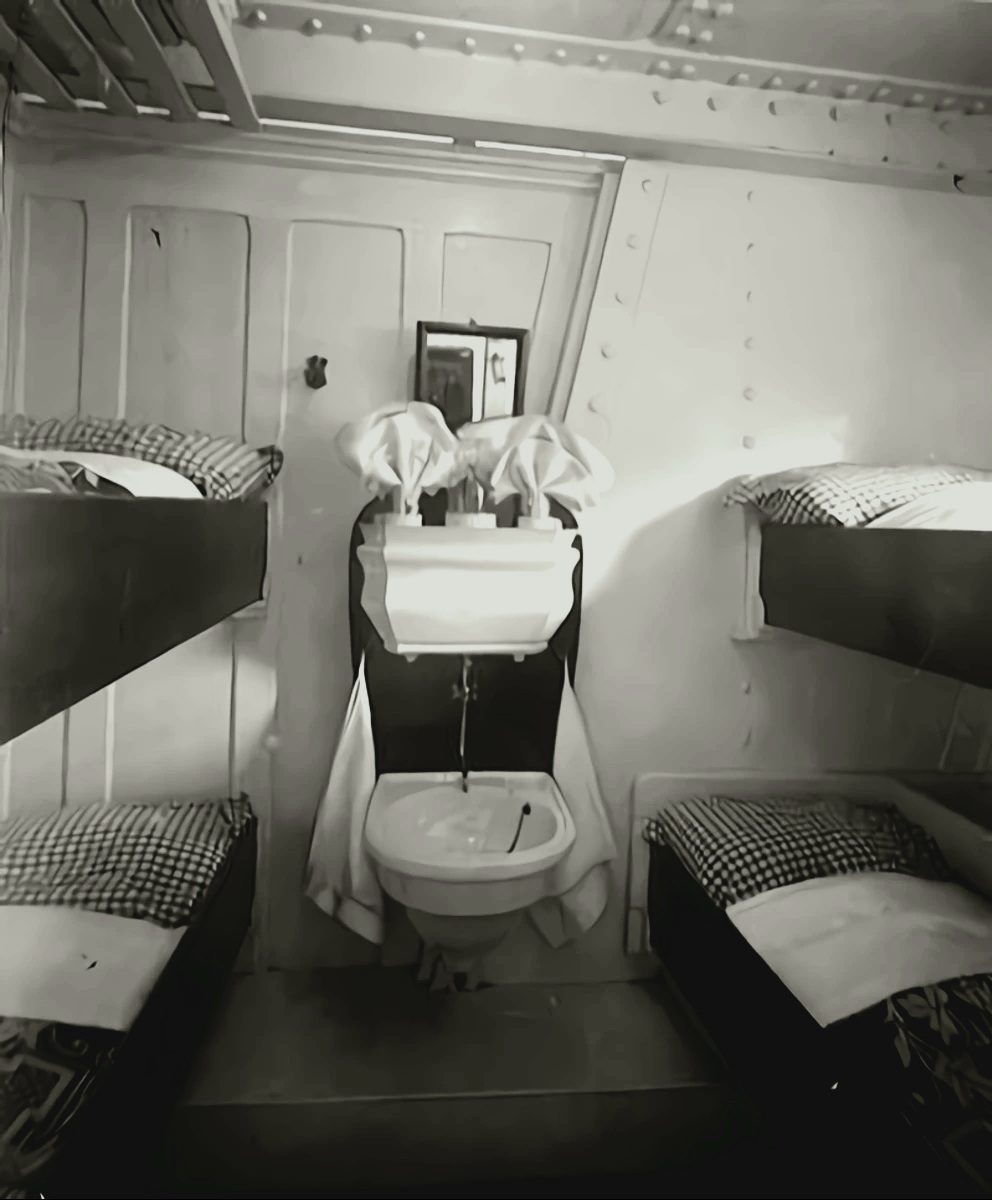
Eine typische Kabine der Dritten Klasse

Die Passagiere der Dritten Klasse, die auch „steerage“ genannt wurde, verließen Europa in der Hoffnung, in den Vereinigten Staaten und Kanada ein neues Leben zu beginnen. Die Passagiere der Dritten Klasse zahlten je nach Herkunftsort 7 Pfund (700 im Jahr 2021) für ihre Fahrkarte, in der oft auch die Bahnfahrt zu einem der drei Abfahrtshäfen enthalten war. Fahrkarten für Kinder kosteten 3 £ (300 im Jahr 2021).
Bei den Passagieren der Dritten Klasse handelte es sich um eine vielfältige Gruppe von Nationalitäten und ethnischen Gruppen. Neben einer großen Anzahl britischer, irischer und skandinavischer Einwanderer stammten andere Passagiere aus Mittel- und Osteuropa, der Levante (Großsyrien) und Hongkong. Einige reisten allein oder in kleinen Familiengruppen. Mehrere Gruppen von Müttern reisten allein mit ihren kleinen Kindern, darunter die Lefebvres, die Pålssons und die Panulas. Die meisten wollten sich ihren Ehemännern anschließen, die bereits nach Amerika gegangen waren, um Arbeit zu finden, und nun, da sie genug Geld gespart hatten, ihre Familien versorgen konnten.
Es waren insgesamt 1100 Passagiere anwesend.

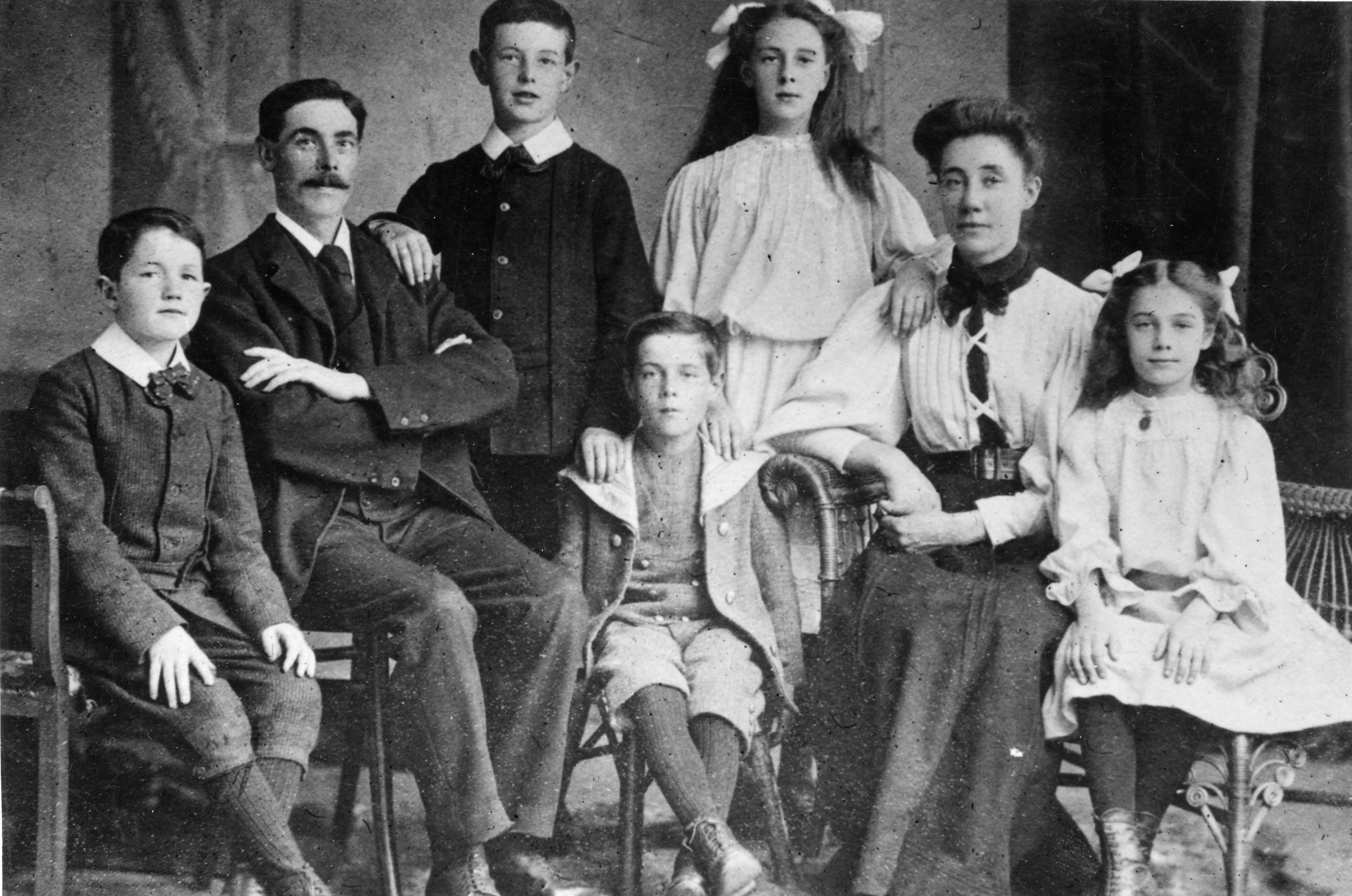
Die Goodwins mit fünf ihrer sechs Kinder: William, Frederick, Charles, Harold, Lillian, Augusta, Jessie.

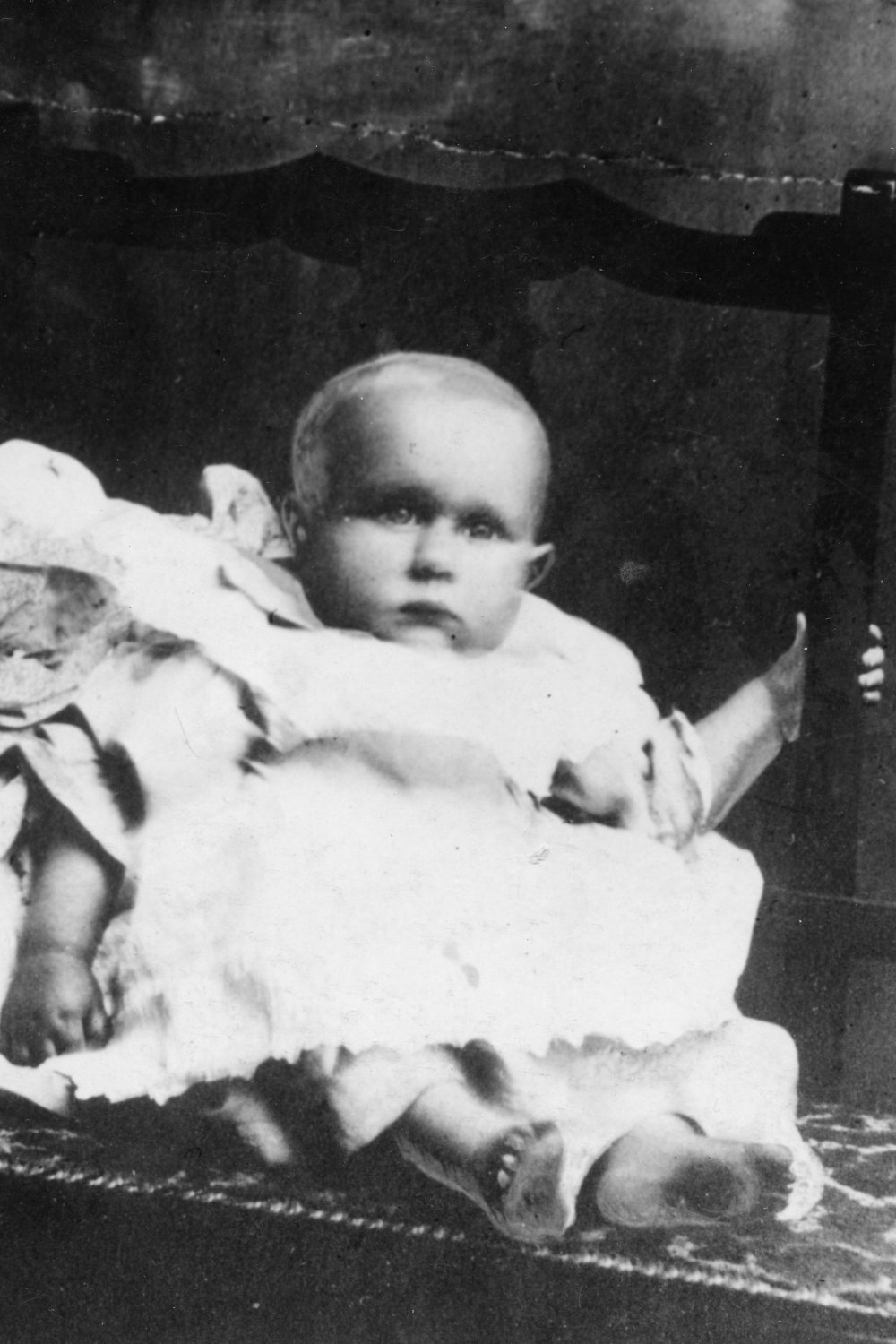
Der jüngste Goodwin, Sidney

Zu den größeren Familien der Dritten Klasse gehörten John und Annie Sage, die mit ihren neun Kindern im Alter von vier bis 20 Jahren nach Jacksonville, Florida, auswanderten; Anders und Alfrida Andersson aus Schweden und ihre fünf Kinder, die zusammen mit Alfridas jüngerer Schwester Anna, ihrem Ehemann Ernst und dem Baby Gilbert nach Kanada reisten; und Frederick und Augusta Goodwin, die mit ihren sechs Kindern zu seinem neuen Arbeitsplatz in einem Kraftwerk in New York zogen. Im Jahr 2007 identifizierten Wissenschaftler mit Hilfe von DNA-Analysen die Leiche eines kleinen, blonden Kleinkindes, eines der ersten Opfer, die von der Mackay-Bennett geborgen wurden, als das jüngste Kind von Frederick und Augusta, den 19 Monate alten Sidney. Die Sages, Anderssons und Goodwins kamen alle beim Untergang des Schiffes ums Leben.
Der jüngste Passagier an Bord des Schiffes, die zwei Monate alte Millvina Dean, die mit ihren Eltern Bertram Sr. und Eva Dean und ihrem älteren Bruder Bertram von England nach Kansas auswanderte, starb 2009. Sie war die letzte Überlebende der Titanic-Katastrophe.

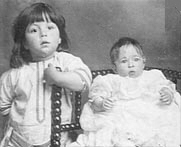
Bertram und Millvina Dean

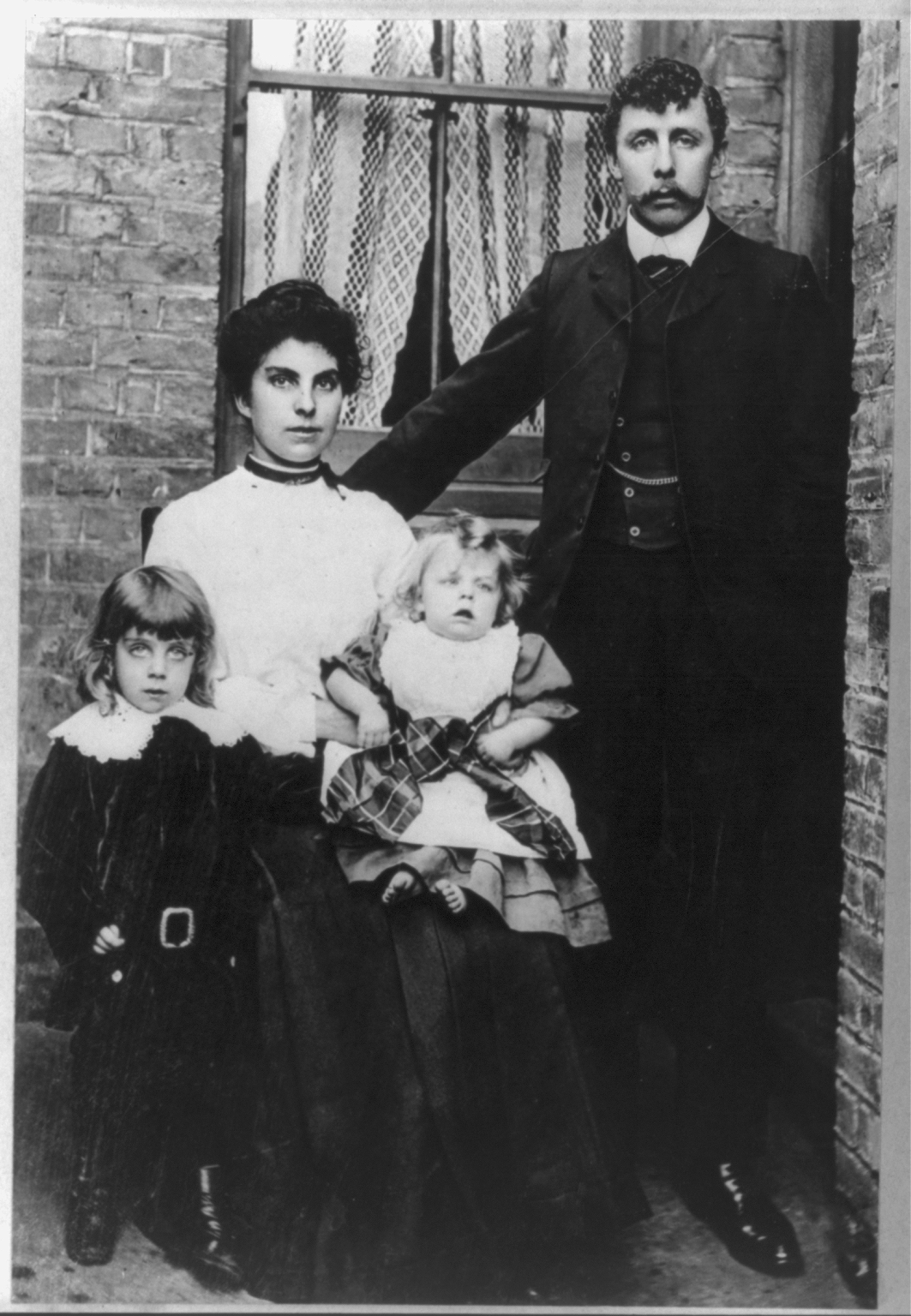
Frank Goldsmith Jr. mit seinen Eltern und seinem jüngeren Bruder Bertie, um 1907

Um mit der Reederei Cunard zu konkurrieren, bot die White Star Line ihren „steerage“-Passagieren bescheidenen Luxus, in der Hoffnung, dass die Auswanderer an ihre Verwandten in der Heimat schreiben und sie dazu bewegen würden, auf Schiffen der White Star Line zu reisen. Die Passagiere der dritten Klasse hatten ihre eigenen Speiseräume mit Stühlen statt Bänken, und die Mahlzeiten wurden vom Küchenpersonal der Dritten Klasse zubereitet. Auf anderen Schiffen hätten die Passagiere der Dritten Klasse ihr Essen selbst mitbringen müssen.
Die Passagiere der Dritten Klasse hatten keine schlafsaalähnlichen Schlafräume, sondern ihre eigenen Kabinen. Die alleinstehenden Männer und Frauen waren getrennt, die Frauen im Heck in Kabinen mit zwei bis sechs Betten, die Männer im Bug in Kabinen mit bis zu 10 Betten, die sie oft mit Fremden teilten. Jede Kabine war mit Holzvertäfelung und Betten mit Matratzen, Decken, Kissen, elektrischem Licht, Heizung und einem Waschbecken mit fließendem Wasser ausgestattet, mit Ausnahme der Bugkabinen, die über kein eigenes Waschbecken verfügten. Außerdem gab es zwei öffentliche Badewannen, eine für die Männer und eine für die Frauen.
Die Passagiere versammelten sich im Gemeinschaftsraum der Dritten Klasse, wo sie Schach oder Karten spielen oder auf dem Achterdeck spazieren gehen konnten. Die Kinder der Dritten Klasse spielten im Gemeinschaftsraum oder erkundeten das Schiff. Der neunjährige Frank Goldsmith erinnerte sich, wie er in den Maschinenraum spähte und auf die Gepäckkräne auf dem Achterdeck kletterte.
Die Schiffsbestimmungen sahen vor, dass die Passagiere der Dritten Klasse in ihrem Bereich des Schiffes verbleiben mussten. Die Titanic war mit Gittern oder anderen Barrieren ausgestattet, um eine Vermischung der Klassen zu verhindern, und diese Tore wurden normalerweise geschlossen gehalten, obwohl die Stewards sie im Notfall öffnen konnten. In der Eile nach der Kollision hatten die Stewards, die damit beschäftigt waren, schlafende Passagiere zu wecken und Gruppen von Frauen und Kindern auf das Bootsdeck zu führen, keine Zeit, alle Tore zu öffnen, so dass viele der verwirrten Passagiere der Dritten Klasse unter den Decks festsaßen.

## Ticket-Inhaber, die nicht gefahren sind
Zahlreiche namhafte und prominente Persönlichkeiten der damaligen Zeit, die Tickets für die Westpassage besaßen oder Gäste von Ticket-Inhabern waren, fuhren nicht mit. Andere warteten in New York auf die Rückfahrt nach Plymouth, England, die am 20. April beginnen sollte. Viele der unbenutzten Fahrkarten, deren Käufer überlebt hatten, ob sie nun für die Westpassage oder die Rückfahrt in Richtung Osten bestimmt waren, sind als Objekte mit Titanic-Bezug sehr wertvoll geworden. Zu den Personen, die Tickets für eine Passage besaßen, aber nicht mitfuhren, gehören Theodore Dreiser, Henry Clay Frick, Guglielmo Marconi, John Raleigh Mott und George Washington Vanderbilt II. Auch Milton S. Hershey, Gründer von Hershey’s Chocolate, hatte beabsichtigt, auf der Jungfernfahrt des Schiffes mitzufahren, stornierte jedoch seine Buchung, bevor das Schiff in See stach. J. P. Morgan, Finanzier und indirekt Eigner des Schiffes, soll die Reise geplant haben, änderte aber in letzter Minute seine Pläne.
Robert Bacon, der US-amerikanische Botschafter in Frankreich, wollte nach Beendigung seiner Amtszeit mit Frau und Tochter auf der Titanic in die Vereinigten Staaten zurückkehren, musste aber noch die Ankunft seines Nachfolgers abwarten und nahm dann an einer anderen Jungfernfahrt teil, die des französischen Luxusdampfers France am 20. April 1912. Zu den Personen, die eine Überfahrt auf der geplanten Rückreise der Titanic von New York nach Southampton am 20. April 1912 gebucht hatten, gehörten Anne Tracy Morgan, der damalige Gouverneur von New York John Alden Dix mit Ehefrau Gertrude, der amerikanische Historiker Henry Adams, J. Bruce Ismay sowie Frank Seiberling, Mitbegründer der Goodyear Tire & Rubber Company.

## Passagiere nach ethnischer Zugehörigkeit und Ländern

### Bulgarische Passagiere
Nach den offiziellen Angaben der Versicherungsgesellschaft Lloyd’s waren 38 der Passagiere an Bord der Titanic Bulgaren. Es gibt Vermutungen, dass die Zahl der bulgarischen Staatsbürger 50 übersteigt.
In der Nähe der bulgarischen Stadt Trojan befindet sich ein Denkmal für die acht verstorbenen Einwohner des Dorfes Gumoschtnik, deren Namen wahrscheinlich nicht auf der Liste der Versicherungsgesellschaft standen. Die Zahl der überlebenden Bulgaren wird auf 15 geschätzt, von denen viele in den Vereinigten Staaten geblieben sind. Zum Gedenken an die auf der Titanic umgekommenen Bulgaren aus dem Dorf Terziysko – Minko Angelov und Hristo Danchev – wurde ein Volkslied geschrieben.

### Chinesische Passagiere
Acht Passagiere sind auf der Passagierliste mit dem Heimatland China, der Heimatstadt Hongkong und dem Zielort New York aufgeführt. Sechs dieser Personen überlebten die Katastrophe. Aufgrund des Chinese Exclusion Act durften sie nicht in die Vereinigten Staaten einreisen. Einer dieser chinesischen Überlebenden der Titanic-Katastrophe war Fang Lang (21. Juni 1894 bis 21. Januar 1986; oder auch: Fong Wing Sun), der zu den vier Passagieren gehörte, die der Fünfte Offizier Harold Lowe aus dem Meer rettete, nachdem er mit dem Rettungsboot 14 zurückgekehrt war, um nach Überlebenden zu suchen, die noch auf dem Meer gestrandet waren. Fang ließ sich in den USA nieder, und sein Mitüberlebender Lee Bing zog nach Kanada und lebte in Galt, Ontario, wo er im White Rose Cafe arbeitete, dann in Toronto und verschwand, nachdem er nach China gegangen war. Die Geschichten der chinesischen Überlebenden, die mehr als ein Jahrhundert lang in Vergessenheit geraten waren, wurden 2021 in dem Dokumentarfilm The Six präsentiert, nachdem Forscher und Showproduzenten gemeinsam versucht hatten, den Verbleib und das Leben der chinesischen Überlebenden nach dem Untergang der Titanic nachzuverfolgen.

### Passagiere aus dem Osmanischen Reich
Mehr als 80 Passagiere stammten aus dem Osmanischen Reich, darunter Türken, Armenier und Levantiner. Viele trugen damals einen Ausweis aus dem Osmanischen Reich bei sich, auf dem stand, dass sie aus Großsyrien stammten, das Palästina, Jordanien, Libanon und Syrien umfasste.
Nach Angaben von Bakhos Assaf, Bürgermeister von Hardin im Libanon, stammten 93 Passagiere aus dem heutigen Libanon, davon 20 aus Hardin, die höchste Zahl aller libanesischen Orte. Von den Passagieren aus Hardin starben 11 erwachsene Männer, während acht Frauen und Kinder sowie ein erwachsener Mann überlebten. Kamal Seikaly, der in einem Artikel der libanesischen Publikation The Daily Star zitiert wird, erklärte, dass laut einer Ausgabe der Zeitschrift Al-Khawater vom 16. Mai 1912, die in der Amerikanischen Universität von Beirut aufbewahrt wird, von den 125 Libanesen an Bord 23 überlebten. In der Zeitschrift heißt es, dass 10 Menschen aus Kfar Meshki auf der Titanic ums Leben kamen. Laut der Autorin Judith Geller waren „offiziell 154 Syrer an Bord der Titanic und 29 wurden gerettet: vier Männer, fünf Kinder und 20 Frauen“.
Im Jahr 1997 sah Ray Hanania, ein palästinensisch-amerikanischer Journalist, den Film Titanic und bemerkte, dass einige Figuren im Hintergrund yalla sagten, was auf Arabisch „beeile dich“ bedeutet. Dies veranlasste ihn zu Nachforschungen und er fand heraus, dass sich arabische Passagiere an Bord befanden. Im Jahr 1998 schrieb er eine Kolumne über die Araber auf der Titanic, Titanic: We Share the Pain But Not the Glory (Titanic: Wir teilen den Schmerz, aber nicht die Ehre). Nach Hananias Analyse befanden sich 79 arabische Passagiere an Bord des Schiffes, obwohl es schwierig ist, „genau zu bestimmen“, welche Passagiere Araber waren. Hanania erklärte, dass viele von ihnen Christen waren, weil die kirchliche Unterstützung die Einreise für Christen im Gegensatz zu Muslimen erleichterte und Christen aufgrund der Verfolgung durch das osmanische Regime eher auswanderten. Leila Salloum Elias hat eine Studie über das Leben der syrischen und armenischen Passagiere an Bord des Schiffes durchgeführt und dabei Recherchen in arabischen Zeitungen aus der Zeit des Untergangs angestellt, um die Namen und Umstände vieler syrischer Passagiere zu klären. Die Gesamtzahl der syrischen Passagiere lag nach Angaben syrischer Überlebender zwischen 145 und 165, darunter nur ein Paar, das als Passagier zweiter Klasse an Bord ging. Salloums Passagierzahlen basieren auf den zeitgenössischen Quellen des Untergangs, in denen die Namen geklärt und auf der Grundlage ihrer wahren und authentischen arabischen Namen, Familien und Herkunftsdörfer, -städte oder -orte angegeben sind.

### Kroatische Passagiere
Die Zahl der kroatischen Passagiere betrug 37, wobei nur drei von ihnen gerettet werden konnten. Es handelt sich um Mara Osman Banski aus Vagovina bei Čazma, Ivan Jalševac aus Topolovac und Nikola Lulić aus Konjsko Brdo bei Perušić.

### Schweizer
Auf den Passagier- und Mannschaftslisten standen auch zahlreiche Personen aus der Schweiz. Mehrere Personen, besonders aus dem Tessin und dem italienischsprachigen Graubünden, arbeiteten im exklusiven À-la Carte-Restaurant der Titanic. Schweizerinnen und Schweizer befanden sich als Passagiere in allen drei Serviceklassen. Zu den bekanntesten Schweizer Passagieren der ersten Klasse gehörten drei Mitglieder der jüdischen Familie Frölicher-Stehli aus Zürich sowie Alfons Simonius. Emma Arnold-Sägesser reiste als Bedienstete einer reichen Pariserin ebenfalls in der ersten Klasse. Von ihr gibt es das älteste, erhalten gebliebene Radiointerview einer überlebenden Passagierin. Unter den Passagieren der dritten Klasse befanden sich auch Auswanderer nach Amerika.

## Überlebende und Opfer
In der Nacht des 14. April 1912, gegen 23.40 Uhr, als die Titanic etwa 400 Meilen (640 km) südlich der Grand Banks von Neufundland unterwegs war, stieß das Schiff auf einen Eisberg und begann zu sinken. Kurz vor Mitternacht befahl Kapitän Edward Smith, die Rettungsboote bereit zu machen und einen Notruf abzusetzen. Das nächstgelegene Schiff war die 58 Meilen (93 km) entfernte Carpathia der Cunard Line, die schätzungsweise in vier Stunden eintreffen würde – zu spät, um alle Passagiere der Titanic zu retten. Fünfundvierzig Minuten nach der Kollision mit dem Eisberg befahl Kapitän Smith, die Rettungsboote zu beladen und abzusenken, mit der Anweisung: Frauen und Kinder zuerst.

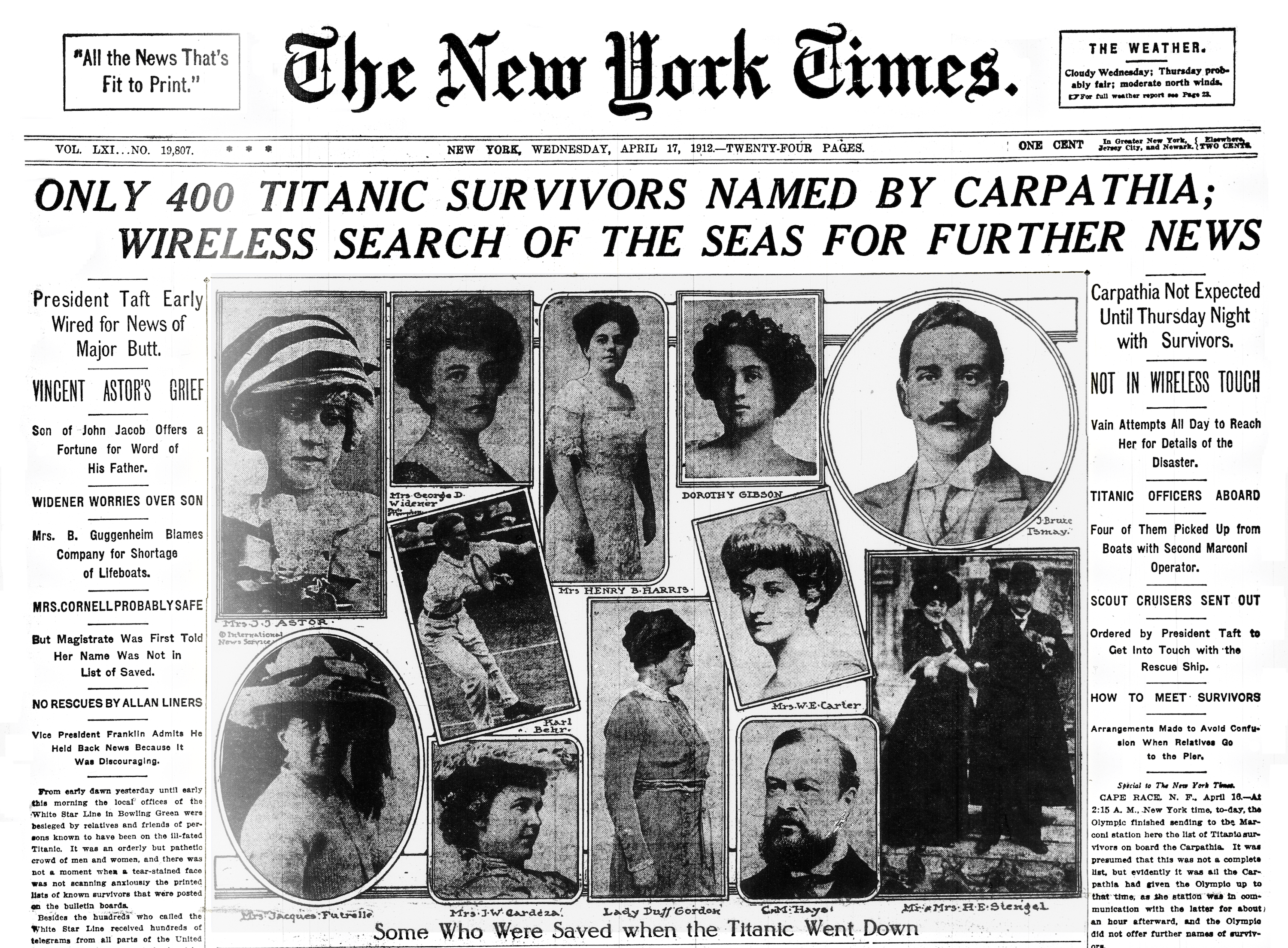
In den Zeitungsberichten ging es häufig um das Schicksal prominenter Personen.

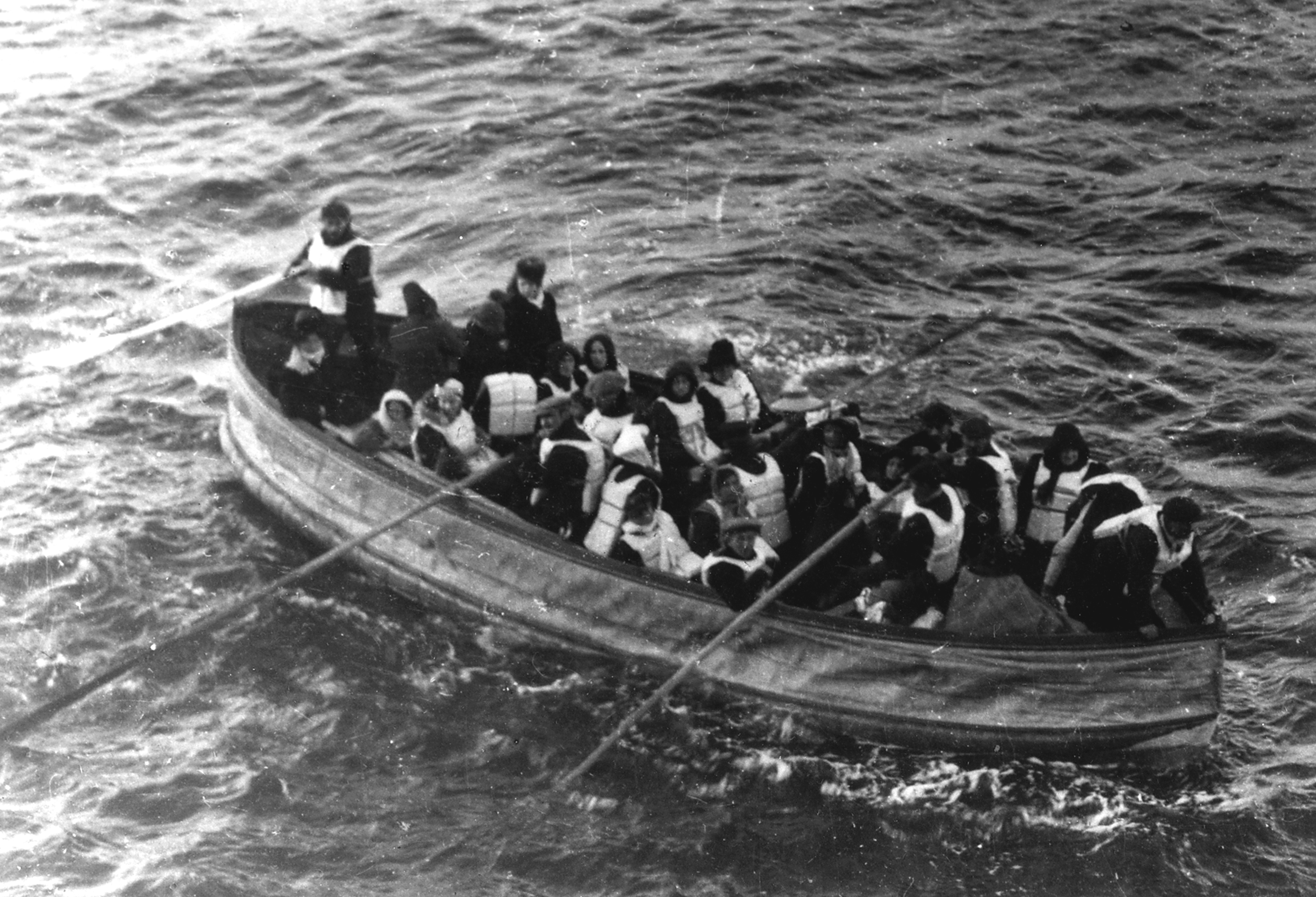
Rettungsboot D der Titanic, aufgenommen von der Carpathia

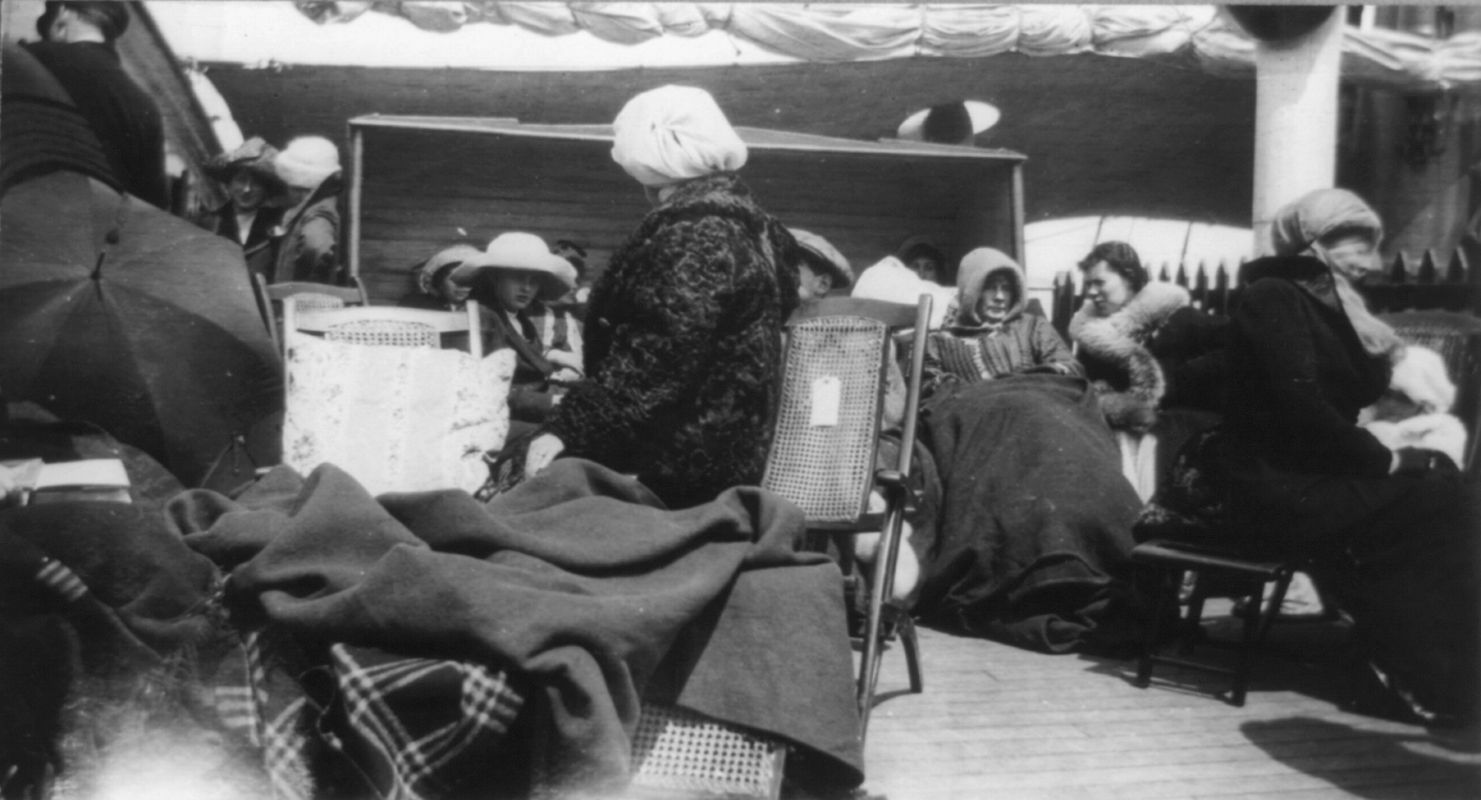
Überlebende der Titanic an Bord der Carpathia

Das erste Rettungsboot, das zu Wasser gelassen wurde, war das Rettungsboot 7 auf der Steuerbordseite mit 28 von insgesamt 65 Personen an Bord. Es wurde gegen 00:45 Uhr zu Wasser gelassen, wie die britische Untersuchung ergab. Das Faltboot D war das letzte Rettungsboot, das um 01:55 Uhr zu Wasser gelassen wurde. Zwei weitere Rettungsboote, die Faltboote A und B, waren dabei, von ihrem Standort auf dem Dach des Offiziershauses entfernt zu werden, konnten aber nicht ordnungsgemäß zu Wasser gelassen werden. Das Faltboot B trieb kopfüber vom Schiff weg, während das Faltboot A zur Hälfte mit Wasser gefüllt war, nachdem die Stützen für die Segeltuchwände beim Sturz vom Dach des Offiziersheims gebrochen waren.
In einigen der Rettungsboote kam es zu Diskussionen darüber, ob man zurückkehren sollte, um die im Wasser befindlichen Menschen aufzusammeln, aber viele Überlebende hatten Angst, von Menschen überschwemmt zu werden, die versuchten, in das Rettungsboot zu klettern, oder durch den Sog der sinkenden Titanic nach unten gezogen zu werden, obwohl sich herausstellte, dass es nur einen sehr geringen Sog gegeben hatte. Um 02:20 Uhr sank die Titanic selbst. Einige wenige Passagiere und Besatzungsmitglieder konnten sich zu den beiden nicht zu Wasser gelassenen Faltbooten durchschlagen und überlebten mehrere Stunden (einige klammerten sich noch an das umgestürzte Faltboot B), bis sie vom Fünften Offizier Harold Lowe gerettet wurden.

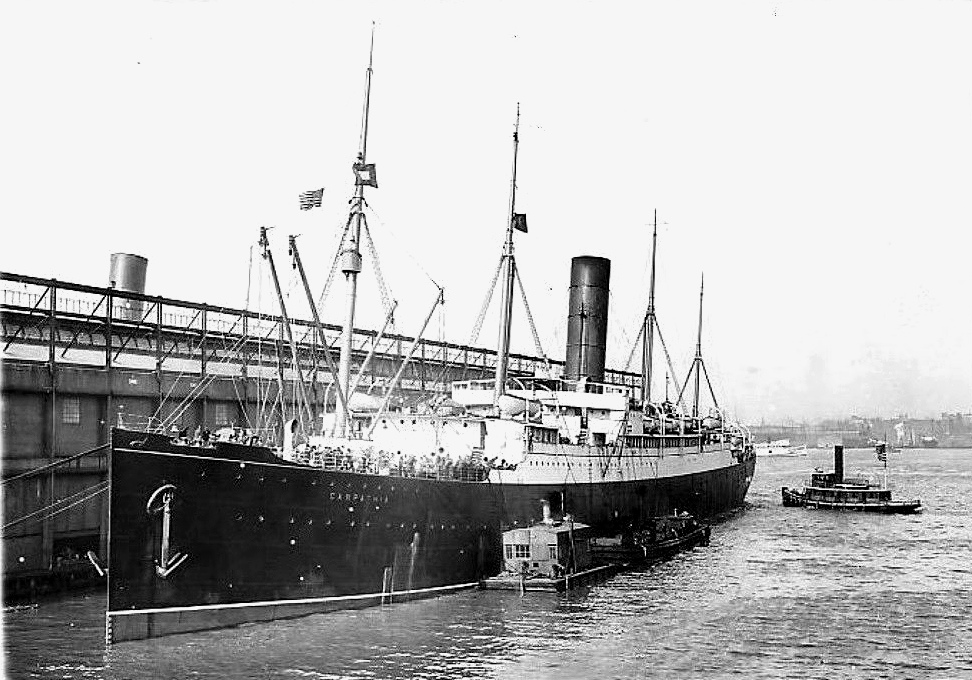
Ankunft der Carpathia am Pier 54 mit Überlebenden der Titanic

Um 04:10 Uhr erreichte die Carpathia den Ort des Untergangs und begann mit der Rettung von Überlebenden. Um 08:30 Uhr nahm sie das letzte Rettungsboot mit Überlebenden auf und verließ das Gebiet um 08:50 Uhr, mit Ziel Pier 54 in New York City. Von den 711 Passagieren und Besatzungsmitgliedern, die von der Carpathia gerettet wurden, starben sechs, darunter der Passagier William F. Hoyt aus der Ersten Klasse, entweder in der Nacht in einem Rettungsboot oder am nächsten Morgen an Bord der Carpathia, und wurden auf See beigesetzt.
In den Tagen nach dem Untergang fuhren mehrere Schiffe in das Katastrophengebiet, um die Leichen der Opfer zu bergen. Die White Star Line charterte das Kabelschiff Mackay-Bennett aus Halifax, Nova Scotia, um die Leichen zu bergen. Drei weitere Schiffe schlossen sich der Suche an: das Kabelschiff Minia, das Leuchtturmversorgungsschiff Montmagny und das Robbenfangschiff Algerine. Jedes Schiff hatte Einbalsamierungsmaterial, Bestatter und Geistliche an Bord. Nach der Bergung wurde jede von der Mackay-Bennett geborgene Leiche nummeriert und so detailliert wie möglich beschrieben, um die Identifizierung zu erleichtern. Das äußere Erscheinungsbild jedes Leichnams – Größe, Gewicht, Alter, Haar- und Augenfarbe, sichtbare Muttermale, Narben oder Tätowierungen – wurde katalogisiert, und alle persönlichen Gegenstände, die sich auf den Leichen befanden, wurden gesammelt und in kleine Leinensäcke entsprechend ihrer Nummer verpackt.

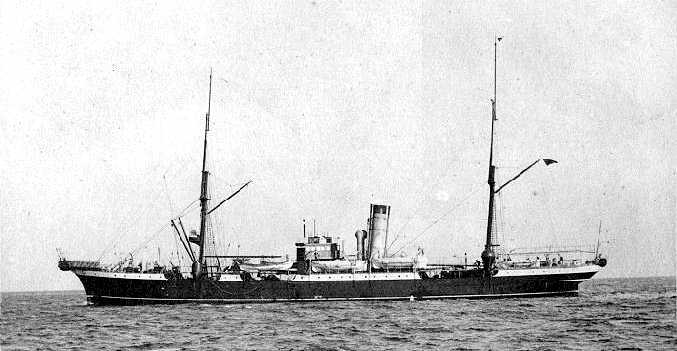
Ein Foto der Mackay-Bennett, dem ersten Schiff, das an der Fundstelle der Rettungsboote ankam, um nach Leichen zu suchen

Das Schiff fand so viele Leichen (306), dass die Balsamierungsvorräte an Bord schnell aufgebraucht waren. Nach den Gesundheitsvorschriften durften nur einbalsamierte Leichen in den Hafen zurückgebracht werden. Kapitän Larnder von der Mackay-Bennett und die Bestatter an Bord beschlossen, alle Leichen von Passagieren der ersten Klasse zu konservieren, da es notwendig war, wohlhabende Männer dem Aussehen nach zu identifizieren, um eventuelle Streitigkeiten über große Ländereien zu lösen. Infolgedessen waren die meisten der 116 auf See bestatteten Passagiere und Besatzungsmitglieder Dritter Klasse (nur 56 wurden identifiziert). Larnder selbst behauptete, dass er als Seemann erwarten würde, auf See bestattet zu werden. Allerdings gab es Beschwerden von Familien und Bestattern über die Seebestattungen. Spätere Schiffe wie die Minia fanden weniger Leichen, benötigten weniger Balsamierungsmittel und konnten Seebestattungen auf Leichen beschränken, die zu stark beeinträchtigt waren, um sie zu konservieren.
190 geborgene Leichen wurden konserviert und nach Halifax gebracht, der Stadt, die dem Untergang am nächsten lag und über direkte Bahn- und Dampfschiffverbindungen verfügte. In einer Eisstockbahn wurde ein großes provisorisches Leichenschauhaus eingerichtet, und Bestatter aus ganz Ostkanada wurden zur Unterstützung herbeigerufen. Angehörige aus ganz Nordamerika kamen, um die Leichen ihrer Verwandten zu identifizieren und zu bergen. Einige Leichen wurden überführt, um in ihren Heimatstädten in Nordamerika und Europa beigesetzt zu werden. Etwa zwei Drittel der Leichen wurden identifiziert. Von den verbleibenden 150 nicht abgeholten Leichen wurden 121 auf den konfessionslosen Friedhof Fairview Lawn gebracht; 19 wurden auf dem römisch-katholischen Friedhof Mount Olivet beigesetzt und 10 auf dem jüdischen Friedhof Baron de Hirsch. Nicht identifizierte Opfer wurden mit einfachen Nummern begraben, die sich nach der Reihenfolge richteten, in der ihre Leichen gefunden wurden.
Mitte Mai 1912 barg die Oceanic mehr als 200 Meilen (320 km) vom Ort des Untergangs entfernt drei Leichen mit den Nummern 331, 332 und 333, die zu den ursprünglichen Insassen von Klappboot A gehörten, das in den letzten Momenten des Untergangs überflutet wurde. Obwohl es mehreren Personen gelang, dieses Rettungsboot zu erreichen, starben drei von ihnen im Laufe der Nacht. Als der Fünfte Offizier Harold Lowe und sechs Besatzungsmitglieder nach dem Untergang mit einem leeren Rettungsboot zum Wrack zurückkehrten, um Überlebende zu bergen, retteten sie überlebende Passagiere aus dem Faltboot A, ließen aber die drei Toten im Boot zurück. Einer der Toten (Leiche Nummer 331) wurde als Thomson Beattie, ein Passagier der ersten Klasse, identifiziert. Bei der Leiche Nummer 332 gibt es eine Identifizierung als die von Arthur Keefe, Passagier der dritten Klasse, die Leiche Nummer 333 ist unidentifiziert. Eine weitere Quelle bezeichnet die Leichen Nummer 332 und 333 als „Heizer“ und „Seemann“. Nachdem sie von der Oceanic aus dem Faltboot A geborgen worden waren, wurden die Leichen auf See bestattet.

## Liste der Passagiere
Im Folgenden ist eine vollständige Liste der bekannten Passagiere, die an der Jungfernfahrt der Titanic teilnahmen.
In dieser Liste sind die neunköpfige Garantiegruppe und die acht Mitglieder der Schiffskapelle sowohl als Passagiere als auch als Besatzung aufgeführt.
Die Passagiere sind farblich gekennzeichnet mit der Information, ob sie gerettet wurden oder umgekommen sind. Grün bedeutet, dass der Passagier überlebt hat.
Die Überlebenden sind mit dem Rettungsboot aufgeführt, aus dem sie gerettet wurden. Opfer, deren sterbliche Überreste nach dem Untergang geborgen wurden, sind mit einer hochgestellten Zahl neben der Körpernummer aufgeführt, die das Bergungsschiff angibt:
- MB – Mackay-Bennett (Leichen 1–306)
- M – Minia (Leichen 307–323)
- MM – Montmagny (Leichen 326–329)
- A – Algerine (Leiche 330)
- O – Oceanic (Leichen 331–333)
- I – Ilford (Leiche 334)
- OT – Ottawa[59] (Leiche 335)

Die Nummern 324 und 325 blieben unbenutzt, und auch die sechs von der Carpathia bestatteten Leichen blieben unnummeriert.

### Erste Klasse
| Name                                                                       | Alter  | Heimatstadt                                                       | An Bord gekommen | Ziel                                                | Rettungs -boot | Leiche |
| -------------------------------------------------------------------------- | ------ | ----------------------------------------------------------------- | ---------------- | --------------------------------------------------- | -------------- | ------ |
| Allen, Miss Elizabeth Walton                                               | 29     | St. Louis, Missouri, US                                           | Southampton      | St. Louis                                           |                |        |
| Allison, Mr. Hudson Creighton                                              | 30     | Montreal, Quebec, Kanada                                          | Southampton      | Montreal, Quebec, Kanada                            |                | 135MB  |
| und Chauffeur, Mr. George Swane                                            | 19     |                                                                   | Southampton      | Montreal, Quebec, Kanada                            | 294MB          |        |
| und Köchin, Miss Amelia Mary „Mildred“ Brown                               | 18     | London, England, Vereinigtes Königreich                           | Southampton      | Montreal, Quebec, Kanada                            | 11             |        |
| Allison, Mrs. Bessie Waldo (geborene Daniels)                              | 25     | Montreal, Quebec, Kanada                                          | Southampton      | Montreal, Quebec, Kanada                            |                |        |
| und Dienstmädchen, Miss Sarah Daniels                                      | 33     | Montreal, Quebec, Kanada                                          | Southampton      | Montreal, Quebec, Kanada                            | 8              |        |
| Allison, Miss Helen Loraine                                                | 2      | Montreal, Quebec, Kanada                                          | Southampton      | Montreal, Quebec, Kanada                            |                |        |
| Allison, Master Hudson Trevor                                              | 11 mo. | Montreal, Quebec, Kanada                                          | Southampton      | Montreal, Quebec, Kanada                            | 11             |        |
| und Krankenschwester, Miss Alice Catherine Cleaver                         | 22     | London, England, Vereinigtes Königreich                           | Southampton      | Montreal, Quebec, Kanada                            | 11             |        |
| Anderson, Mr. Harry                                                        | 47     | New York City                                                     | Southampton      | New York City                                       | 3              |        |
| Andrews, Miss Kornelia Theodosia                                           | 62     | Hudson, New York, Vereinigte Staaten                              | Cherbourg        | Hudson, New York, Vereinigte Staaten                | 10             |        |
| Andrews, Mr. Thomas                                                        | 39     | Belfast, Irland, Vereinigtes Königreich                           | Belfast          | New York City                                       |                |        |
| Appleton, Mrs. Charlotte Lane (geborene Lamson)                            | 53     | New York City                                                     | Southampton      | New York City                                       | 2              |        |
| Artagaveytia, Mr. Ramon                                                    | 71     | Montevideo, Uruguay                                               | Cherbourg        | New York City                                       |                | 22MB   |
| Astor, Colonel John Jacob IV                                               | 47     | New York City                                                     | Cherbourg        | New York City                                       | 124MB          |        |
| Astor, Mrs. Madeleine Talmage (geborene Force)                             | 18     | New York City                                                     | Cherbourg        | New York City                                       | 4              |        |
| und Dienstmädchen, Miss Rosalie Bidois                                     | 46     | New York City                                                     | Cherbourg        | New York City                                       | 4              |        |
| und Krankenschwester, Miss Caroline Louise Endres                          | 39     | New York City                                                     | Cherbourg        | New York City                                       | 4              |        |
| Aubart, Mrs. Léontine Pauline                                              | 24     | Paris, Frankreich                                                 | Cherbourg        | New York City                                       | 9              |        |
| und Dienstmädchen, Miss Emma Sägesser                                      | 24     | Paris, Frankreich                                                 | Cherbourg        | New York City                                       | 9              |        |
| Barkworth, Mr. Algernon Henry Wilson                                       | 47     | Hessle, East Yorkshire, England, Vereinigtes Königreich           | Southampton      | New York City                                       | B              |        |
| Baumann, Mr. John D.                                                       | 60     | New York City                                                     | Cherbourg        | New York City                                       |                |        |
| Baxter, Mrs. Hélène (geborene de Lanaudière-Chaput)                        | 50     | Montreal, Quebec, Kanada                                          | Cherbourg        | Montreal, Quebec, Kanada                            | 6              |        |
| Baxter, Mr. Quigg Edmond                                                   | 24     | Montreal, Quebec, Kanada                                          | Cherbourg        | Montreal, Quebec, Kanada                            |                |        |
| Beattie, Mr. Thomson                                                       | 36     | Fergus, Ontario, Kanada                                           | Southampton      | Fergus, Ontario, Kanada                             | A              | 331O   |
| Beckwith, Mr. Richard Leonard                                              | 37     | New York City                                                     | Southampton      | New York City                                       | 5              |        |
| Beckwith, Mrs. Sallie (geborene Monypeny)                                  | 46     | New York City                                                     | Southampton      | New York City                                       | 5              |        |
| Behr, Mr. Karl Howell                                                      | 26     | New York City                                                     | Cherbourg        | New York City                                       | 5              |        |
| Birnbaum, Mr. Jakob                                                        | 24     | Antwerpen, Belgien                                                | Cherbourg        | San Francisco, Kalifornien, Vereinigte Staaten      |                | 148MB  |
| Bishop, Mr. Dickinson H. “Dick”                                            | 25     | Dowagiac, Michigan, Vereinigte Staaten                            | Cherbourg        | Dowagiac, Michigan, Vereinigte Staaten              | 7              |        |
| Bishop, Mrs. Helen (geborene Walton)                                       | 19     | Dowagiac, Michigan, Vereinigte Staaten                            | Cherbourg        | Dowagiac, Michigan, Vereinigte Staaten              | 7              |        |
| Björnström-Steffansson, Mr. Mauritz Håkan                                  | 28     | Stockholm, Schweden                                               | Southampton      | Washington, D.C., Vereinigte Staaten                | D              |        |
| Blackwell, Mr. Stephen Weart                                               | 45     | Trenton, New Jersey, Vereinigte Staaten                           | Southampton      | Trenton, New Jersey, Vereinigte Staaten             |                |        |
| Blank, Mr. Henry                                                           | 39     | Glen Ridge, New Jersey, Vereinigte Staaten                        | Cherbourg        | Glen Ridge, New Jersey, Vereinigte Staaten          | 7              |        |
| Bonnell, Miss Elizabeth                                                    | 61     | Youngstown, Ohio, Vereinigte Staaten                              | Southampton      | Youngstown, Ohio, Vereinigte Staaten                | 8              |        |
| Bonnell, Miss Caroline                                                     | 30     | Youngstown, Ohio, Vereinigte Staaten                              | Southampton      | Youngstown, Ohio, Vereinigte Staaten                | 8              |        |
| Borebank, Mr. John James                                                   | 42     | London, England, Vereinigtes Königreich                           | Southampton      | Toronto, Ontario, Kanada                            |                |        |
| Bowerman, Miss Elsie Edith                                                 | 22     | St. Leonards-on-Sea, East Sussex, England, Vereinigtes Königreich | Southampton      | New York City                                       | 6              |        |
| Brady, Mr. John Bertram                                                    | 41     | Pomeroy, Washington, Vereinigte Staaten                           | Southampton      | Pomeroy, Washington, Vereinigte Staaten             |                |        |
| Brandeis, Mr. Emil                                                         | 48     | Omaha, Nebraska, Vereinigte Staaten                               | Cherbourg        | Omaha, Nebraska, Vereinigte Staaten                 | 208MB          |        |
| Brereton, Mr. George Andrew (alias George A. Brayton)                      | 37     | Los Angeles, Kalifornien, Vereinigte Staaten                      | Southampton      | Los Angeles, Kalifornien, Vereinigte Staaten        | 9              |        |
| Brewe, Dr. Arthur Jackson                                                  | 45     | Philadelphia, Pennsylvania, Vereinigte Staaten                    | Cherbourg        | Philadelphia, Pennsylvania, Vereinigte Staaten      |                |        |
| Brown, Mrs. Caroline Lane (geborene Lamson)                                | 59     | Belmont, Massachusetts, Vereinigte Staaten                        | Southampton      | Belmont, Massachusetts, Vereinigte Staaten          | D              |        |
| Brown, Mrs. Margaret (geborene Tobin)                                      | 44     | Denver, Colorado, Vereinigte Staaten                              | Cherbourg        | Denver, Colorado, Vereinigte Staaten                | 6              |        |
| Bucknell, Mrs. Emma Eliza (geborene Ward)                                  | 59     | Philadelphia, Pennsylvania, Vereinigte Staaten                    | Cherbourg        | Philadelphia, Pennsylvania, Vereinigte Staaten      | 8              |        |
| und Dienstmädchen, Miss Albina Bazzani                                     | 36     | Philadelphia, Pennsylvania, Vereinigte Staaten                    | Cherbourg        | Philadelphia, Pennsylvania, Vereinigte Staaten      | 8              |        |
| Butt, Major Archibald Willingham                                           | 46     | Washington, D.C., Vereinigte Staaten                              | Southampton      | Washington, D.C., Vereinigte Staaten                |                |        |
| Calderhead, Mr. Edward Pennington                                          | 42     | New York City                                                     | Southampton      | New York City                                       | 5              |        |
| Candee, Mrs. Helen Churchill (geborene Hungerford)                         | 53     | Washington, D.C., Vereinigte Staaten                              | Cherbourg        | Washington, D.C., Vereinigte Staaten                | 6              |        |
| Cardeza, Mrs. Charlotte Wardle (geborene Drake)                            | 58     | Germantown, Pennsylvania, Vereinigte Staaten                      | Cherbourg        | Germantown, Pennsylvania, Vereinigte Staaten        | 3              |        |
| und Dienstmädchen, Miss Annie Moore Ward                                   | 38     | Germantown, Pennsylvania, Vereinigte Staaten                      | Cherbourg        | Germantown, Pennsylvania, Vereinigte Staaten        | 3              |        |
| Cardeza, Mr. Thomas Drake Martinez                                         | 36     | Germantown, Pennsylvania, Vereinigte Staaten                      | Cherbourg        | Germantown, Pennsylvania, Vereinigte Staaten        | 3              |        |
| und Kammerdiener, Mr. Gustave J. Lesueur                                   | 35     | Germantown, Pennsylvania, Vereinigte Staaten                      | Cherbourg        | Germantown, Pennsylvania, Vereinigte Staaten        | 3              |        |
| Carlsson, Mr. Frans Olof                                                   | 33     | New York City                                                     | Southampton      | New York City                                       |                |        |
| Carrau, Mr. Francisco M.                                                   | 31     | Montevideo, Uruguay                                               | Southampton      | Montevideo, Uruguay                                 |                |        |
| Carrau, Mr. José Pedro                                                     | 17     | Montevideo, Uruguay                                               | Southampton      | Montevideo, Uruguay                                 |                |        |
| Carter, Mr. William Ernest                                                 | 36     | Bryn Mawr, Pennsylvania, Vereinigte Staaten                       | Southampton      | Bryn Mawr, Pennsylvania, Vereinigte Staaten         | C              |        |
| und Kammerdiener, Mr. Alexander Cairns                                     | 28     | Bryn Mawr, Pennsylvania, Vereinigte Staaten                       | Southampton      | Bryn Mawr, Pennsylvania, Vereinigte Staaten         |                |        |
| und Chauffeur, Mr. Charles Augustus Aldworth                               | 30     | Bryn Mawr, Pennsylvania, Vereinigte Staaten                       | Southampton      | Bryn Mawr, Pennsylvania, Vereinigte Staaten         |                |        |
| Carter, Mrs. Lucile (geborene Polk)                                        | 36     | Bryn Mawr, Pennsylvania, Vereinigte Staaten                       | Southampton      | Bryn Mawr, Pennsylvania, Vereinigte Staaten         | 4              |        |
| und Dienstmädchen, Miss Auguste Serreplan                                  | 30     | Bryn Mawr, Pennsylvania, Vereinigte Staaten                       | Southampton      | Bryn Mawr, Pennsylvania, Vereinigte Staaten         | 4              |        |
| Carter, Miss Lucile Polk                                                   | 13     | Bryn Mawr, Pennsylvania, Vereinigte Staaten                       | Southampton      | Bryn Mawr, Pennsylvania, Vereinigte Staaten         | 4              |        |
| Carter, Master William Thornton II                                         | 11     | Bryn Mawr, Pennsylvania, Vereinigte Staaten                       | Southampton      | Bryn Mawr, Pennsylvania, Vereinigte Staaten         | 4              |        |
| Case, Mr. Howard Brown                                                     | 49     | Ascot, Berkshire, England, Vereinigtes Königreich                 | Southampton      | Rochester, New York, Vereinigte Staaten             |                |        |
| Cassebeer, Mrs. Eleanor Genevieve (geborene Fosdick)                       | 36     | New York, New York, Vereinigte Staaten                            | Cherbourg        | New York City                                       | 5              |        |
| Cavendish, Mr. Tyrell William                                              | 36     | London, England, Vereinigtes Königreich                           | Southampton      | New York City                                       |                | 172MB  |
| Cavendish, Mrs. Julia Florence (geborene Siegel)                           | 25     | London, England, Vereinigtes Königreich                           | Southampton      | New York City                                       | 6              |        |
| und Dienstmädchen, Miss Ellen „Nellie“ Barber                              | 26     | London, England, Vereinigtes Königreich                           | Southampton      | New York City                                       | 6              |        |
| Chaffee, Mr. Herbert Fuller                                                | 46     | Amenia, North Dakota, Vereinigte Staaten                          | Southampton      | Amenia, North Dakota, Vereinigte Staaten            |                |        |
| Chaffee, Mrs. Carrie Constance (geborene Toogood)                          | 47     | Amenia, North Dakota, Vereinigte Staaten                          | Southampton      | Amenia, North Dakota, Vereinigte Staaten            | 4              |        |
| Chambers, Mr. Norman Campbell                                              | 27     | New York City                                                     | Southampton      | New York City                                       | 5              |        |
| Chambers, Mrs. Bertha (geborene Griggs)                                    | 32     | New York City                                                     | Southampton      | New York City                                       | 5              |        |
| Cherry, Miss Gladys                                                        | 30     | London, England, Vereinigtes Königreich                           | Southampton      | Vancouver, British Columbia, Kanada                 | 8              |        |
| Chevré, Mr. Paul Romaine Marie Léonce                                      | 45     | Paris, Frankreich                                                 | Cherbourg        | Ottawa, Ontario, Kanada                             | 7              |        |
| Chibnall, Mrs. Edith Martha Bowerman (geborene Barber)                     | 48     | St. Leonards-on-Sea, East Sussex, England, Vereinigtes Königreich | Southampton      | New York City                                       | 6              |        |
| Chisholm, Mr. Roderick Robert Crispin                                      | 40     | Belfast, Irland, Vereinigtes Königreich                           | Belfast          | New York City                                       |                |        |
| Clark, Mr. Walter Miller                                                   | 27     | Los Angeles, Kalifornien, Vereinigte Staaten                      | Cherbourg        | Los Angeles, Kalifornien, Vereinigte Staaten        |                |        |
| Clark, Mrs. Virginia Estelle (geborene McDowell)                           | 26     | Los Angeles, Kalifornien, Vereinigte Staaten                      | Cherbourg        | Los Angeles, Kalifornien, Vereinigte Staaten        | 4              |        |
| Clifford, Mr. George Quincy                                                | 40     | Stoughton, Massachusetts, Vereinigte Staaten                      | Southampton      | Stoughton, Massachusetts                            |                |        |
| Colley, Mr. Edward Pomeroy                                                 | 37     | Dublin, Irland, Vereinigtes Königreich                            | Southampton      | Vancouver, British Columbia, Kanada                 |                |        |
| Compton, Mrs. Mary Eliza (geborene Ingersoll)                              | 64     | Lakewood, New Jersey, Vereinigte Staaten                          | Cherbourg        | Lakewood, New Jersey, Vereinigte Staaten            | 14             |        |
| Compton, Miss Sara Rebecca „Sadie“                                         | 39     | Lakewood, New Jersey, Vereinigte Staaten                          | Cherbourg        | Lakewood, New Jersey, Vereinigte Staaten            | 14             |        |
| Compton, Mr. Alexander Taylor Jr.                                          | 37     | Lakewood, New Jersey, Vereinigte Staaten                          | Cherbourg        | Lakewood, New Jersey, Vereinigte Staaten            |                |        |
| Cornell, Mrs. Malvina Helen (geborene Lamson)                              | 55     | New York City                                                     | Southampton      | New York City                                       | 2              |        |
| Crafton, Mr. John Bertram                                                  | 59     | Roachdale, Indiana, Vereinigte Staaten                            | Southampton      | Roachdale, Indiana, Vereinigte Staaten              |                |        |
| Crosby, Captain Edward                                                     | 70     | Milwaukee, Wisconsin, Vereinigte Staaten                          | Southampton      | Milwaukee, Wisconsin, Vereinigte Staaten            | 269MB          |        |
| Crosby, Mrs. Catherine Elizabeth (geborene Halstead)                       | 64     | Milwaukee, Wisconsin, Vereinigte Staaten                          | Southampton      | Milwaukee, Wisconsin, Vereinigte Staaten            | 5              |        |
| Crosby, Miss Harriette Rebecca                                             | 39     | Milwaukee, Wisconsin, Vereinigte Staaten                          | Southampton      | Milwaukee, Wisconsin, Vereinigte Staaten            | 5              |        |
| Cumings, Mr. John Bradley                                                  | 39     | New York City                                                     | Cherbourg        | New York City                                       |                |        |
| Cumings, Mrs. Florence Briggs (geborene Thayer)                            | 35     | New York City                                                     | Cherbourg        | New York City                                       | 4              |        |
| Daly, Mr. Peter Dennis                                                     | 51     | Lima, Peru                                                        | Southampton      | Lima, Peru                                          | A              |        |
| Daniel, Mr. Robert Williams                                                | 27     | Philadelphia, Pennsylvania, Vereinigte Staaten                    | Southampton      | Philadelphia, Pennsylvania, Vereinigte Staaten      | ?              |        |
| Davidson, Mr. Thornton                                                     | 31     | Montreal, Quebec, Kanada                                          | Southampton      | Montreal, Quebec, Kanada                            |                |        |
| Davidson, Mrs. Orian (geborene Hays)                                       | 27     | Montreal, Quebec, Kanada                                          | Southampton      | Montreal, Quebec, Kanada                            | 3              |        |
| Dick, Mr. Albert Adrian                                                    | 31     | Calgary, Alberta, Kanada                                          | Southampton      | Calgary, Alberta, Kanada                            | 3              |        |
| Dick, Mrs. Vera (geborene Gillespie)                                       | 17     | Calgary, Alberta, Kanada                                          | Southampton      | Calgary, Alberta, Kanada                            | 3              |        |
| Dodge, Dr. Washington                                                      | 52     | San Francisco, Kalifornien, Vereinigte Staaten                    | Southampton      | San Francisco, Kalifornien, Vereinigte Staaten      | 13             |        |
| Dodge, Mrs. Ruth (geborene Vidaver)                                        | 34     | San Francisco, Kalifornien, Vereinigte Staaten                    | Southampton      | San Francisco, Kalifornien, Vereinigte Staaten      | 5              |        |
| Dodge, Master Washington, Jr.                                              | 4      | San Francisco, Kalifornien, Vereinigte Staaten                    | Southampton      | San Francisco, Kalifornien, Vereinigte Staaten      | 5              |        |
| Douglas, Mr. Walter Donald                                                 | 50     | Minneapolis, Minnesota, Vereinigte Staaten                        | Cherbourg        | Minneapolis, Minnesota, Vereinigte Staaten          |                | 62MB   |
| Douglas, Mrs. Mahala (geborene Dutton)                                     | 48     | Minneapolis, Minnesota, Vereinigte Staaten                        | Cherbourg        | Minneapolis, Minnesota, Vereinigte Staaten          | 2              |        |
| und Dienstmädchen, Miss Berthe Leroy                                       | 27     | Minneapolis, Minnesota, Vereinigte Staaten                        | Cherbourg        | Minneapolis, Minnesota, Vereinigte Staaten          | 2              |        |
| Douglas, Mrs. Mary Hélène (geborene Baxter)                                | 27     | Montreal, Quebec, Kanada                                          | Cherbourg        | Montreal, Quebec, Kanada                            | 6              |        |
| Duff Gordon, Sir Cosmo Edmund                                              | 49     | London, England, Vereinigtes Königreich                           | Cherbourg        | New York City                                       | 1              |        |
| Duff Gordon, Lucy Christiana, Lady (geborene Sutherland)                   | 48     | London, England, Vereinigtes Königreich                           | Cherbourg        | New York City                                       | 1              |        |
| und Sekretärin, Miss Laura Mabel Francatelli                               | 31     | London, England, Vereinigtes Königreich                           | Cherbourg        | New York City                                       | 1              |        |
| Dulles, Mr. William Crothers                                               | 39     | Philadelphia, Pennsylvania, Vereinigte Staaten                    | Cherbourg        | Philadelphia, Pennsylvania, Vereinigte Staaten      |                | 133MB  |
| Eustis, Miss Elizabeth Mussey                                              | 54     | Brookline, Massachusetts, Vereinigte Staaten                      | Cherbourg        | Brookline, Massachusetts, Vereinigte Staaten        | 4              |        |
| Evans, Miss Edith Corse                                                    | 36     | New York City                                                     | Cherbourg        | New York City                                       |                |        |
| Flegenheim, Mrs. Antoinette „Tony“ (geborene Wendt)                        | 48     | New York City                                                     | Cherbourg        | New York City                                       | 7              |        |
| Flynn, Mr. John Irwin                                                      | 36     | Brooklyn, New York, Vereinigte Staaten                            | Southampton      | Brooklyn, New York, Vereinigte Staaten              | 5              |        |
| Foreman, Mr. Benjamin Laventall                                            | 30     | New York City                                                     | Southampton      | New York City                                       |                |        |
| Fortune, Mr. Mark                                                          | 64     | Winnipeg, Manitoba, Kanada                                        | Southampton      | Winnipeg, Manitoba, Kanada                          |                |        |
| Fortune, Mrs. Mary (geborene McDougald)                                    | 60     | Winnipeg, Manitoba, Kanada                                        | Southampton      | Winnipeg, Manitoba, Kanada                          | 10             |        |
| Fortune, Miss Ethel Flora                                                  | 28     | Winnipeg, Manitoba, Kanada                                        | Southampton      | Winnipeg, Manitoba, Kanada                          | 10             |        |
| Fortune, Miss Alice Elizabeth                                              | 24     | Winnipeg, Manitoba, Kanada                                        | Southampton      | Winnipeg, Manitoba, Kanada                          | 10             |        |
| Fortune, Miss Mabel Helen                                                  | 23     | Winnipeg, Manitoba, Kanada                                        | Southampton      | Winnipeg, Manitoba, Kanada                          | 10             |        |
| Fortune, Mr. Charles Alexander                                             | 19     | Winnipeg, Manitoba, Kanada                                        | Southampton      | Winnipeg, Manitoba, Kanada                          |                |        |
| Franklin, Mr. Thomas Parnham                                               | 37     | London, England, Vereinigtes Königreich                           | Southampton      | New York, New York, Vereinigte Staaten              |                |        |
| Frauenthal, Dr. Henry William                                              | 49     | London, England, Vereinigtes Königreich                           | Southampton      | New York, New York, Vereinigte Staaten              | 5              |        |
| Frauenthal, Mrs. Clara (geborene Heinsheimer)                              | 42     | London, England, Vereinigtes Königreich                           | Southampton      | New York, New York, Vereinigte Staaten              | 5              |        |
| Frauenthal, Mr. Isaac Gerald                                               | 43     | London, England, Vereinigtes Königreich                           | Southampton      | New York, New York, Vereinigte Staaten              | 5              |        |
| Frölicher, Mr. Maximilian Josef                                            | 60     | Zürich, Schweiz                                                   | Cherbourg        | New York, New York, Vereinigte Staaten              | 5              |        |
| Frölicher, Mrs. Margaretha Emerentia (geborene Stehli)                     | 48     | Zürich, Schweiz                                                   | Cherbourg        | New York, New York, Vereinigte Staaten              | 5              |        |
| Frölicher-Stehli, Miss Hedwig Margaritha                                   | 22     | Zürich, Schweiz                                                   | Cherbourg        | New York, New York, Vereinigte Staaten              | 5              |        |
| Futrelle, Mr. Jacques Heath                                                | 37     | Scituate, Massachusetts, Vereinigte Staaten                       | Southampton      | Scituate, Massachusetts, Vereinigte Staaten         |                |        |
| Futrelle, Mrs. Lily May (geborene Peel)                                    | 35     | Scituate, Massachusetts, Vereinigte Staaten                       | Southampton      | Scituate, Massachusetts, Vereinigte Staaten         | D              |        |
| Gee, Mr. Arthur H.                                                         | 47     | St. Annes-on-Sea, Lancashire, England, Vereinigtes Königreich     | Southampton      | Mexico City, Mexico                                 |                | 275MB  |
| Gibson, Mrs. Pauline Caroline (geborene Boeson)                            | 44     | New York City                                                     | Cherbourg        | New York City                                       | 7              |        |
| Gibson, Miss Dorothy Winifred                                              | 22     | New York City                                                     | Cherbourg        | New York City                                       | 7              |        |
| Goldenberg, Mr. Samuel L.                                                  | 47     | Paris, Frankreich                                                 | Cherbourg        | New York City                                       | 5              |        |
| Goldenberg, Mrs. Nella (geborene Wiggins)                                  | 40     | Paris, Frankreich                                                 | Cherbourg        | New York City                                       | 5              |        |
| Goldschmidt, Mr. George B.                                                 | 71     | New York, New York, Vereinigte Staaten                            | Cherbourg        | New York, New York, Vereinigte Staaten              |                |        |
| Gracie IV, Colonel Archibald                                               | 53     | Washington, D.C., Vereinigte Staaten                              | Southampton      | Washington, D.C., Vereinigte Staaten                | B              |        |
| Graham, Mr. George Edward                                                  | 38     | Winnipeg, Manitoba, Kanada                                        | Southampton      | Winnipeg, Manitoba, Kanada                          |                | 147MB  |
| Graham, Mrs. Edith Ware (geborene Junkins)                                 | 59     | Greenwich, Connecticut, Vereinigte Staaten                        | Southampton      | Greenwich, Connecticut, Vereinigte Staaten          | 3              |        |
| Graham, Miss Margaret Edith                                                | 19     | Greenwich, Connecticut, Vereinigte Staaten                        | Southampton      | Greenwich, Connecticut, Vereinigte Staaten          | 3              |        |
| und Gouvernante, Miss Elizabeth Weed Shutes                                | 40     | Greenwich, Connecticut, Vereinigte Staaten                        | Southampton      | Greenwich, Connecticut, Vereinigte Staaten          | 3              |        |
| Greenfield, Mrs. Blanche (geborene Strouse)                                | 45     | New York City                                                     | Cherbourg        | New York City                                       | 7              |        |
| Greenfield, Mr. William Bertram                                            | 23     | New York City                                                     | Cherbourg        | New York City                                       | 7              |        |
| Guggenheim, Mr. Benjamin                                                   | 46     | Paris, Frankreich                                                 | Cherbourg        | New York City                                       |                |        |
| und Kammerdiener, Mr. Victor Giglio                                        | 24     | Paris, Frankreich                                                 | Cherbourg        | New York City                                       |                |        |
| und Chauffeur, Mr. René Pernot                                             | 39     | Paris, Frankreich                                                 | Cherbourg        | New York City                                       |                |        |
| Harder, Mr. George Achilles                                                | 25     | New York City                                                     | Cherbourg        | New York City                                       | 5              |        |
| Harder, Mrs. Dorothy (geborene Annan)                                      | 21     | New York City                                                     | Cherbourg        | New York City                                       | 5              |        |
| Harper, Mr. Henry Sleeper                                                  | 48     | New York City                                                     | Cherbourg        | New York City                                       | 3              |        |
| und dragoman (Reiseführer), Mr. Hammad Hassab                              | 27     | Cairo, Egypt                                                      | Cherbourg        | New York City                                       | 3              |        |
| Harper, Mrs. Myra Raymond (geborene Haxtun)                                | 49     | New York City                                                     | Cherbourg        | New York City                                       | 3              |        |
| Harris, Mr. Henry Birkhardt                                                | 45     | New York City                                                     | Southampton      | New York City                                       |                |        |
| Harris, Mrs. Irene „Renee“ (geborene Wallach)                              | 35     | New York City                                                     | Southampton      | New York City                                       | D              |        |
| Hawksford, Mr. Walter James                                                | 45     | Kingston, Surrey, England, Vereinigtes Königreich                 | Southampton      | New York City                                       | 3              |        |
| Hays, Mr. Charles Melville                                                 | 55     | Montreal, Quebec, Kanada                                          | Southampton      | Montreal, Quebec, Kanada                            |                | 307M   |
| und Schreiber, Mr. Vivian Ponsonby Payne                                   | 22     | Montreal, Quebec, Kanada                                          | Southampton      | Montreal, Quebec, Kanada                            |                |        |
| Hays, Mrs. Clara Jennings (geborene Grigg)                                 | 52     | Montreal, Quebec, Kanada                                          | Southampton      | Montreal, Quebec, Kanada                            | 3              |        |
| und Dienstmädchen, Miss Mary Anne Perreault                                | 33     | Montreal, Quebec, Kanada                                          | Southampton      | Montreal, Quebec, Kanada                            | 3              |        |
| Hays, Miss Margaret Bechstein                                              | 24     | New York City                                                     | Cherbourg        | New York City                                       | 7              |        |
| Head, Mr. Christopher                                                      | 42     | Chelsea, London, England, Vereinigtes Königreich                  | Southampton      | New York City                                       |                |        |
| Hilliard, Mr. Herbert Henry                                                | 44     | Brighton, Massachusetts, Vereinigte Staaten                       | Southampton      | Brighton, Massachusetts, Vereinigte Staaten         |                |        |
| Hipkins, Mr. William Edward                                                | 55     | Birmingham, West Midlands, England, Vereinigtes Königreich        | Southampton      | New York City                                       |                |        |
| Hippach, Mrs. Ida Sophia (geborene Fischer)                                | 44     | Chicago, Illinois, Vereinigte Staaten                             | Cherbourg        | Chicago, Illinois, Vereinigte Staaten               | 4              |        |
| Hippach, Miss Jean Gertrude                                                | 17     | Chicago, Illinois, Vereinigte Staaten                             | Cherbourg        | Chicago, Illinois, Vereinigte Staaten               | 4              |        |
| Hogeboom, Mrs. Anna Louisa (geborene Andrews)                              | 51     | Hudson, New York, Vereinigte Staaten                              | Cherbourg        | Hudson, New York, Vereinigte Staaten                | 10             |        |
| Holverson, Mr. Alexander Oskar                                             | 42     | New York City                                                     | Southampton      | New York City                                       |                | 38MB   |
| Holverson, Mrs. Mary Aline (geborene Towner)                               | 35     | New York City                                                     | Southampton      | New York City                                       | 8              |        |
| Homer, Mr. Harry (alias E. Haven)                                          | 40     | Indianapolis, Indiana, Vereinigte Staaten                         | Southampton      | Indianapolis, Indiana, Vereinigte Staaten           | 15             |        |
| Hoyt, Mr. Frederick Maxfield                                               | 35     | New York City                                                     | Southampton      | Stamford, Connecticut, Vereinigte Staaten           | D              |        |
| Hoyt, Mrs. Jane Anne (geborene Forby)                                      | 31     | New York City                                                     | Southampton      | Stamford, Connecticut, Vereinigte Staaten           | D              |        |
| Hoyt, Mr. William Fisher                                                   | 42     | New York City                                                     | Cherbourg        | New York City                                       | 14             | [ 62 ] |
| Isham, Miss Ann Elizabeth                                                  | 50     | Chicago, Illinois, Vereinigte Staaten                             | Cherbourg        | Chicago, Illinois, Vereinigte Staaten               |                |        |
| Ismay, Mr. Joseph Bruce                                                    | 49     | Liverpool, Merseyside, England, Vereinigtes Königreich            | Southampton      | New York City                                       | C              |        |
| und Kammerdiener, Mr. John Richard Fry                                     | 39     | Liverpool, Merseyside, England, Vereinigtes Königreich            | Southampton      | New York, New York, Vereinigte Staaten              |                |        |
| und Sekretär, Mr. William Henry Harrison                                   | 45     | Wallasey, Merseyside, England, Vereinigtes Königreich             | Southampton      | New York, New York, Vereinigte Staaten              | 110MB          |        |
| Jones, Mr. Charles Cresson                                                 | 46     | Bennington, Vermont, Vereinigte Staaten                           | Southampton      | Bennington, Vermont, Vereinigte Staaten             | 80MB           |        |
| Julian, Mr. Henry Forbes                                                   | 50     | Torquay, Devon, England, Vereinigtes Königreich                   | Southampton      | San Francisco, US                                   |                |        |
| Kent, Mr. Edward Austin                                                    | 58     | Buffalo, New York, Vereinigte Staaten                             | Cherbourg        | Buffalo, New York, Vereinigte Staaten               | 258MB          |        |
| Kenyon, Mr. Frederick R.                                                   | 41     | Pittsburgh, Pennsylvania, Vereinigte Staaten                      | Southampton      | Pittsburgh, Pennsylvania, Vereinigte Staaten        |                |        |
| Kenyon, Mrs. Marion (geborene Stauffer)                                    | 31     | Pittsburgh, Pennsylvania, Vereinigte Staaten                      | Southampton      | Pittsburgh, Pennsylvania, Vereinigte Staaten        | 8              |        |
| Kimball, Mr. Edwin Nelson Jr.                                              | 42     | Boston, Massachusetts, Vereinigte Staaten                         | Southampton      | Boston, Massachusetts, Vereinigte Staaten           | 5              |        |
| Kimball, Mrs. Gertrude (geborene Parsons)                                  | 45     | Boston, Massachusetts, Vereinigte Staaten                         | Southampton      | Boston, Massachusetts, Vereinigte Staaten           | 5              |        |
| Klaber, Mr. Herman                                                         | 45     | Portland, Oregon, Vereinigte Staaten                              | Southampton      | Portland, Oregon, Vereinigte Staaten                |                |        |
| Lambert-Williams, Mr. Fletcher Fellows                                     | 43     | London, England, Vereinigtes Königreich                           | Southampton      | Newark, New Jersey, Vereinigte Staaten              |                |        |
| Leader, Dr. Alice (geborene Farnham)                                       | 49     | New York City                                                     | Southampton      | New York City                                       | 8              |        |
| Leslie, Lucy Noël Martha, Countess of Rothes (geborene Dyer-Edwardes)      | 34     | Vancouver, British Columbia, Kanada                               | Southampton      | Vancouver, British Columbia, Kanada                 | 8              |        |
| und Dienstmädchen, Miss Roberta Elizabeth Mary „Cissy“ Maioni              | 20     | Vancouver, British Columbia, Kanada                               | Southampton      | Vancouver, British Columbia, Kanada                 | 8              |        |
| Lewy, Mr. Ervin G.                                                         | 31     | Chicago, Illinois, Vereinigte Staaten                             | Cherbourg        | Chicago, Illinois, Vereinigte Staaten               |                |        |
| Lindeberg-Lind, Mr. Erik Gustav (alias Edward Lingrey)                     | 42     | Jordanstorp, Södermanland, Schweden                               | Southampton      | New York City                                       |                |        |
| Lindström, Mrs. Sigrid (geborene Posse)                                    | 55     | Stockholm, Schweden                                               | Cherbourg        | New York City                                       | 6              |        |
| Lines, Mrs. Elizabeth Lindsey (geborene James)                             | 50     | Paris, Frankreich                                                 | Cherbourg        | Hanover, New Hampshire, Vereinigte Staaten          | 9              |        |
| Lines, Miss Mary Conover                                                   | 16     | Paris, Frankreich                                                 | Cherbourg        | Hanover, New Hampshire, Vereinigte Staaten          | 9              |        |
| Long, Mr. Milton Clyde                                                     | 29     | Springfield, Massachusetts, Vereinigte Staaten                    | Southampton      | Springfield, Massachusetts, Vereinigte Staaten      |                | 126MB  |
| Longley, Miss Gretchen Fiske                                               | 21     | Hudson, New York, Vereinigte Staaten                              | Cherbourg        | Hudson, New York, Vereinigte Staaten                | 10             |        |
| Loring, Mr. Joseph Holland                                                 | 30     | London, England, Vereinigtes Königreich                           | Southampton      | New York City                                       |                |        |
| Madill, Miss Georgette Alexandra                                           | 16     | St Louis, Missouri, Vereinigte Staaten                            | Southampton      | St Louis, Missouri, Vereinigte Staaten              | 2              |        |
| Maguire, Mr. John Edward                                                   | 30     | Brockton, Massachusetts, Vereinigte Staaten                       | Southampton      | Brockton, Massachusetts, Vereinigte Staaten         |                |        |
| Maréchal, Mr. Pierre, Sr.                                                  | 28     | Paris, Frankreich                                                 | Cherbourg        | New York City                                       | 7              |        |
| Marvin, Mr. Daniel Warner                                                  | 18     | New York City                                                     | Southampton      | New York City                                       |                |        |
| Marvin, Mrs. Mary Graham Carmichael (geborene Farquarson)                  | 18     | New York City                                                     | Southampton      | New York City                                       | 10             |        |
| Mayné, Miss Bertha Antonine                                                | 24     | Brüssel, Belgien                                                  | Cherbourg        | Montreal, Quebec, Kanada                            | 6              |        |
| McCaffry, Mr. Thomas Francis                                               | 46     | Vancouver, British Columbia, Kanada                               | Southampton      | Vancouver, British Columbia, Kanada                 |                | 292MB  |
| McCarthy, Mr. Timothy J.                                                   | 54     | Dorchester, Massachusetts, Vereinigte Staaten                     | Southampton      | Dorchester, Massachusetts, Vereinigte Staaten       | 175MB          |        |
| McGough, Mr. James Robert                                                  | 35     | Philadelphia, Pennsylvania, Vereinigte Staaten                    | Southampton      | Philadelphia, Pennsylvania, Vereinigte Staaten      | 7              |        |
| Meyer, Mr. Edgar Joseph                                                    | 28     | New York City                                                     | Cherbourg        | New York City                                       |                |        |
| Meyer, Mrs. Leila (geborene Saks)                                          | 25     | New York City                                                     | Cherbourg        | New York City                                       | 6              |        |
| Millet, Mr. Francis Davis                                                  | 63     | East Bridgewater, Massachusetts, Vereinigte Staaten               | Cherbourg        | East Bridgewater, Massachusetts, Vereinigte Staaten |                | 249MB  |
| Minahan, Dr. William Edward                                                | 44     | Fond du Lac, Wisconsin, Vereinigte Staaten                        | Southampton      | Fond du Lac, Wisconsin, Vereinigte Staaten          | 230MB          |        |
| Minahan, Mrs. Lillian E. (geborene Thorpe)                                 | 37     | Fond du Lac, Wisconsin, Vereinigte Staaten                        | Southampton      | Fond du Lac, Wisconsin, Vereinigte Staaten          | 14             |        |
| Minahan, Miss Daisy E.                                                     | 33     | Fond du Lac, Wisconsin, Vereinigte Staaten                        | Southampton      | Fond du Lac, Wisconsin, Vereinigte Staaten          | 14             |        |
| Mock, Mr. Philipp Edmund                                                   | 30     | New York City                                                     | Cherbourg        | New York City                                       | 11             |        |
| Molson, Mr. Harry Markland                                                 | 55     | Montreal, Quebec, Kanada                                          | Southampton      | Montreal, Quebec, Kanada                            |                |        |
| Moore, Mr. Clarence                                                        | 47     | Washington, D.C., Vereinigte Staaten                              | Southampton      | Washington, D.C., Vereinigte Staaten                |                |        |
| und Kammerdiener, Mr. Charles Henry Harrington                             | 37     | Washington, D.C., Vereinigte Staaten                              | Southampton      | Washington, D.C., Vereinigte Staaten                |                |        |
| Natsch, Mr. Charles                                                        | 36     | Brooklyn, New York, Vereinigte Staaten                            | Cherbourg        | Brooklyn, New York, Vereinigte Staaten              |                |        |
| Newell, Mr. Arthur Webster                                                 | 58     | Lexington, Massachusetts, Vereinigte Staaten                      | Cherbourg        | Lexington, Massachusetts, Vereinigte Staaten        | 122MB          |        |
| Newell, Miss Madeleine                                                     | 31     | Lexington, Massachusetts, Vereinigte Staaten                      | Cherbourg        | Lexington, Massachusetts, Vereinigte Staaten        | 6              |        |
| Newell, Miss Marjorie Anne                                                 | 23     | Lexington, Massachusetts, Vereinigte Staaten                      | Cherbourg        | Lexington, Massachusetts, Vereinigte Staaten        | 6              |        |
| Newsom, Miss Helen Monypeny                                                | 19     | New York City                                                     | Southampton      | New York City                                       | 5              |        |
| Nicholson, Mr. Arthur Ernest                                               | 64     | Shanklin, Isle of Wight, England, Vereinigtes Königreich          | Southampton      | New York City                                       |                | 263MB  |
| Nourney, Mr. Alfred                                                        | 20     | Köln, Deutsches Reich                                             | Cherbourg        | New York City                                       | 7              |        |
| Omont, Mr. Alfred Fernand                                                  | 29     | Le Havre, Frankreich                                              | Cherbourg        | New York City                                       | 7              |        |
| Ostby, Mr. Engelhart Cornelius                                             | 64     | Providence, Rhode Island, Vereinigte Staaten                      | Southampton      | Providence, Rhode Island, Vereinigte Staaten        |                | 234MB  |
| Ostby, Miss Helene Ragnhild                                                | 22     | Providence, Rhode Island, Vereinigte Staaten                      | Southampton      | Providence, Rhode Island, Vereinigte Staaten        | 5              |        |
| Ovies y Rodriguez, Mr. Servando José Florentino                            | 36     | Havanna, Cuba                                                     | Cherbourg        | Havanna, Cuba                                       |                | 189MB  |
| Parr, Mr. William Henry Marsh                                              | 29     | Belfast, Irland, Vereinigtes Königreich                           | Belfast          | New York City                                       |                |        |
| Partner, Mr. Austin                                                        | 40     | Tolworth, London, England, Vereinigtes Königreich                 | Southampton      | Toronto, Ontario, Kanada                            | 166MB          |        |
| Pears, Mr. Thomas Clinton                                                  | 29     | Isleworth, London, England, Vereinigtes Königreich                | Southampton      | New York City                                       |                |        |
| Pears, Mrs. Edith (geborene Wearne)                                        | 22     | Isleworth, London, England, Vereinigtes Königreich                | Southampton      | New York City                                       | 8              |        |
| Peñasco y Castellana, Mr. Victor                                           | 24     | Madrid, Spanien                                                   | Cherbourg        | New York City                                       |                |        |
| Peñasco y Castellana, Mrs. Maria Josefa (geborene Perez de Soto y Vallejo) | 22     | Madrid, Spanien                                                   | Cherbourg        | New York City                                       | 8              |        |
| und Dienstmädchen, Doña Fermina Oliva y Ocana                              | 39     | Madrid, Spanien                                                   | Cherbourg        | New York City                                       | 8              |        |
| Peuchen, Major Arthur Godfrey                                              | 52     | Toronto, Ontario, Kanada                                          | Southampton      | Toronto, Ontario, Kanada                            | 6              |        |
| Porter, Mr. Walter Chamberlain                                             | 46     | Worcester, Massachusetts, Vereinigte Staaten                      | Southampton      | Worcester, Massachusetts, Vereinigte Staaten        |                | 207MB  |
| Potter, Mrs. Lily Alexenia (geborene Wilson)                               | 56     | Philadelphia, Pennsylvania, Vereinigte Staaten                    | Cherbourg        | Philadelphia, Pennsylvania, Vereinigte Staaten      | 7              |        |
| Reuchlin, Jonkheer Mr. Johan George                                        | 38     | Rotterdam, Niederlande                                            | Southampton      | New York City                                       |                |        |
| Rheims, Mr. George Alexander Lucien                                        | 36     | Paris, Frankreich                                                 | Southampton      | New York City                                       | A              |        |
| Robert, Mrs. Elisabeth Walton (geborene McMillan)                          | 43     | St. Louis, Missouri, Vereinigte Staaten                           | Southampton      | St. Louis, Missouri, Vereinigte Staaten             | 2              |        |
| und Dienstmädchen, Miss Emilie Kreuchen                                    | 29     | St. Louis, Missouri, Vereinigte Staaten                           | Southampton      | St. Louis, Missouri, Vereinigte Staaten             | 2              |        |
| Roebling, Mr. Washington Augustus II                                       | 31     | Trenton, New Jersey, Vereinigte Staaten                           | Southampton      | Trenton, New Jersey, Vereinigte Staaten             |                |        |
| Romaine, Mr. Charles Hallance (alias C. Rolmane)                           | 45     | New York City                                                     | Southampton      | New York City                                       | 9              |        |
| Rood, Mr. Hugh Roscoe                                                      | 38     | Seattle, Washington, Vereinigte Staaten                           | Southampton      | Seattle, Washington, Vereinigte Staaten             |                |        |
| Rosenbaum, Miss Edith Louise                                               | 34     | Paris, Frankreich                                                 | Cherbourg        | Cincinnati, Ohio, Vereinigte Staaten                | 11             |        |
| Rosenshine, Mr. George (alias George Thorne)                               | 46     | New York City                                                     | Cherbourg        | New York City                                       |                | 16MB   |
| Ross, Mr. John Hugo                                                        | 36     | Winnipeg, Manitoba, Kanada                                        | Southampton      | Winnipeg, Manitoba, Kanada                          |                |        |
| Rothschild, Mr. Martin                                                     | 46     | New York City                                                     | Cherbourg        | New York City                                       |                |        |
| Rothschild, Mrs. Elizabeth Jane Anne (geborene Barrett)                    | 54     | New York City                                                     | Cherbourg        | New York City                                       | 6              |        |
| Rowe, Mr. Alfred G.                                                        | 59     | Liverpool, Merseyside, England, Vereinigtes Königreich            | Southampton      | New York City                                       |                | 109MB  |
| Ryerson, Mr. Arthur Larned                                                 | 61     | Cooperstown, New York, Vereinigte Staaten                         | Cherbourg        | Cooperstown, New York, Vereinigte Staaten           |                |        |
| Ryerson, Mrs. Emily Maria (geborene Borie)                                 | 48     | Cooperstown, New York, Vereinigte Staaten                         | Cherbourg        | Cooperstown, New York, Vereinigte Staaten           | 4              |        |
| und Dienstmädchen, Miss Victorine Chaudanson                               | 36     | Cooperstown, New York, Vereinigte Staaten                         | Cherbourg        | Cooperstown, New York, Vereinigte Staaten           | 4              |        |
| Ryerson, Miss Susan Parker „Suzette“                                       | 21     | Cooperstown, New York, Vereinigte Staaten                         | Cherbourg        | Cooperstown, New York, Vereinigte Staaten           | 4              |        |
| Ryerson, Miss Emily Borie                                                  | 18     | Cooperstown, New York, Vereinigte Staaten                         | Cherbourg        | Cooperstown, New York, Vereinigte Staaten           | 4              |        |
| Ryerson, Master John Borie „Jack“                                          | 13     | Cooperstown, New York, Vereinigte Staaten                         | Cherbourg        | Cooperstown, New York, Vereinigte Staaten           | 4              |        |
| und Gouvernante, Miss Grace Scott Bowen                                    | 45     | Cooperstown, New York, Vereinigte Staaten                         | Cherbourg        | Cooperstown, New York, Vereinigte Staaten           | 4              |        |
| Saalfeld, Mr. Adolphe                                                      | 47     | Manchester, England, Vereinigtes Königreich                       | Southampton      | New York City                                       | 3              |        |
| Salomon, Mr. Abraham Lincoln                                               | 43     | New York City                                                     | Cherbourg        | New York City                                       | 1              |        |
| Schabert, Mrs. Emma Mary Blake (geborene Mock)                             | 35     | Hamburg, Deutsches Reich                                          | Cherbourg        | New York City                                       | 11             |        |
| Seward, Mr. Frederic Kimber                                                | 34     | New York City                                                     | Southampton      | New York City                                       | 7              |        |
| Silverthorne, Mr. Spencer Victor                                           | 35     | St Louis, Missouri, Vereinigte Staaten                            | Southampton      | St Louis, Missouri, Vereinigte Staaten              | 5              |        |
| Silvey, Mr. William Baird                                                  | 50     | Duluth, Minnesota, Vereinigte Staaten                             | Cherbourg        | Duluth, Minnesota, Vereinigte Staaten               |                |        |
| Silvey, Mrs. Alice (geborene Munger)                                       | 39     | Duluth, Minnesota, Vereinigte Staaten                             | Cherbourg        | Duluth, Minnesota, Vereinigte Staaten               | 11             |        |
| Simonius-Blumer, Colonel Alfons                                            | 56     | Basel, Schweiz                                                    | Southampton      | New York City                                       | 3              |        |
| Sloper, Mr. William Thompson                                               | 28     | New Britain, Connecticut, Vereinigte Staaten                      | Southampton      | New Britain, Connecticut, Vereinigte Staaten        | 7              |        |
| Smart, Mr. John Montgomery                                                 | 56     | Kildale, North Yorkshire, England, Vereinigtes Königreich         | Southampton      | New York City                                       |                |        |
| Smith, Mr. James Clinch                                                    | 56     | Paris, Frankreich                                                 | Cherbourg        | Long Island, New York, Vereinigte Staaten           |                |        |
| Smith, Mr. Lucien Philip                                                   | 24     | Huntington, West Virginia, Vereinigte Staaten                     | Cherbourg        | Huntington, West Virginia, Vereinigte Staaten       |                |        |
| Smith, Mrs. Mary Eloise (geborene Hughes)                                  | 18     | Huntington, West Virginia, Vereinigte Staaten                     | Cherbourg        | Huntington, West Virginia, Vereinigte Staaten       | 6              |        |
| Smith, Mr. Richard William                                                 | 57     | Streatham, London, England, Vereinigtes Königreich                | Southampton      | New York City                                       |                |        |
| Snyder, Mr. John Pillsbury                                                 | 24     | Minneapolis, Minnesota, Vereinigte Staaten                        | Southampton      | Minneapolis, Minnesota, Vereinigte Staaten          | 7              |        |
| Snyder, Mrs. Nellie (geborene Stevenson)                                   | 23     | Minneapolis, Minnesota, Vereinigte Staaten                        | Southampton      | Minneapolis, Minnesota, Vereinigte Staaten          | 7              |        |
| Spedden, Mr. Frederic Oakley                                               | 45     | Tuxedo Park, New York, Vereinigte Staaten                         | Cherbourg        | Tuxedo Park, New York,                              | 3              |        |
| Spedden, Mrs. Margaretta Corning (geborene Stone)                          | 39     | Tuxedo Park, New York, Vereinigte Staaten                         | Cherbourg        | Tuxedo Park, New York,                              | 3              |        |
| und Dienstmädchen, Miss Helen Alice Wilson                                 | 31     | Tuxedo Park, New York, Vereinigte Staaten                         | Cherbourg        | Tuxedo Park, New York,                              | 3              |        |
| Spedden, Master Robert Douglas                                             | 6      | Tuxedo Park, New York, Vereinigte Staaten                         | Cherbourg        | Tuxedo Park, New York,                              | 3              |        |
| und Krankenschwester, Miss Elizabeth Margaret Burns                        | 41     | Tuxedo Park, New York, Vereinigte Staaten                         | Cherbourg        | Tuxedo Park, New York,                              | 3              |        |
| Spencer, Mr. William Augustus                                              | 57     | New York City                                                     | Cherbourg        | New York City                                       |                |        |
| Spencer, Mrs. Marie Eugénie (geborene Demougeot)                           | 45     | New York City                                                     | Cherbourg        | New York City                                       | 6              |        |
| und Dienstmädchen, Miss Eugenie Elise Lurette                              | 59     | New York City                                                     | Cherbourg        | New York City                                       | 6              |        |
| Stähelin-Maeglin, Dr. Max                                                  | 32     | Basel, Schweiz                                                    | Southampton      | New York City                                       | 3              |        |
| Stead, Mr. William Thomas                                                  | 62     | London, England, Vereinigtes Königreich                           | Southampton      | New York City                                       |                |        |
| Stengel, Mr. Charles Emil Henry                                            | 54     | Newark, New Jersey, Vereinigte Staaten                            | Cherbourg        | Newark, New Jersey, Vereinigte Staaten              | 1              |        |
| Stengel, Mrs. Annie May (geborene Morris)                                  | 44     | Newark, New Jersey, Vereinigte Staaten                            | Cherbourg        | Newark, New Jersey, Vereinigte Staaten              | 5              |        |
| Stephenson, Mrs. Martha (geborene Eustis)                                  | 52     | Paris, Frankreich                                                 | Cherbourg        | Haverford, Pennsylvania, Vereinigte Staaten         | 4              |        |
| Stewart, Mr. Albert A.                                                     | 54     | Cincinnati, Ohio, Vereinigte Staaten                              | Cherbourg        | Gallipolis, Ohio, Vereinigte Staaten                |                |        |
| Stone, Mrs. Martha Evelyn (geborene Stevens)                               | 62     | New York City                                                     | Southampton      | New York City                                       | 6              |        |
| und Dienstmädchen, Miss Amelie „Amelia“ Icard                              | 38     | New York City                                                     | Southampton      | New York City                                       | 6              |        |
| Straus, Mr. Isidor                                                         | 67     | New York City                                                     | Southampton      | New York City                                       |                | 96MB   |
| und Kammerdiener, Mr. John Farthing                                        | 57     | New York City                                                     | Southampton      | New York City                                       |                |        |
| Straus, Mrs. Rosalie Ida (geborene Blun)                                   | 63     | New York City                                                     | Southampton      | New York City                                       |                |        |
| und Dienstmädchen, Miss Ellen Bird                                         | 31     | New York City                                                     | Southampton      | New York City                                       | 8              |        |
| Sutton, Mr. Frederick                                                      | 61     | Haddonfield, New Jersey, Vereinigte Staaten                       | Southampton      | Haddonfield, New Jersey, Vereinigte Staaten         |                | 46MB   |
| Swift, Mrs. Margaret Welles (geborene Barron)                              | 46     | New York City                                                     | Southampton      | New York City                                       | 8              |        |
| Taussig, Mr. Emil                                                          | 52     | New York City                                                     | Southampton      | New York City                                       |                |        |
| Taussig, Mrs. Tillie (geborene Mandelbaum)                                 | 39     | New York City                                                     | Southampton      | New York City                                       | 8              |        |
| Taussig, Miss Ruth                                                         | 18     | New York City                                                     | Southampton      | New York City                                       | 8              |        |
| Taylor, Mr. Elmer Zebley                                                   | 48     | London, England, Vereinigtes Königreich                           | Southampton      | East Orange, New Jersey, Vereinigte Staaten         | 5              |        |
| Taylor, Mrs. Juliet Cummins (geborene Wright)                              | 48     | London, England, Vereinigtes Königreich                           | Southampton      | East Orange, New Jersey, Vereinigte Staaten         | 5              |        |
| Thayer, Mr. John Borland II                                                | 49     | Haverford, Pennsylvania, Vereinigte Staaten                       | Cherbourg        | Haverford, Pennsylvania, Vereinigte Staaten         |                |        |
| Thayer, Mrs. Marian Longsteth (geborene Morris)                            | 39     | Haverford, Pennsylvania, Vereinigte Staaten                       | Cherbourg        | Haverford, Pennsylvania, Vereinigte Staaten         | 4              |        |
| und Dienstmädchen, Miss Margaret Fleming                                   | 42     | Haverford, Pennsylvania, Vereinigte Staaten                       | Cherbourg        | Haverford, Pennsylvania, Vereinigte Staaten         | 4              |        |
| Thayer, Mr. John Borland „Jack“ III                                        | 17     | Haverford, Pennsylvania, Vereinigte Staaten                       | Cherbourg        | Haverford, Pennsylvania, Vereinigte Staaten         | B              |        |
| Thorne, Mrs. Gertrude Maybelle (geborene McMinn)                           | 37     | New York City                                                     | Cherbourg        | New York City                                       | D              |        |
| Tucker, Mr. Gilbert Milligan Jr.                                           | 31     | Albany, New York, Vereinigte Staaten                              | Cherbourg        | Albany, New York, Vereinigte Staaten                | 7              |        |
| Uruchurtu, Don Manuel E.                                                   | 39     | Mexico City, Mexico                                               | Cherbourg        | Mexico City, Mexico                                 |                |        |
| Van der Hoef, Mr. Wyckoff                                                  | 61     | Brooklyn, New York, Vereinigte Staaten                            | Belfast          | Brooklyn, New York, Vereinigte Staaten              | 245MB          |        |
| Walker, Mr. William Anderson                                               | 48     | East Orange, New Jersey, Vereinigte Staaten                       | Southampton      | East Orange, New Jersey, Vereinigte Staaten         |                |        |
| Warren, Mr. Frank Manley                                                   | 63     | Portland, Oregon, Vereinigte Staaten                              | Cherbourg        | Portland, Oregon, Vereinigte Staaten                |                |        |
| Warren, Mrs. Anna Sophia (geborene Atkinson)                               | 60     | Portland, Oregon, Vereinigte Staaten                              | Cherbourg        | Portland, Oregon, Vereinigte Staaten                | 5              |        |
| Weir, Colonel John                                                         | 59     | New York City                                                     | Southampton      | New York City                                       |                |        |
| White, Mr. Percival Wayland                                                | 54     | Brunswick, Maine, Vereinigte Staaten                              | Southampton      | Brunswick, Maine, Vereinigte Staaten                |                |        |
| White, Mr. Richard Frasar                                                  | 21     | Brunswick, Maine, Vereinigte Staaten                              | Southampton      | Brunswick, Maine, Vereinigte Staaten                | 169MB          |        |
| White, Mrs. Ella (geborene Holmes)                                         | 55     | New York City                                                     | Cherbourg        | New York City                                       | 8              |        |
| und Dienstmädchen, Miss Amelia Mayo „Nellie“ Bessette                      | 39     | New York City                                                     | Cherbourg        | New York City                                       | 8              |        |
| und Diener, Mr. Sante Righini                                              | 22     | New York City                                                     | Cherbourg        | New York City                                       |                | 232MB  |
| Wick, Colonel George Dennick                                               | 58     | Youngstown, Ohio, Vereinigte Staaten                              | Southampton      | Youngstown, Ohio, Vereinigte Staaten                |                |        |
| Wick, Mrs. Mary (geborene Hitchcock)                                       | 45     | Youngstown, Ohio, Vereinigte Staaten                              | Southampton      | Youngstown, Ohio, Vereinigte Staaten                | 8              |        |
| Wick, Miss Mary Natalie                                                    | 31     | Youngstown, Ohio, Vereinigte Staaten                              | Southampton      | Youngstown, Ohio, Vereinigte Staaten                | 8              |        |
| Widener, Mr. George Dunton                                                 | 50     | Philadelphia, Pennsylvania, Vereinigte Staaten                    | Southampton      | Philadelphia, Pennsylvania, Vereinigte Staaten      |                |        |
| und Kammerdiener, Mr. Edwin Herbert Keeping                                | 33     | Philadelphia, Pennsylvania, Vereinigte Staaten                    | Southampton      | Philadelphia, Pennsylvania, Vereinigte Staaten      | 45MB           |        |
| Widener, Mrs. Eleanor (geborene Elkins)                                    | 50     | Philadelphia, Pennsylvania, Vereinigte Staaten                    | Southampton      | Philadelphia, Pennsylvania, Vereinigte Staaten      | 4              |        |
| und Dienstmädchen, Miss Amalie Henriette „Emily“ Gieger                    | 35     | Philadelphia, Pennsylvania, Vereinigte Staaten                    | Southampton      | Philadelphia, Pennsylvania, Vereinigte Staaten      | 4              |        |
| Widener, Mr. Harry Elkins                                                  | 27     | Philadelphia, Pennsylvania, Vereinigte Staaten                    | Southampton      | Philadelphia, Pennsylvania, Vereinigte Staaten      |                |        |
| Willard, Miss Constance                                                    | 21     | Duluth, Minnesota, Vereinigte Staaten                             | Southampton      | Duluth, Minnesota, Vereinigte Staaten               | 8              |        |
| Williams, Mr. Charles Duane                                                | 51     | Genf, Schweiz                                                     | Cherbourg        | Radnor, Pennsylvania, Vereinigte Staaten            |                |        |
| Williams, Mr. Richard Norris II                                            | 21     | Genf, Schweiz                                                     | Cherbourg        | Radnor, Pennsylvania, Vereinigte Staaten            | A              |        |
| Woolner, Mr. Hugh                                                          | 45     | London, England, Vereinigte Staaten                               | Southampton      | New York City                                       | D              |        |
| Wright, Mr. George                                                         | 62     | Halifax, Nova Scotia, Kanada                                      | Southampton      | Halifax, Nova Scotia, Kanada                        |                |        |
| Young, Miss Marie Grice                                                    | 36     | New York City                                                     | Cherbourg        | New York City                                       | 8              |        |

### Zweite Klasse
| Name                                                             | Alter  | Heimatstadt                                             | An Bord gekommen | Ziel                                                | Rettungsboot | Leiche |
| ---------------------------------------------------------------- | ------ | ------------------------------------------------------- | ---------------- | --------------------------------------------------- | ------------ | ------ |
| Abelson, Mr. Samuel                                              | 30     | Russland                                                | Cherbourg        | New York, New York, Vereinigte Staaten              |              |        |
| Abelson, Mrs. Anna (geborene Wizosky?)                           | 28     | Russland                                                | Cherbourg        | New York, New York, Vereinigte Staaten              | 10           |        |
| Andrew, Mr. Edgar Samuel                                         | 17     | San Ambrosio, Córdoba, Argentinien                      | Southampton      | Trenton, New Jersey, Vereinigte Staaten             |              |        |
| Andrew, Mr. Frank Thomas                                         | 30     | Redruth, Cornwall, England                              | Southampton      | Houghton, Michigan, Vereinigte Staaten              |              |        |
| Angle, Mr. William A.                                            | 32     | Warwick, Warwickshire, England                          | Southampton      | New York City                                       |              |        |
| Angle, Mrs. Florence Agnes „Mary“ (geborene Hughes)              | 36     | Warwick, Warwickshire, England                          | Southampton      | New York City                                       | 11           |        |
| Ashby, Mr. John                                                  | 57     | West Hoboken, New Jersey, Vereinigte Staaten            | Southampton      | West Hoboken, New Jersey, Vereinigte Staaten        |              |        |
| Bailey, Mr. Percy Andrew                                         | 18     | Penzance, Cornwall, England                             | Southampton      | Akron, Ohio, Vereinigte Staaten                     |              |        |
| Bainbrigge, Mr. Charles Robert                                   | 23     | Saint Peter Port, Guernsey, Channel Islands             | Southampton      | New York City                                       |              |        |
| Ball, Mrs. Ada E. (geborene Hall)                                | 36     | Bristol, Avon, England                                  | Southampton      | Jacksonville, Florida, Vereinigte Staaten           | 10           |        |
| Banfield, Mr. Frederick James                                    | 28     | Plymouth, Devon, England                                | Southampton      | Houghton, Michigan, Vereinigte Staaten              |              |        |
| Bateman, Reverend Robert James                                   | 51     | Jacksonville, Florida, Vereinigte Staaten               | Southampton      | Jacksonville, Florida, Vereinigte Staaten           |              | 174MB  |
| Beane, Mr. Edward                                                | 32     | New York City                                           | Southampton      | New York City                                       | 13           |        |
| Beane. Mrs. Ethel (geborene Clarke)                              | 19     | Norwich, Norfolk, England                               | Southampton      | New York City                                       | 13           |        |
| Beauchamp, Mr. Henry James                                       | 28     | London, England, Vereinigtes Königreich                 | Southampton      | New York City                                       |              | 194MB  |
| Becker, Mrs. Nellie E. (geborene Baumgardner)                    | 35     | Guntur, Provinz Madras Province, Britisch-Indien        | Southampton      | Benton Harbor, Michigan, Vereinigte Staaten         | 11           |        |
| Becker, Miss Ruth Elizabeth                                      | 12     | Guntur, Provinz Madras Province, Britisch-Indien        | Southampton      | Benton Harbor, Michigan, Vereinigte Staaten         | 13           |        |
| Becker, Miss Marion Louise                                       | 4      | Guntur, Provinz Madras Province, Britisch-Indien        | Southampton      | Benton Harbor, Michigan, Vereinigte Staaten         | 11           |        |
| Becker, Master Richard Frederick                                 | 1      | Guntur, Provinz Madras Province, Britisch-Indien        | Southampton      | Benton Harbor, Michigan, Vereinigte Staaten         | 11           |        |
| Beesley, Mr. Lawrence                                            | 34     | London, England, Vereinigtes Königreich                 | Southampton      | Toronto, Ontario, Kanada                            | 13           |        |
| Bentham, Miss Lillian W.                                         | 19     | Rochester, New York, Vereinigte Staaten                 | Southampton      | Rochester, New York, Vereinigte Staaten             | 12           |        |
| Berriman, Mr. William John                                       | 23     | St. Ives, Cornwall, England                             | Southampton      | Calumet, Michigan, Vereinigte Staaten               |              |        |
| Botsford, Mr. William Hull                                       | 25     | Orange, New Jersey, Vereinigte Staaten                  | Southampton      | Orange, New Jersey, Vereinigte Staaten              |              |        |
| Bowenur, Mr. Solomon                                             | 42     | London, England                                         | Southampton      | New York City                                       |              |        |
| Bracken, Mr. James H.                                            | 29     | Lake Arthur, New Mexico, Vereinigte Staaten             | Southampton      | Lake Arthur, New Mexico, Vereinigte Staaten         |              |        |
| Brailey, Mr. W. Theodore Ronald                                  | 24     | London, England                                         | Southampton      | New York City                                       |              |        |
| Bricoux, Mr. Roger Marie                                         | 20     | Monte Carlo, Monaco                                     | Southampton      | New York City                                       |              |        |
| Brito, Mr. José Joaquim                                          | 32     | Madeira, Portugal                                       | Southampton      | São Paulo, Brazil                                   |              |        |
| Brown, Mr. Thomas William Solomon                                | 60     | Kapstadt, Südafrika, Vereinigtes Königreich             | Southampton      | Seattle, Washington, Vereinigte Staaten             |              |        |
| Brown, Mrs. Elizabeth Catherine (geborene Ford)                  | 40     | Kapstadt, Südafrika, Vereinigtes Königreich             | Southampton      | Seattle, Washington, Vereinigte Staaten             | 14           |        |
| Brown, Miss Edith Eileen                                         | 15     | Kapstadt, Südafrika, Vereinigtes Königreich             | Southampton      | Seattle, Washington, Vereinigte Staaten             | 14           |        |
| Bryhl, Mr. Kurt Arnold Gottfrid                                  | 25     | Skara, Västergötland, Schweden                          | Southampton      | Rockford, Illinois, Vereinigte Staaten              |              |        |
| Bryhl, Miss Dagmar Jenny Ingeborg                                | 20     | Skara, Västergötland, Schweden                          | Southampton      | Rockford, Illinois, Vereinigte Staaten              | 12           |        |
| Buss, Miss Kate                                                  | 36     | Sittingbourne, Kent, England                            | Southampton      | San Francisco, Vereinigte Staaten                   | 9            |        |
| Butler, Mr. Reginald Fenton                                      | 25     | Southsea, Hampshire, England                            | Southampton      | New York City                                       |              | 97MB   |
| Byles, Father Thomas Roussel Davids                              | 42     | London, England                                         | Southampton      | Jacksonville, Florida, Vereinigte Staaten           |              |        |
| Byström, Miss Karolina                                           | 42     | New York City                                           | Southampton      | New York City                                       | ?            |        |
| Caldwell, Mr. Albert Francis                                     | 26     | Bangkok, Siam                                           | Southampton      | Roseville, Illinois, Vereinigte Staaten             | 13           |        |
| Caldwell, Mrs. Sylvia Mae (geborene Harbaugh)                    | 28     | Bangkok, Siam                                           | Southampton      | Roseville, Illinois, Vereinigte Staaten             | 13           |        |
| Caldwell, Master Alden Gates                                     | 10 Mo. | Bangkok, Siam                                           | Southampton      | Roseville, Illinois, Vereinigte Staaten             | 13           |        |
| Cameron, Miss Clear Annie                                        | 35     | London, England, Vereinigtes Königreich                 | Southampton      | Mamaronek, New York, Vereinigte Staaten             | 14           |        |
| Campbell, Mr. William Henry                                      | 21     | Belfast, Irland                                         | Belfast          | New York City                                       |              |        |
| Carbines, Mr. William                                            | 19     | St. Ives, Cornwall, England                             | Southampton      | Houghton, Michigan, Vereinigte Staaten              | 18MB         |        |
| Carter, Father Ernest Courtenay                                  | 54     | London, England, Vereinigtes Königreich                 | Southampton      | New York City                                       |              |        |
| Carter, Mrs. Lilian (geborene Hughes)                            | 45     | London, England, Vereinigtes Königreich                 | Southampton      | New York City                                       |              |        |
| Chapman, Mr. Charles Henry                                       | 52     | Bronx, New York, Vereinigte Staaten                     | Southampton      | Bronx, New York, Vereinigte Staaten                 | 130MB        |        |
| Chapman, Mr. John Henry                                          | 36     | Liskeard, Cornwall, England                             | Southampton      | Spokane, Washington, Vereinigte Staaten             | 17MB         |        |
| Chapman, Mrs. Sara Elizabeth (geborene Lawry)                    | 28     | Liskeard, Cornwall, England                             | Southampton      | Spokane, Washington, Vereinigte Staaten             |              |        |
| Christy, Mrs. Alice Frances                                      | 45     | London, England, Vereinigtes Königreich                 | Southampton      | Montreal, Quebec, Kanada                            | 12           |        |
| Christy, Miss Rachel Julie Cohen                                 | 25     | London, England, Vereinigtes Königreich                 | Southampton      | Montreal, Quebec, Kanada                            | 12           |        |
| Clarke, Mr. Charles Valentine                                    | 29     | Netley Abbey, Hampshire, England                        | Southampton      | San Francisco, California, Vereinigte Staaten       |              |        |
| Clarke, Mrs. Ada Maria                                           | 28     | Netley Abbey, Hampshire, England                        | Southampton      | San Francisco, California, Vereinigte Staaten       | 14           |        |
| Clarke, Mr. John Frederick Preston                               | 30     | Liverpool, Merseyside, England                          | Southampton      | New York City                                       |              | 202MB  |
| Coleridge, Mr. Reginald Charles                                  | 29     | London, England                                         | Southampton      | Detroit, Michigan, US                               |              |        |
| Collander, Mr. Erik Gustaf                                       | 27     | Helsinki, Großherzogtum Finnland                        | Southampton      | Ashtabula, Ohio, Vereinigte Staaten                 |              |        |
| Collett, Mr. Sidney Clarence Stuart                              | 25     | London, England                                         | Southampton      | Port Byron, New York, Vereinigte Staaten            | 9            |        |
| Collyer, Mr. Harvey                                              | 31     | Bishopstoke, Hampshire, England                         | Southampton      | Payette, Idaho, Vereinigte Staaten                  |              |        |
| Collyer, Mrs. Charlotte Annie (geborene Tate)                    | 31     | Bishopstoke, Hampshire, England                         | Southampton      | Payette, Idaho, Vereinigte Staaten                  | 14           |        |
| Collyer, Miss Marjorie Charlotte „Lottie“                        | 8      | Bishopstoke, Hampshire, England                         | Southampton      | Payette, Idaho, Vereinigte Staaten                  | 14           |        |
| Cook, Mrs. Selena (geborene Rogers)                              | 22     | Oxford, Oxfordshire, England                            | Southampton      | New York City                                       | 14           |        |
| Corbett, Mrs. Irene (geborene Colvin)                            | 30     | Provo, Utah, Vereinigte Staaten                         | Southampton      | Provo, Utah, Vereinigte Staaten                     |              |        |
| Corey, Mrs. Mary Phyllis Elizabeth (geborene Miller)             | 30     | Pittsburgh, Pennsylvania, Vereinigte Staaten            | Southampton      | Pittsburgh, Pennsylvania, Vereinigte Staaten        |              |        |
| Cotterill, Mr. Henry „Harry“                                     | 20     | Penzance, Cornwall, England                             | Southampton      | Akron, Ohio, Vereinigte Staaten                     |              |        |
| Cunningham, Mr. Alfred Fleming                                   | 21     | Belfast, Irland                                         | Belfast          | New York City                                       |              |        |
| Davies, Mr. Charles Henry                                        | 21     | Lyndhurst, Hampshire, England                           | Southampton      | Eden, Manitoba, Kanada                              |              |        |
| Davies, Mrs. Elizabeth Agnes Mary (geborene White)               | 48     | St. Ives, Cornwall, England, Vereinigtes Königreich     | Southampton      | Houghton, Michigan, Vereinigte Staaten              | 14           |        |
| Davies, Master John Morgan Jr.                                   | 8      | St. Ives, Cornwall, England, Vereinigtes Königreich     | Southampton      | Houghton, Michigan, Vereinigte Staaten              | 14           |        |
| Davis, Miss Mary                                                 | 28     | London, England, Vereinigtes Königreich                 | Southampton      | Tottenville, New York, Vereinigte Staaten           | 13           |        |
| Deacon, Mr. Percy William                                        | 20     | Fritham, Hampshire, England, Vereinigtes Königreich     | Southampton      | Boston, Massachusetts, Vereinigte Staaten           |              |        |
| del Carlo, Mr. Sebastiano                                        | 29     | Montecarlo, Lucca, Toskana, Italien                     | Cherbourg        | Chicago, Illinois, Vereinigte Staaten               | 295MB        |        |
| del Carlo, Mrs. Argene (geborene Genovesi)                       | 24     | Montecarlo, Lucca, Toskana, Italien                     | Cherbourg        | Chicago, Illinois, Vereinigte Staaten               | 11           |        |
| Denbuoy, Mr. Albert „Herbert“                                    | 25     | Guernsey, Channel Islands, Vereinigtes Königreich       | Southampton      | Elizabeth, New Jersey, Vereinigte Staaten           |              |        |
| Dibden, Mr. William                                              | 18     | Lyndhurst, Hampshire, England                           | Southampton      | Eden, Manitoba, Kanada                              |              |        |
| Doling, Mrs. Ada Julia (geborene Bone)                           | 34     | Southampton, Hampshire, England, Vereinigtes Königreich | Southampton      | New York City                                       | ?            |        |
| Doling, Miss Elsie                                               | 19     | Southampton, Hampshire, England, Vereinigtes Königreich | Southampton      | New York City                                       | ?            |        |
| Douton, Mr. William Joseph                                       | 55     | Rochester, New York, Vereinigte Staaten                 | Southampton      | Rochester, New York, Vereinigte Staaten             |              |        |
| Drew, Mr. James Vivian                                           | 42     | Greenport, New York, Vereinigte Staaten                 | Southampton      | Greenport, New York, Vereinigte Staaten             |              |        |
| Drew, Mrs. Lulu Thorne (geborene Christian)                      | 34     | Greenport, New York, Vereinigte Staaten                 | Southampton      | Greenport, New York, Vereinigte Staaten             | 10           |        |
| Drew, Master Marshall Brines                                     | 8      | Greenport, New York, Vereinigte Staaten                 | Southampton      | Greenport, New York, Vereinigte Staaten             | 10           |        |
| Duran y More, Miss Florentina                                    | 30     | Barcelona, Katalonien, Spanien                          | Cherbourg        | Havana, Kuba                                        | 12           |        |
| Duran y More, Miss Asunción                                      | 27     | Barcelona, Katalonien, Spanien                          | Cherbourg        | Havana, Kuba                                        | 12           |        |
| Fahlstrøm, Mr. Arne Joma                                         | 18     | Oslo, Norwegen                                          | Southampton      | Bayonne, New Jersey, Vereinigte Staaten             |              |        |
| Faunthorpe, Mr. Harry Bartram                                    | 40     | Liverpool, Merseyside, England, Vereinigtes Königreich  |                  | Philadelphia, Pennsylvania, Vereinigte Staaten      |              | 286MB  |
| Fillbrook, Mr. Joseph Charles                                    | 18     | Truro, Cornwall, England, Vereinigtes Königreich        |                  | Houghton, Michigan, Vereinigte Staaten              |              |        |
| Fox, Mr. Stanley Hubert                                          | 38     | Rochester, New York, Vereinigte Staaten                 |                  | Rochester, New York, Vereinigte Staaten             |              | 236MB  |
| Frost, Mr. Anthony Wood „Artie“                                  | 37     | Belfast, Irland, Vereinigtes Königreich                 | Belfast          | New York City                                       |              |        |
| Funk, Miss Annie Clemmer                                         | 38     | Janjgir-Champa, Britisch-Indien, Vereinigtes Königreich | Southampton      | Bally, Pennsylvania, Vereinigte Staaten             |              |        |
| Fynney, Mr. Joseph J.                                            | 35     | Liverpool, Merseyside, England, Vereinigtes Königreich  | Southampton      | Montreal, Quebec, Kanada                            |              | 322M   |
| Gale, Mr. Harry                                                  | 38     | Harrowbarrow, Cornwall, England, Vereinigtes Königreich | Southampton      | Clear Creek, Colorado, Vereinigte Staaten           |              |        |
| Gale, Mr. Shadrach                                               | 33     | Harrowbarrow, Cornwall, England, Vereinigtes Königreich | Southampton      | Clear Creek, Colorado, Vereinigte Staaten           |              |        |
| Garside, Miss Ethel                                              | 34     | Liverpool, Merseyside, England                          | Southampton      | Brooklyn, New York, Vereinigte Staaten              | 12           |        |
| Gaskell, Mr. William Alfred                                      | 18     | Liverpool, Merseyside, England                          | Southampton      | Montreal, Quebec, Kanada                            |              |        |
| Gavey, Mr. Laurence                                              | 26     | Guernsey, Kanalinseln                                   | Southampton      | Elizabeth, New Jersey, Vereinigte Staaten           |              |        |
| Gilbert, Mr. William                                             | 47     | Carleens, Cornwall, England                             | Southampton      | Butte, Montana, Vereinigte Staaten                  |              |        |
| Giles, Mr. Edgar                                                 | 21     | Porthleven, Cornwall, England                           | Southampton      | Camden, New Jersey, Vereinigte Staaten              |              |        |
| Giles, Mr. Frederick Edward                                      | 20     | Porthleven, Cornwall, England                           | Southampton      | Camden, New Jersey, Vereinigte Staaten              |              |        |
| Giles, Mr. Ralph                                                 | 25     | London, England                                         | Southampton      | New York City                                       | 297MB        |        |
| Gill, Mr. John William                                           | 24     | Clevedon, North Somerset, England                       | Southampton      | New York City                                       | 155MB        |        |
| Gillespie, Mr. William Henry                                     | 34     | Abbeyleix, Laois, Irland                                | Southampton      | Vancouver, British Columbia, Kanada                 |              |        |
| Givard, Mr. Hans Kristensen                                      | 30     | Kølsen, Vorde Sogn, Dänemark                            | Southampton      | San Francisco, California, Vereinigte Staaten       | 305MB        |        |
| Greenberg, Mr. Samuel                                            | 52     | Bronx, New York, Vereinigte Staaten                     | Southampton      | Bronx, New York, Vereinigte Staaten                 | 19MB         |        |
| Hale, Mr. Reginald                                               | 30     | Auburn, New York, Vereinigte Staaten                    | Southampton      | Auburn, New York, Vereinigte Staaten                | 75MB         |        |
| Hämäläinen, Mrs. Anna (Anna Hamlin)                              | 24     | Detroit, Michigan, Vereinigte Staaten                   | Southampton      | Detroit, Michigan, Vereinigte Staaten               | 4            |        |
| Hämäläinen, Master Viljo Unto Johannes (William Hamlin)          | 1      | Detroit, Michigan, Vereinigte Staaten                   | Southampton      | Detroit, Michigan, Vereinigte Staaten               | 4            |        |
| Harbeck, Mr. William H.                                          | 44     | Toledo, Ohio, Vereinigte Staaten                        | Southampton      | Montreal, Quebec, Kanada                            |              | 35MB   |
| Harper, The Reverend John                                        | 39     | London, England                                         | Southampton      | Chicago, Illinois, Vereinigte Staaten               |              |        |
| Harper, Miss Annie Jessie „Nina“                                 | 6      | London, England                                         | Southampton      | Chicago, Illinois, Vereinigte Staaten               | 11           |        |
| Harris, Mr. George                                               | 62     | London, England                                         | Southampton      | New York City                                       | 15           |        |
| Harris, Mr. Walter                                               | 30     | London, England                                         | Southampton      | New York City                                       |              |        |
| Hart, Mr. Benjamin                                               | 47     | Ilford, Essex, England                                  | Southampton      | Winnipeg, Manitoba, Kanada                          |              |        |
| Hart, Mrs. Esther Ada (geborene Bloomfield)                      | 48     | Ilford, Essex, England                                  | Southampton      | Winnipeg, Manitoba, Kanada                          | 14           |        |
| Hart, Miss Eva Miriam                                            | 7      | Ilford, Essex, England                                  | Southampton      | Winnipeg, Manitoba, Kanada                          | 14           |        |
| Hartley, Mr. Wallace Henry                                       | 33     | Dewsbury, West Yorkshire, England                       | Southampton      | New York City                                       |              | 224MB  |
| Herman, Mr. Samuel                                               | 49     | Yeovil, Somerset, England                               | Southampton      | Bernardsville, New Jersey, Vereinigte Staaten       |              |        |
| Herman, Mrs. Jane (geborene Laver)                               | 48     | Yeovil, Somerset, England                               | Southampton      | Bernardsville, New Jersey, Vereinigte Staaten       | 9            |        |
| Herman, Miss Alice                                               | 24     | Yeovil, Somerset, England                               | Southampton      | Bernardsville, New Jersey, Vereinigte Staaten       | 9            |        |
| Herman, Miss Kate                                                | 24     | Yeovil, Somerset, England                               | Southampton      | Bernardsville, New Jersey, Vereinigte Staaten       | 9            |        |
| Hewlett, Mrs. Mary Dunbar (geborene Kingcome)                    | 56     | Lucknow, British India, Vereinigtes Königreich          | Southampton      | Rapid City, South Dakota, Vereinigte Staaten        | 13           |        |
| Hickman, Mr. Lewis                                               | 30     | Fritham, Hampshire, England                             | Southampton      | The Pas, Manitoba, Kanada                           |              | 256MB  |
| Hickman, Mr. Leonard Mark                                        | 24     | Fritham, Hampshire, England                             | Southampton      | Eden, Manitoba, Kanada                              |              |        |
| Hickman, Mr. Stanley George                                      | 20     | Fritham, Hampshire, England                             | Southampton      | The Pas, Manitoba, Kanada                           |              |        |
| Hiltunen, Miss Martta                                            | 18     | Joensuu, Großherzogtum Finnland                         | Southampton      | Detroit, Michigan, Vereinigte Staaten               |              |        |
| Hocking, Mrs. Elizabeth „Eliza“ (geborene Neads)                 | 54     | Penzance, Cornwall, England                             | Southampton      | Akron, Ohio, Vereinigte Staaten                     | 4            |        |
| Hocking, Mr. Richard George                                      | 23     | Akron, Ohio, Vereinigte Staaten                         | Southampton      | Akron, Ohio, Vereinigte Staaten                     |              |        |
| Hocking, Miss Ellen „Nellie“                                     | 20     | Penzance, Cornwall, England                             | Southampton      | Akron, Ohio, Vereinigte Staaten                     | 4            |        |
| Hocking, Mr. Samuel James Metcalfe                               | 36     | Devonport, Devon, England                               | Southampton      | Middletown, Connecticut, Vereinigte Staaten         |              |        |
| Hodges, Mr. Henry Price                                          | 50     | Southampton, Hampshire, England                         | Southampton      | Boston, Massachusetts, Vereinigte Staaten           | 149MB        |        |
| Hold, Mr. Stephen                                                | 44     | Porthoustock, Cornwall, England                         | Southampton      | Sacramento, California, Vereinigte Staaten          |              |        |
| Hold, Mrs. Annie Margaret (geborene Hill)                        | 29     | Porthoustock, Cornwall, England                         | Southampton      | Sacramento, Kalifornien, Vereinigte Staaten         | 10           |        |
| Hood, Mr. Ambrose Jr.                                            | 21     | Fritham, Hampshire, England                             | Southampton      | Manitoba, Kanada                                    |              |        |
| Hosono, Mr. Masabumi                                             | 41     | Tokyo, Japan                                            | Southampton      | Tokyo, Japan                                        | 10           |        |
| Howard, Mr. Benjamin                                             | 63     | Swindon, Wiltshire, England                             | Southampton      | Idaho, Vereinigte Staaten                           |              |        |
| Howard, Mrs. Ellen Truelove (geborene Arman)                     | 60     | Swindon, Wiltshire, England                             | Southampton      | Idaho, Vereinigte Staaten                           |              |        |
| Hume, Mr. John Law „Jock“                                        | 21     | Dumfries, Scotland                                      | Southampton      | New York City                                       | 193MB        |        |
| Hunt, Mr. George Henry                                           | 33     | Philadelphia, Pennsylvania, Vereinigte Staaten          | Southampton      | Philadelphia, Pennsylvania, Vereinigte Staaten      |              |        |
| Ilett, Miss Bertha                                               | 17     | Jersey, Channel Islands                                 | Southampton      | Atlanta, Georgia, Vereinigte Staaten                | ?            |        |
| Jacobsohn, Mr. Sidney Samuel                                     | 40     | London, England                                         | Southampton      | Montreal, Quebec, Kanada                            |              |        |
| Jacobsohn, Mrs. Amy Frances Christy (geborene Cohen)             | 24     | London, England                                         | Southampton      | Montreal, Quebec, Kanada                            | 12           |        |
| Jarvis, Mr. Denzil John                                          | 47     | Stoneygate, Leicestershire, England                     | Southampton      | New York City                                       |              |        |
| Jefferys, Mr. Clifford Thomas                                    | 24     | Guernsey, Channel Islands                               | Southampton      | Elizabeth, New Jersey, Vereinigte Staaten           |              |        |
| Jefferys, Mr. Ernest Wilfred                                     | 22     | Guernsey, Channel Islands                               | Southampton      | Elizabeth, New Jersey, Vereinigte Staaten           |              |        |
| Jenkin, Mr. Stephen Curnow                                       | 32     | St. Ives, Cornwall, England                             | Southampton      | Houghton, Michigan, Vereinigte Staaten              |              |        |
| Jerwan, Mrs. Marie Marthe (geborene Thuillard)                   | 23     | New York City                                           | Southampton      | New York City                                       | 11           |        |
| Kantor, Mr. Sinai                                                | 34     | Vitebsk, Russisches Reich                               | Southampton      | Bronx, New York, Vereinigte Staaten                 |              | 283MB  |
| Kantor, Mrs. Miriam (geborene Sternin)                           | 24     | Vitebsk, Russisches Reich                               | Southampton      | Bronx, New York, Vereinigte Staaten                 | 12           |        |
| Karnes, Mrs. Claire (geborene Bennett)                           | 28     | Pittsburgh, Pennsylvania, Vereinigte Staaten            | Southampton      | Pittsburgh, Pennsylvania, Vereinigte Staaten        |              |        |
| Keane, Mr. Daniel                                                | 35     | Limerick, Irland                                        | Queenstown       | St Louis, Missouri, Vereinigte Staaten              |              |        |
| Keane, Miss Nora Agnes                                           | 46     | Castleconnell, Limerick, Irland                         | Queenstown       | Harrisburg, Pennsylvania, Vereinigte Staaten        | 10           |        |
| Kelly, Miss Florence „Fannie“                                    | 45     | London, England                                         | Southampton      | New York City                                       | 9            |        |
| Kirkland, Reverend Charles Leonard                               | 52     | Glasgow, Scotland                                       | Queenstown       | Tuxford, Saskatchewan, Kanada                       |              |        |
| Knight, Mr. Robert J.                                            | 39     | Belfast, Irland                                         | Belfast          | New York City                                       |              |        |
| Krins, Mr. Georges Alexandré                                     | 23     | London, England                                         | Southampton      | New York City                                       |              |        |
| Kvillner, Mr. Johan Henrik Johannesson                           | 31     | Trollhättan, Västergötland, Schweden                    | Southampton      | Arlington, Virginia, US                             | 165MB        |        |
| Lahtinen, Reverend William                                       | 35     | Minneapolis, Minnesota, Vereinigte Staaten              | Southampton      | Minneapolis, Minnesota, Vereinigte Staaten          |              |        |
| Lahtinen, Mrs. Anna Amelia (geborene Sylfvén)                    | 26     | Minneapolis, Minnesota, Vereinigte Staaten              | Southampton      | Minneapolis, Minnesota, Vereinigte Staaten          |              |        |
| Lamb, Mr. John Joseph                                            | 30     | Glencree, Irland                                        | Queenstown       | Providence, Rhode Island, Vereinigte Staaten        |              |        |
| Laroche, Mr. Joseph Philippe Lemercier                           | 25     | Paris, Frankreich                                       | Cherbourg        | Cap-Haïtien, Haiti                                  |              |        |
| Laroche, Mrs. Juliette Marie Louise (geborene Lafargue)          | 22     | Paris, Frankreich                                       | Cherbourg        | Cap-Haïtien, Haiti                                  | 14           |        |
| Laroche, Miss Simoné Marie Anne Andrée                           | 3      | Paris, Frankreich                                       | Cherbourg        | Cap-Haïtien, Haiti                                  | 14           |        |
| Laroche, Miss Louise Marguerite                                  | 1      | Paris, Frankreich                                       | Cherbourg        | Cap-Haïtien, Haiti                                  | 14           |        |
| Lehmann, Miss Bertha                                             | 17     | Lotzwil, Schweiz                                        | Cherbourg        | Central City, Iowa, Vereinigte Staaten              | 12           |        |
| Leitch, Miss Jessie Wills                                        | 31     | London, England                                         | Southampton      | Chicago, Illinois, Vereinigte Staaten               | 11           |        |
| Lemore, Mrs. Amelia „Milley“ (geborene Hunt)                     | 34     | Chicago, Illinois, Vereinigte Staaten                   | Southampton      | Chicago, Illinois, Vereinigte Staaten               | 14           |        |
| Levy, Mr. René Jacques                                           | 36     | Montreal, Quebec, Kanada                                | Cherbourg        | Montreal, Quebec, Kanada                            |              |        |
| Leyson, Mr. Robert William Norman                                | 25     | London, England                                         | Southampton      | New York City                                       | 108MB        |        |
| Lingane, Mr. John                                                | 61     | Chelsea, Michigan, Vereinigte Staaten                   | Southampton      | Chelsea, Michigan, Vereinigte Staaten               |              |        |
| Louch, Mr. Charles Alexander                                     | 50     | Weston-super-Mare, North Somerset, England              | Southampton      | New York City                                       | 121MB        |        |
| Louch, Mrs. Alice Adelaide (geborene Slow)                       | 42     | Weston-super-Mare, North Somerset, England              | Southampton      | New York City                                       | 14           |        |
| Mack, Mrs. Mary (geborene Lacy)                                  | 57     | Southampton, Hampshire, England                         | Southampton      | New York City                                       |              | 52MB   |
| Malachard, Mr. Jean-Noël                                         | 25     | Paris, Frankreich                                       | Cherbourg        | New York City                                       |              |        |
| Mallet, Mr. Albert                                               | 31     | Montreal, Quebec, Kanada                                | Cherbourg        | Montreal, Quebec, Kanada                            |              |        |
| Mallet, Mrs. Antoinette Marie (geborene Magnin)                  | 24     | Montreal, Quebec, Kanada                                | Cherbourg        | Montreal, Quebec, Kanada                            | 10           |        |
| Mallet, Master André Clément                                     | 1      | Montreal, Quebec, Kanada                                | Cherbourg        | Montreal, Quebec, Kanada                            | 10           |        |
| Mangiavacchi, Mr. Serafino Emilio                                | 30     | Paris, Frankreich                                       | Cherbourg        | New York City                                       |              |        |
| Matthews, Mr. William John                                       | 30     | St Austell, Cornwall, England                           | Southampton      | La Salle, Illinois, Vereinigte Staaten              |              |        |
| Maybery, Mr. Frank Hubert                                        | 36     | Weston-super-Mare, North Somerset, England              | Southampton      | Moose Jaw, Saskatchewan, Kanada                     |              |        |
| McCrae, Mr. Arthur Gordon                                        | 32     | Sydney, New South Wales, Australien                     | Southampton      | Kanada                                              | 209MB        |        |
| McCrie, Mr. James Matthew                                        | 32     | Sarnia, Ontario, Kanada                                 | Southampton      | Sarnia, Ontario, Kanada                             |              |        |
| McKane, Mr. Peter David                                          | 46     | Guernsey, Channel Islands                               | Southampton      | Rochester, New York, Vereinigte Staaten             |              |        |
| Mellinger, Mrs. Elizabeth Anne (geborene Maidment)               | 41     | Wimbledon, London, England                              | Southampton      | Bennington, Vermont, Vereinigte Staaten             | 14           |        |
| Mellinger, Miss Madeleine Violet                                 | 13     | Wimbledon, London, England                              | Southampton      | Bennington, Vermont, Vereinigte Staaten             | 14           |        |
| Mellors, Mr. William John                                        | 19     | Chelsea, London, England                                | Southampton      | Long Island, New York, Vereinigte Staaten           | B            |        |
| Meyer, Mr. August                                                | 31     | Harrow, London, England                                 | Southampton      | New York City                                       |              |        |
| Milling, Mr. Jacob Christian                                     | 48     | Odense, Dänemark                                        | Southampton      | Oregon, Wisconsin, Vereinigte Staaten               | 271MB        |        |
| Mitchell, Mr. Henry Michael                                      | 71     | Guernsey, Channel Islands                               | Southampton      | Toledo, Ohio, US                                    |              |        |
| Montvila, Father Juozas                                          | 27     | Gudinė, Litauen                                         | Southampton      | Worcester, Massachusetts, Vereinigte Staaten        |              |        |
| Moraweck, Dr. Ernest                                             | 54     | Frankfort, Kentucky, Vereinigte Staaten                 | Southampton      | Frankfort, Kentucky, Vereinigte Staaten             |              |        |
| Morley, Mr. Henry Samuel (alias Mr. Henry Marshall)              | 38     | Birmingham, Worcester, England                          | Southampton      | Los Angeles, Vereinigte Staaten                     |              |        |
| Mudd, Mr. Thomas Charles                                         | 16     | Huntingfield, Suffolk, England                          | Southampton      | New York City                                       |              |        |
| Myles, Mr. Thomas Francis                                        | 63     | Fermoy, Irland                                          | Queenstown       | Waban, Massachusetts, Vereinigte Staaten            |              |        |
| Nassr Allah, Mr. Niqula Khalil                                   | 28     | Zahlé, Libanon, Osmanisches Reich                       | Cherbourg        | Cleveland, Ohio, Vereinigte Staaten                 | 43MB         |        |
| Nassr Allah, Mrs. Adal (geborene Akim)                           | 17     | Zahlé, Libanon, Osmanisches Reich                       | Cherbourg        | Cleveland, Ohio, Vereinigte Staaten                 | ?            |        |
| Navratil, Mr. Michel (alias Charles Hoffman)                     | 32     | Nizza, Frankreich                                       | Southampton      | New York City                                       |              | 15MB   |
| Navratil, Master Michel Marcel (alias John Hoffman)              | 3      | Nizza, Frankreich                                       | Southampton      | New York City                                       | D            |        |
| Navratil, Master Edmond Roger (alias Fred Hoffman)               | 2      | Nizza, Frankreich                                       | Southampton      | New York City                                       | D            |        |
| Nesson, Mr. Israel                                               | 26     | London, England                                         | Southampton      | Boston, Massachusetts, Vereinigte Staaten           |              |        |
| Nicholls, Mr. Joseph Charles „Joe“                               | 19     | St. Ives, Cornwall, England                             | Southampton      | Houghton, Michigan, Vereinigte Staaten              | 101MB        |        |
| Norman, Mr. Robert Douglas                                       | 28     | Glasgow, Scotland                                       | Southampton      | Houghton, Michigan, Vereinigte Staaten              | 287MB        |        |
| Nye, Mrs. Elizabeth (geborene Ramell)                            | 29     | East Orange, New Jersey, Vereinigte Staaten             | Southampton      | East Orange, New Jersey, Vereinigte Staaten         | 11           |        |
| Otter, Mr. Richard                                               | 39     | Middleburg Heights, Ohio, Vereinigte Staaten            | Southampton      | Middleburg Heights, Ohio, Vereinigte Staaten        |              |        |
| Oxenham, Mr. Percy Thomas                                        | 22     | London, England                                         | Southampton      | North Bergen, New Jersey, Vereinigte Staaten        | 13           |        |
| Padron Manent, Mr. Julian                                        | 26     | Barcelona, Katalonien, Spanien                          | Cherbourg        | Havanna, Kuba                                       | 9            |        |
| Pain, Dr. Alfred „Alf“                                           | 23     | Hamilton, Ontario, Kanada                               | Southampton      | Hamilton, Ontario, Kanada                           |              |        |
| Pallas y Castello, Mr. Emilio                                    | 29     | Barcelona, Katalonien, Spanien                          | Cherbourg        | Havanna, Kuba                                       | 9            |        |
| Parker, Mr. Clifford Richard                                     | 28     | Guernsey, Channel Islands                               | Southampton      | New York City                                       |              |        |
| Parkes, Mr. Francis „Frank“                                      | 18     | Belfast, Irland                                         | Belfast          | New York City                                       |              |        |
| Parrish, Mrs. Lutie Davis (geborene Temple)                      | 60     | Woodford County, Kentucky, Vereinigte Staaten           | Southampton      | Woodford County, Kentucky, Vereinigte Staaten       | 12           |        |
| Pengelly, Mr. Frederick William                                  | 19     | Gunnislake, Cornwall, England                           | Southampton      | Butte, Montana, Vereinigte Staaten                  |              |        |
| Peruschitz, Pater Josef                                          | 28     | Scheyern, Bayern, Deutsches Reich                       | Southampton      | St. Cloud, Minnesota, Vereinigte Staaten            |              |        |
| Phillips, Mr. Escott Robert                                      | 42     | Ilfracombe, Devon, England                              | Southampton      | New Brighton, Pennsylvania, Vereinigte Staaten      |              |        |
| Phillips, Miss Alice Frances Louisa                              | 21     | Ilfracombe, Devon, England                              | Southampton      | New Brighton, Pennsylvania, Vereinigte Staaten      | 12           |        |
| Phillips, Miss Kate Florence (alias Mrs. Kate Marshall)          | 19     | Birmingham, Worcester, England                          | Southampton      | Los Angeles, Vereinigte Staaten                     | 11           |        |
| Pinsky, Mrs. Rosa                                                | 21     | Brooklyn, New York, Vereinigte Staaten                  | Southampton      | Brooklyn, New York, Vereinigte Staaten              | 9            |        |
| Ponesell, Mr. Martin                                             | 34     | Southampton, Hampshire, England                         | Southampton      | New York City                                       |              |        |
| Portaluppi, Mr. Emilio Ilario Giuseppe                           | 34     | Milford, New Hampshire, Vereinigte Staaten              | Southampton      | Milford, New Hampshire, Vereinigte Staaten          | 14           |        |
| Pulbaum, Mr. Franz                                               | 27     | New York City                                           | Southampton      | New York City                                       |              |        |
| Quick, Mrs. Jane (geborene Richards)                             | 33     | Plymouth, Devon, England                                | Southampton      | Detroit, Michigan, Vereinigte Staaten               | 11           |        |
| Quick, Miss Winnifred Vera                                       | 8      | Plymouth, Devon, England                                | Southampton      | Detroit, Michigan, Vereinigte Staaten               | 11           |        |
| Quick, Miss Phyllis May                                          | 2      | Plymouth, Devon, England                                | Southampton      | Detroit, Michigan, Vereinigte Staaten               | 11           |        |
| Reeves, Mr. David                                                | 36     | Slinfold, West Sussex, England                          | Southampton      | New York City                                       |              |        |
| Renouf, Mr. Peter Henry                                          | 33     | Elizabeth, New Jersey, Vereinigte Staaten               | Southampton      | Elizabeth, New Jersey, Vereinigte Staaten           |              |        |
| Renouf, Mrs. Lillian „Lily“ (geborene Jefferys)                  | 30     | Elizabeth, New Jersey, Vereinigte Staaten               | Southampton      | Elizabeth, New Jersey, Vereinigte Staaten           | 12           |        |
| Reynaldo, Miss Encarnación                                       | 28     | Marbella, Spanien                                       | Southampton      | New York City                                       | 9            |        |
| Richard, Mr. Emile Philippe                                      | 23     | Paris, Frankreich                                       | Cherbourg        | Montreal, Quebec, Kanada                            |              |        |
| Richards, Mrs. Emily (geborene Hocking)                          | 23     | Penzance, Cornwall, England                             | Southampton      | Akron, Ohio, Vereinigte Staaten                     | 4            |        |
| Richards, Master William Rowe                                    | 3      | Penzance, Cornwall, England                             | Southampton      | Akron, Ohio, Vereinigte Staaten                     | 4            |        |
| Richards, Master Sibley George                                   | 9 Mo.  | Penzance, Cornwall, England                             | Southampton      | Akron, Ohio, Vereinigte Staaten                     | 4            |        |
| Ridsdale, Miss Lucy                                              | 50     | London, England                                         | Southampton      | Marietta, Ohio, Vereinigte Staaten                  | 13           |        |
| Rogers, Mr. Reginald Harry                                       | 18     | Tavistock, Devon, England                               | Southampton      | Wilkes-Barre, Pennsylvania, Vereinigte Staaten      |              |        |
| Rugg, Miss Emily                                                 | 21     | Guernsey, Channel Islands                               | Southampton      | Wilmington, Delaware, Vereinigte Staaten            | 12           |        |
| Schmidt, Mr. August                                              | 26     | Newark, New Jersey, Vereinigte Staaten                  | Southampton      | Newark, New Jersey, Vereinigte Staaten              |              |        |
| Sedgwick, Mr. Charles Frederick Waddington                       | 25     | Liverpool, Merseyside, England                          | Southampton      | Minatitlán, Veracruz, Mexico                        |              |        |
| Sharp, Mr. Percival James                                        | 27     | London, England, UK                                     | Southampton      | New York City                                       |              |        |
| Shelley, Mrs. Imanita (geborene Parrish Hall)                    | 25     | Deer Lodge, Montana, Vereinigte Staaten                 | Southampton      | Deer Lodge, Montana, Vereinigte Staaten             | 12           |        |
| Silvén, Miss Lyyli Karolina                                      | 17     | Tornio, Großherzogtum Finnland                          | Southampton      | Minneapolis, Minnesota, Vereinigte Staaten          | 16           |        |
| Sincock, Miss Maude                                              | 20     | St. Ives, Cornwall, England                             | Southampton      | Hancock, Michigan, US                               | D            |        |
| Sinkkonen, Miss Anna                                             | 30     | Turku, Großherzogtum Finnland                           | Southampton      | Brighton, Boston, Massachusetts, Vereinigte Staaten | 10           |        |
| Sjöstedt, Mr. Ernst Adolf                                        | 30     | Hjo, Västergötland, Schweden                            | Southampton      | Sault Ste Marie, Michigan, Vereinigte Staaten       | 10           |        |
| Slayter, Miss Hilda Mary                                         | 30     | Halifax, Nova Scotia, Kanada                            | Queenstown       | Vancouver, British Columbia, Kanada                 | 13           |        |
| Slemen, Mr. Richard James                                        | 35     | Landrake, Cornwall, England                             | Southampton      | Nashua, New Hampshire, Vereinigte Staaten           |              |        |
| Smith, Miss Marion Elsie                                         | 39     | Basingstoke, Hampshire, England                         | Southampton      | Washington, D.C., Vereinigte Staaten                | 9            |        |
| Sobey, Mr. Samuel James Hayden                                   | 25     | Porthallow, Cornwall, England                           | Southampton      | Houghton, Michigan, Vereinigte Staaten              |              |        |
| Stanton, Mr. Samuel Ward                                         | 42     | New York City                                           | Southampton      | New York City                                       |              |        |
| Stokes, Mr. Philip Joseph                                        | 25     | London, England                                         | Southampton      | Detroit, Michigan, Vereinigte Staaten               | 81MB         |        |
| Sweet, Mr. George Frederick                                      | 14     | Yeovil, Somerset, England                               | Southampton      | Bernardsville, New Jersey, Vereinigte Staaten       |              |        |
| Taylor, Mr. Percy Cornelius                                      | 32     | London, England                                         | Southampton      | New York City                                       |              |        |
| Toomey, Miss Ellen Mary                                          | 48     | Indianapolis, Indiana, Vereinigte Staaten               | Southampton      | Indianapolis, Indiana, Vereinigte Staaten           | 9            |        |
| Troupiansky, Mr. Moses Aaron                                     | 23     | London, England                                         | Southampton      | New York City                                       |              |        |
| Trout, Mrs. Jessie L.                                            | 26     | Columbus, Ohio, Vereinigte Staaten                      | Southampton      | Columbus, Ohio, Vereinigte Staaten                  | 9            |        |
| Troutt, Miss Edwina Celia „Winnie“                               | 27     | Bath, Somerset, England                                 | Southampton      | Auburndale, Massachusetts, Vereinigte Staaten       | D            |        |
| Turpin, Mr. William John Robert                                  | 29     | Plymouth, Devon, England                                | Southampton      | Salt Lake City, Utah, Vereinigte Staaten            |              |        |
| Turpin, Mrs. Dorothy Ann (geborene Wonnacott)                    | 27     | Plymouth, Devon, England                                | Southampton      | Salt Lake City, Utah, Vereinigte Staaten            |              |        |
| Veal, Mr. James                                                  | 40     | Barre, Vermont, Vereinigte Staaten                      | Southampton      | Barre, Vermont, Vereinigte Staaten                  |              |        |
| Wallcroft, Miss Ellen „Nellie“                                   | 36     | Maidenhead, Berkshire, England                          | Southampton      | Mamaroneck, New York, Vereinigte Staaten            | 14           |        |
| Ware, Mr. John James                                             | 45     | Bristol, Avon, England                                  | Southampton      | New Britain, Connecticut, Vereinigte Staaten        |              |        |
| Ware, Mrs. Florence Louise (geborene Long)                       | 31     | Bristol, Avon, England                                  | Southampton      | New Britain, Connecticut, Vereinigte Staaten        | 10           |        |
| Ware, Mr. William Jeffery                                        | 23     | Gunnislake, Cornwall, England                           | Southampton      | Butte, Montana, Vereinigte Staaten                  |              |        |
| Watson, Mr. Ennis Hastings                                       | 15     | Belfast, Irland, Vereinigtes Königreich                 | Belfast          | New York City                                       |              |        |
| Watt, Mrs. Elizabeth Inglis “Bessie” (geborene Milne)            | 40     | Aberdeen, Aberdeenshire, Scotland                       | Southampton      | Portland, Oregon, Vereinigte Staaten                | 9            |        |
| Watt, Miss Robertha Josephine „Bertha“                           | 12     | Aberdeen, Aberdeenshire, Scotland                       | Southampton      | Portland, Oregon, Vereinigte Staaten                | 9            |        |
| Webber, Miss Susan                                               | 37     | Bude, Cornwall, England                                 | Southampton      | Hartford, Connecticut, Vereinigte Staaten           | 12           |        |
| Weisz, Mr. Leopold                                               | 28     | Bromsgrove, Worcestershire, England                     | Southampton      | Montreal, Quebec, Kanada                            |              | 293MB  |
| Weisz, Mrs. Mathilde Françoise (geborene Pëde)                   | 37     | Bromsgrove, Worcestershire, England                     | Southampton      | Montreal, Quebec, Kanada                            | 10           |        |
| Wells, Mrs. Addie Dart (geborene Trevaskis)                      | 29     | Heamoor, Cornwall, England                              | Southampton      | Akron, Ohio, US                                     | 14           |        |
| Wells, Miss Joan                                                 | 4      | Heamoor, Cornwall, England                              | Southampton      | Akron, Ohio, US                                     | 14           |        |
| Wells, Master Ralph Lester                                       | 2      | Heamoor, Cornwall, England                              | Southampton      | Akron, Ohio, US                                     | 14           |        |
| West, Mr. Edwy Arthur                                            | 36     | Bournemouth, Dorset, England                            | Southampton      | Gainesville, Florida, Vereinigte Staaten            |              |        |
| West, Mrs. Ada Mary (geborene Worth)                             | 33     | Bournemouth, Dorset, England                            | Southampton      | Gainesville, Florida, Vereinigte Staaten            | 10           |        |
| West, Miss Constance Mirium                                      | 4      | Bournemouth, Dorset, England                            | Southampton      | Gainesville, Florida, Vereinigte Staaten            | 10           |        |
| West, Miss Barbara Joyce                                         | 10 Mo. | Bournemouth, Dorset, England                            | Southampton      | Gainesville, Florida, Vereinigte Staaten            | 10           |        |
| Wheadon, Mr. Edward H.                                           | 66     | Guernsey, Channel Islands                               | Southampton      | Edgewood, Rhode Island, Vereinigte Staaten          |              |        |
| Wheeler, Mr. Edwin Charles „Fred“                                | 24     | Bath, Somerset, England                                 | Southampton      | Asheville, North Carolina, Vereinigte Staaten       |              |        |
| Whilems, Mr. Charles                                             | 32     | London, England                                         | Southampton      | New York City                                       | 9            |        |
| Wilkinson, Miss Elizabeth Anne (alias Mrs. Elizabeth Faunthorpe) | 29     | Manchester, England                                     | Southampton      | Philadelphia, Pennsylvania, Vereinigte Staaten      | 16           |        |
| Williams, Mr. Charles Eugene                                     | 23     | Harrow, London, England                                 | Southampton      | Chicago, Illinois, Vereinigte Staaten               | 14           |        |
| Woodward, Mr. John Wesley                                        | 32     | Oxford, Oxfordshire, England                            | Southampton      | New York City                                       |              |        |
| Wright, Miss Marion                                              | 26     | Yeovil, Somerset, England                               | Southampton      | Cottage Grove, Oregon, Vereinigte Staaten           | 9            |        |
| Yvois, Miss Henriette                                            | 24     | Paris, Frankreich                                       | Southampton      | Montreal, Quebec, Kanada                            |              |        |

### Dritte Klasse
| Name                                                      | Alter | Heimatstadt                              | Heimatland                  | An Bord gekommen | Ziel                                              | Rettungsboot | Leiche   |
| --------------------------------------------------------- | ----- | ---------------------------------------- | --------------------------- | ---------------- | ------------------------------------------------- | ------------ | -------- |
| Abbing, Mr. Anthony                                       | 40    | Cincinnati, Ohio                         | Vereinigte Staaten          | Southampton      | Cincinnati, Ohio, Vereinigte Staaten              |              |          |
| Abbott, Mrs. Rhoda Mary (geborene Hunt)                   | 39    | East Providence, Rhode Island            | Vereinigte Staaten          | Southampton      | East Providence, Rhode Island, Vereinigte Staaten | A            |          |
| Abbott, Mr. Rossmore Edward                               | 16    | East Providence, Rhode Island            | Vereinigte Staaten          | Southampton      | East Providence, Rhode Island, Vereinigte Staaten |              | 190MB    |
| Abbott, Mr. Eugene Joseph                                 | 14    | East Providence, Rhode Island            | Vereinigte Staaten          | Southampton      | East Providence, Rhode Island, Vereinigte Staaten |              |          |
| Abd al-Khaliq, Mr. Farid Qasim Husayn                     | 18    | Shana                                    | Syrien                      | Cherbourg        | New York City                                     |              |          |
| Abelseth, Miss Karen Marie                                | 16    | Sunnmøre                                 | Norwegen                    | Southampton      | Los Angeles, Kalifornien, Vereinigte Staaten      | 16           |          |
| Abelseth, Mr. Olaus Jørgensen                             | 25    | Perkins County, South Dakota             | Vereinigte Staaten          | Southampton      | Perkins County, South Dakota, Vereinigte Staaten  | A            |          |
| Abrahamsson, Mr. Abraham August Johannes                  | 20    | Dalsbruk                                 | Finnland                    | Southampton      | Hoboken, New Jersey, Vereinigte Staaten           | 15           |          |
| Abrahim, Mrs. Mary Sophie Halaut (geborene Easu)          | 18    | Shwayhad                                 | Syrien                      | Cherbourg        | Greensburg, Pennsylvania, Vereinigte Staaten      | C            |          |
| Ådahl, Mr. Mauritz                                        | 30    | Asarum, Småland                          | Schweden                    | Southampton      | Brooklyn, New York, Vereinigte Staaten            |              | 72MB     |
| Adams, Mr. John                                           | 26    | Bournemouth, Dorset                      | England                     | Southampton      | La Porte City, Iowa, Vereinigte Staaten           | 103MB        |          |
| Ahlin, Mrs. Johanna Persdotter (geborene Larsson)         | 40    | Göteborg, Västergötland                  | Schweden                    | Southampton      | Akeley, Minnesota, Vereinigte Staaten             |              |          |
| Aks, Mrs. Leah (geborene Rosen)                           | 21    | London                                   | England                     | Southampton      | Norfolk, Virginia, Vereinigte Staaten             | 13           |          |
| Aks, Master Frank Philip                                  |       | London                                   | England                     | Southampton      | Norfolk, Virginia, Vereinigte Staaten             | 11           |          |
| Al-Muna, Mr. Nasif Qasim                                  | 26    | Fredericksburg, Virginia                 | Vereinigte Staaten          | Cherbourg        | Fredericksburg, Virginia, Vereinigte Staaten      | 15           |          |
| Alexander, Mr. William                                    | 23    | Great Yarmouth, Norfolk                  | England                     | Southampton      | Albion, Michigan, Vereinigte Staaten              |              |          |
| Alhomäki, Mr. Ilmari Rudolf                               | 19    | Salo                                     | Finnland                    | Southampton      | Astoria, Oregon, Vereinigte Staaten               |              |          |
| Ali, Mr. Ahmed                                            | 24    | Buenos Aires                             | Argentinien                 | Southampton      | New York City                                     |              |          |
| Ali, Mr. William                                          | 25    | Buenos Aires                             | Argentinien                 | Southampton      | New York City                                     | 79MB         |          |
| Allen, Mr. William Henry                                  | 35    | Birmingham, West Midlands                | England                     | Southampton      | New York City                                     |              |          |
| Allum, Mr. Owen George                                    | 15    | Southall, London                         | England                     | Southampton      | New York City                                     | 259MB        |          |
| Al-Zainni, Mr. Fahim Ruhanna                              | 22    | Toula                                    | Syrien                      | Cherbourg        | Dayton, Ohio, Vereinigte Staaten                  | 6            |          |
| Andersen, Mr. Albert Karvin                               | 33    | Bergen                                   | Norwegen                    | Southampton      | New York City                                     |              | 260MB    |
| Andersen-Jensen, Miss Carla Christine                     | 19    | Eskilstrup                               | Dänemark                    | Southampton      | Portland, Oregon, Vereinigte Staaten              | 16           |          |
| Andersson, Mr. Anders Johan                               | 39    | Kisa, Östergötland                       | Schweden                    | Southampton      | Winnipeg, Manitoba, Kanada                        |              |          |
| Andersson, Mrs. Alfrida Konstantia (geborene Brogren)     | 39    | Kisa, Östergötland                       | Schweden                    | Southampton      | Winnipeg, Manitoba, Kanada                        |              |          |
| Andersson, Miss Sigrid Elisabeth                          | 11    | Kisa, Östergötland                       | Schweden                    | Southampton      | Winnipeg, Manitoba, Kanada                        |              |          |
| Andersson, Miss Ingeborg Constanzia                       | 9     | Kisa, Östergötland                       | Schweden                    | Southampton      | Winnipeg, Manitoba, Kanada                        |              |          |
| Andersson, Miss Ebba Iris Alfrida                         | 6     | Kisa, Östergötland                       | Schweden                    | Southampton      | Winnipeg, Manitoba, Kanada                        |              |          |
| Andersson, Master Sigvard Harald Elias                    | 4     | Kisa, Östergötland                       | Schweden                    | Southampton      | Winnipeg, Manitoba, Kanada                        |              |          |
| Andersson, Miss Ellis Anna Maria                          | 2     | Kisa, Östergötland                       | Schweden                    | Southampton      | Winnipeg, Manitoba, Kanada                        |              |          |
| Andersson, Miss Erna Alexandra                            | 17    | Ruotsinpyhtää                            | Finnland                    | Southampton      | New York City                                     | D            |          |
| Andersson, Miss Ida Augusta Margareta                     | 38    | Vadsbro, Sörmland                        | Schweden                    | Southampton      | Manistee, Michigan, Vereinigte Staaten            |              |          |
| Andersson, Mr. Johan Samuel                               | 26    | Hartford, Connecticut                    | Vereinigte Staaten          | Southampton      | Hartford, Connecticut, Vereinigte Staaten         |              |          |
| Andreasson, Mr. Paul Edvin                                | 20    | Kalfsnäs, Småland                        | Schweden                    | Southampton      | Chicago, Illinois, Vereinigte Staaten             |              |          |
| Angheloff, Mr. Minko                                      | 26    | Terziysko, Troyan                        | Bulgarien                   | Southampton      | Chicago, Illinois, Vereinigte Staaten             |              |          |
| Arnold-Franchi, Mr. Josef                                 | 25    | Altdorf, Uri                             | Schweiz                     | Southampton      | New Glarus, Wisconsin, Vereinigte Staaten         |              |          |
| Arnold-Franchi, Mrs. Josefine (geborene Franchi)          | 18    | Altdorf, Uri                             | Schweiz                     | Southampton      | New Glarus, Wisconsin, Vereinigte Staaten         |              |          |
| Aronsson, Mr. Ernst Axel Algot                            | 24    | Horset, Småland                          | Schweden                    | Southampton      | Joliet, Illinois, Vereinigte Staaten              |              |          |
| Asim, Mr. Adola                                           | 35    | Buenos Aires                             | Argentinien                 | Southampton      | New York City                                     |              |          |
| Asplund, Mr. Carl Oscar Vilhelm Gustafsson                | 40    | Alseda, Småland                          | Schweden                    | Southampton      | Worcester, Massachusetts, Vereinigte Staaten      | 142MB        |          |
| Asplund, Mrs. Selma Augusta Emilia (geborene Johansson)   | 38    | Alseda, Småland                          | Schweden                    | Southampton      | Worcester, Massachusetts, Vereinigte Staaten      | 15           |          |
| Asplund, Master Filip Oscar                               | 13    | Alseda, Småland                          | Schweden                    | Southampton      | Worcester, Massachusetts, Vereinigte Staaten      |              |          |
| Asplund, Master Clarence Gustaf Hugo                      | 9     | Alseda, Småland                          | Schweden                    | Southampton      | Worcester, Massachusetts, Vereinigte Staaten      |              |          |
| Asplund, Master Carl Edgar                                | 5     | Alseda, Småland                          | Schweden                    | Southampton      | Worcester, Massachusetts, Vereinigte Staaten      |              |          |
| Asplund, Miss Lillian Gertrud                             | 5     | Alseda, Småland                          | Schweden                    | Southampton      | Worcester, Massachusetts, Vereinigte Staaten      | 15           |          |
| Asplund, Master Edvin Rojj Felix                          | 3     | Alseda, Småland                          | Schweden                    | Southampton      | Worcester, Massachusetts, Vereinigte Staaten      | 15           |          |
| Asplund, Mr. Johan Charles                                | 23    | Oskarshamn, Kalmar                       | Schweden                    | Southampton      | Minneapolis, Minnesota, Vereinigte Staaten        | 13           |          |
| Assaf, Mrs. Mariyam (geborene Khalil)                     | 45    | Kafr Mishki                              | Syrien                      | Cherbourg        | Ottawa, Ontario, Kanada                           | C            |          |
| Assam, Mr. Ali                                            | 23    | Buenos Aires                             | Argentinien                 | Southampton      | New York City                                     |              |          |
| Attala, Mr. Sleiman                                       | 30    | Ottawa, Ontario                          | Kanada                      | Cherbourg        | Ottawa, Ontario, Kanada                           |              |          |
| Atta Allah, Miss Malakah                                  | 17    | Beirut                                   | Syrien                      | Cherbourg        | New York City                                     |              |          |
| Augustsson, Mr. Albert                                    | 23    | Krakoryd, Småland                        | Schweden                    | Southampton      | Bloomington, Indiana, Vereinigte Staaten          |              |          |
| Ayyub Dahir, Miss Bannurah                                | 15    | Beirut                                   | Syrien                      | Cherbourg        | Owen Sound, Ontario, Kanada                       | C            |          |
| Bakus, Mr. Raful                                          | 20    | unbekannt                                | Syrien                      | Cherbourg        | New York City                                     |              |          |
| Backström, Mr. Karl Alfred                                | 32    | Kotka                                    | Finnland                    | Southampton      | New York City                                     |              |          |
| Backström, Mrs. Maria Mathilda (geborene Gustafsson)      | 33    | Kotka                                    | Finnland                    | Southampton      | New York City                                     | D            |          |
| Badman, Miss Emily Louisa                                 | 18    | Clevedon, North Somerset                 | England                     | Southampton      | Skaneateles, New York, Vereinigte Staaten         | C            |          |
| Badt, Mr. Mohamed                                         | 40    | Tripoli                                  | Syrien                      | Cherbourg        | New York City                                     |              |          |
| Bakić, Mr. Kerim                                          | 26    | Bosanska Krupa                           | Bosnien                     | Southampton      | Harrisburg, Pennsylvania, Vereinigte Staaten      |              |          |
| Banski, Mrs. Mara (geborene Osman)                        | 31    | Vagovina                                 | Kroatien                    | Southampton      | Steelton, Pennsylvania, Vereinigte Staaten        | ?            |          |
| Baqlini, Mrs. Mariyam Latifa (geborene Qurban)            | 24    | Ḑuhūr ash Shuwayr                        | Syrien                      | Cherbourg        | Brooklyn, New York, Vereinigte Staaten            | C            |          |
| Baqlini, Miss Mariya Katarin                              | 5     | Ḑuhūr ash Shuwayr                        | Syrien                      | Cherbourg        | Brooklyn, New York, Vereinigte Staaten            | C            |          |
| Baqlini, Miss Eujini                                      | 4     | Ḑuhūr ash Shuwayr                        | Syrien                      | Cherbourg        | Brooklyn, New York, Vereinigte Staaten            | C            |          |
| Baqlini, Miss Hileni Barbarah                             |       | Ḑuhūr ash Shuwayr                        | Syrien                      | Cherbourg        | Brooklyn, New York, Vereinigte Staaten            | C            |          |
| Barbarah, Mrs. Katarin Dawud                              | 45    | Kafr Mishki                              | Syrien                      | Cherbourg        | Ottawa, Ontario, Kanada                           |              |          |
| Barbarah, Miss Saidah                                     | 18    | Kafr Mishki                              | Syrien                      | Cherbourg        | Ottawa, Ontario, Kanada                           |              |          |
| Barry, Miss Julia                                         | 26    | New York City, New York                  | Vereinigte Staaten          | Queenstown       | New York City                                     |              |          |
| Barton, Mr. David John                                    | 22    | Cambridge, Cambridgeshire                | England                     | Southampton      | New York City                                     |              |          |
| Beavan, Mr. William Thomas                                | 18    | Fillingham, Lincolnshire                 | England                     | Southampton      | Russell, Vereinigte Staaten                       |              |          |
| Bengtsson, Mr. Johan Viktor                               | 26    | Fridhemsberg, Halland                    | Schweden                    | Southampton      | Monee, Illinois, Vereinigte Staaten               |              |          |
| Berglund, Mr. Karl Ivar Sven                              | 22    | Firtby                                   | Finnland                    | Southampton      | New York City                                     |              |          |
| Betros, Mr. Tannous                                       | 20    | Zgharta                                  | Syrien                      | Cherbourg        | Waterbury, Connecticut, Vereinigte Staaten        |              |          |
| Birkeland, Mr. Hans Martin Monsen                         | 21    | Bremnes                                  | Norwegen                    | Southampton      | New York City                                     |              |          |
| Björklund, Mr. Ernst Herbert                              | 18    | Stockholm                                | Schweden                    | Southampton      | New York City                                     |              |          |
| Bostandyeff, Mr. Guentcho                                 | 26    | unbekannt                                | Bulgarien                   | Southampton      | Chicago, Illinois, Vereinigte Staaten             |              |          |
| Bourke, Mr. John                                          | 42    | Carrowskehine, Mayo                      | Irland                      | Queenstown       | Chicago, Illinois, Vereinigte Staaten             |              |          |
| Bourke, Mrs. Catherine (geborene McHugh)                  | 32    | Carrowskehine, Mayo                      | Irland                      | Queenstown       | Chicago, Illinois, Vereinigte Staaten             |              |          |
| Bourke, Miss Mary                                         | 40    | Carrowskehine, Mayo                      | Irland                      | Queenstown       | Chicago, Illinois, Vereinigte Staaten             |              |          |
| Bowen, Mr. David John „Dai“                               | 20    | Treherbert, Glamorgan                    | Wales                       | Southampton      | New York City                                     |              |          |
| Bradley, Miss Bridget Delia                               | 22    | Kingwilliamstown, Cork                   | Irland                      | Queenstown       | Glen Falls, New York, Vereinigte Staaten          | 13           |          |
| Braf, Miss Elin Ester Maria                               | 20    | Medeltorp, Småland                       | Schweden                    | Southampton      | Chicago, Illinois, Vereinigte Staaten             |              |          |
| Braund, Mr. Lewis Richard                                 | 29    | Bridgerule, Devon                        | England                     | Southampton      | Qu’Appelle Valley, Saskatchewan, Kanada           |              |          |
| Braund, Mr. Owen Harris                                   | 22    | Bridgerule, Devon                        | England                     | Southampton      | Qu’Appelle Valley, Saskatchewan, Kanada           |              |          |
| Brobeck, Mr. Karl Rudolf                                  | 22    | Norrköping, Östergötland                 | Schweden                    | Southampton      | Worcester, Massachusetts, Vereinigte Staaten      |              |          |
| Brocklebank, Mr. William Alfred                           | 35    | Broomfield, Essex                        | England                     | Southampton      | New York City                                     |              |          |
| Buckley, Mr. Daniel                                       | 21    | Kingwilliamstown, Cork                   | Irland                      | Queenstown       | New York City                                     | 13           |          |
| Buckley, Miss Catherine                                   | 22    | Ovens, Cork                              | Irland                      | Queenstown       | Roxbury, Massachusetts, Vereinigte Staaten        |              | 299MB    |
| Bulus, Mrs. Sultanah (geborene Rizq)                      | 40    | unbekannt                                | Syrien                      | Cherbourg        | Kent, British Columbia, Kanada                    |              |          |
| Bulus, Master Akar                                        | 9     | unbekannt                                | Syrien                      | Cherbourg        | Kent, British Columbia, Kanada                    |              |          |
| Bulus, Miss Nur-al-Ayn                                    | 7     | unbekannt                                | Syrien                      | Cherbourg        | Kent, British Columbia, Kanada                    |              |          |
| Burke, Mr. Jeremiah                                       | 19    | Glanmire, Cork                           | Irland                      | Queenstown       | Charlestown, Vereinigte Staaten                   |              |          |
| Burns, Miss Mary Delia                                    | 17    | Kilmacowen, Sligo                        | Irland                      | Queenstown       | New York City                                     |              |          |
| Butrus-Youssef, Mrs. Katarin (geborene Rizk)              | 24    | Sar’al                                   | Syrien                      | Cherbourg        | Detroit, Michigan, Vereinigte Staaten             | C            |          |
| Butrus-Youssef, Master Makhkhul                           | 4     | Sar’al                                   | Syrien                      | Cherbourg        | Detroit, Michigan, Vereinigte Staaten             | D            |          |
| Butrus-Youssef, Miss Marianna                             | 2     | Sar’al                                   | Syrien                      | Cherbourg        | Detroit, Michigan, Vereinigte Staaten             | C            |          |
| Čačić, Mr. Jego Grga                                      | 18    | Široka Kula                              | Kroatien                    | Southampton      | Chicago, Illinois, Vereinigte Staaten             |              |          |
| Čačić, Mr. Luka                                           | 38    | Široka Kula                              | Kroatien                    | Southampton      | Chicago, Illinois, Vereinigte Staaten             |              |          |
| Čačić, Miss Marija                                        | 30    | Široka Kula                              | Kroatien                    | Southampton      | Chicago, Illinois, Vereinigte Staaten             |              |          |
| Čačić, Miss Manda                                         | 21    | Široka Kula                              | Kroatien                    | Southampton      | Chicago, Illinois, Vereinigte Staaten             |              |          |
| Čalić, Mr. Jovo                                           | 17    | Brezik                                   | Kroatien                    | Southampton      | Sault Ste. Marie, Michigan, Vereinigte Staaten    |              |          |
| Čalić, Mr. Petar                                          | 17    | Brezik                                   | Kroatien                    | Southampton      | Sault Ste. Marie, Michigan, Vereinigte Staaten    |              |          |
| Canavan, Miss Mary                                        | 22    | Tonacrick, Clare                         | Irland                      | Queenstown       | Philadelphia, Pennsylvania, Vereinigte Staaten    |              |          |
| Canavan, Mr. Patrick „Peter“                              | 21    | Knockmaria, Mayo                         | Irland                      | Queenstown       | Philadelphia, Pennsylvania, Vereinigte Staaten    |              |          |
| Cann, Mr. Ernest Charles                                  | 21    | Penwithick, Cornwall                     | England                     | Southampton      | New York City                                     |              |          |
| Caram, Mr. Joseph                                         | 28    | Kfar Mechi                               | Syrien                      | Cherbourg        | Ottawa, Ontario, Kanada                           | 28MB         |          |
| Caram, Mrs. Maria (geborene Elias)                        | 18    | Kfar Mechi                               | Syrien                      | Cherbourg        | Ottawa, Ontario, Kanada                           |              |          |
| Carlsson, Mr. Carl Robert                                 | 24    | Göteborg, Västergötland                  | Schweden                    | Southampton      | Huntley, Illinois, Vereinigte Staaten             |              |          |
| Carlsson, Mr. August Sigfrid                              | 24    | Dagsås, Halland                          | Schweden                    | Southampton      | Tower, Minnesota, Vereinigte Staaten              |              |          |
| Carr, Miss Jane                                           | 47    | Aclare, Sligo                            | Irland                      | Queenstown       | Hartford, Connecticut, Vereinigte Staaten         |              |          |
| Carver, Mr. Alfred John                                   | 28    | Southampton, Hampshire                   | England                     | Southampton      | New York City                                     |              |          |
| Celotti, Mr. Francesco                                    | 24    | Mailand                                  | Italien                     | Southampton      |                                                   |              |          |
| Chang, Mr. Chip                                           | 32    | Hong Kong                                | China                       | Southampton      | New York City                                     | C            |          |
| Charters, Mr. David                                       | 28    | Ballinalee, Longford                     | Irland                      | Queenstown       | New York City                                     |              |          |
| Cheong, Mr. Foo                                           | 32    | Hong Kong                                | China                       | Southampton      | New York City                                     | C            |          |
| Christmann, Mr. Emil                                      | 29    | London                                   | England                     | Southampton      | New York City                                     |              |          |
| Chronopoulos, Mr. Apostolos                               | 26    | Agios Sostis, Peloponnese                | Griechenland                | Cherbourg        | New York City                                     |              |          |
| Chronopoulos, Mr. Dimitrios                               | 18    | Agios Sostis, Peloponnese                | Griechenland                | Cherbourg        | New York City                                     |              |          |
| Coelho, Mr. Domingos Fernandes                            | 20    | Funchal, Madeira Islands                 | Portugal                    | Southampton      | New York City                                     |              |          |
| Cohen, Mr. Gershon „Gus“                                  | 18    | London                                   | England                     | Southampton      | Brooklyn, New York, Vereinigte Staaten            | 12           |          |
| Colbert, Mr. Patrick                                      | 24    | Kilkinlea, Limerick                      | Irland                      | Queenstown       | Sherbrooke, Quebec, Kanada                        |              |          |
| Coleff, Mr. Fotio                                         | 24    | Debnevo, Troyan                          | Bulgarien                   | Southampton      | Chicago, Illinois, Vereinigte Staaten             |              |          |
| Coltcheff, Mr. Peju                                       | 36    | Gumostnik, Lovec                         | Bulgarien                   | Southampton      | Chicago, Illinois, Vereinigte Staaten             |              |          |
| Conlon, Mr. Thomas Henry                                  | 31    | Philadelphia, Pennsylvania               | Vereinigte Staaten          | Queenstown       | Philadelphia, Pennsylvania, Vereinigte Staaten    |              |          |
| Connaughton, Mr. Michael                                  | 31    | Brooklyn, New York                       | Vereinigte Staaten          | Queenstown       | Brooklyn, New York, Vereinigte Staaten            |              |          |
| Connolly, Miss Catherine „Kate“                           | 35    | Bank Place, Tipperary                    | Irland                      | Queenstown       | Dobbs Ferry, New York, Vereinigte Staaten         |              |          |
| Connolly, Miss Katherine „Kate“                           | 22    | Cortrasna, Cavan                         | Irland                      | Queenstown       | New York City                                     | 13           |          |
| Connors, Mr. Patrick John                                 | 61    | Charleville, Cork                        | Irland                      | Queenstown       | New York City                                     |              | 171MB    |
| Cook, Mr. Jacob (Kukk, Mr. Jakob?)                        | 43    | unbekannt (Estland?)                     | Russisches Reich (Estland?) | Southampton      | New York City                                     |              |          |
| Čor, Mr. Bartol                                           | 35    | Kricina                                  | Kroatien                    | Southampton      | Great Falls, Montana, Vereinigte Staaten          |              |          |
| Čor, Mr. Ivan                                             | 27    | Kricina                                  | Kroatien                    | Southampton      | Great Falls, Montana, Vereinigte Staaten          |              |          |
| Čor, Mr. Liudevit                                         | 19    | Kricina                                  | Kroatien                    | Southampton      | Great Falls, Montana, Vereinigte Staaten          |              |          |
| Corn, Mr. Henry „Harry“                                   | 30    | London                                   | England                     | Southampton      | New York City                                     |              |          |
| Corr, Miss Helen                                          | 16    | Corglass, Longford                       | Irland                      | Queenstown       | New York City                                     | 16           |          |
| Coutts, Mrs. Mary Winnie (geborene Trainer)               | 36    | London                                   | England                     | Southampton      | Brooklyn, New York, Vereinigte Staaten            | 2            |          |
| Coutts, Master William Loch „Willie“                      | 9     | London                                   | England                     | Southampton      | Brooklyn, New York, Vereinigte Staaten            | 2            |          |
| Coutts, Master Neville Leslie                             | 3     | London                                   | England                     | Southampton      | Brooklyn, New York, Vereinigte Staaten            | 2            |          |
| Coxon, Mr. Daniel                                         | 59    | London                                   | England                     | Southampton      | Merrill, Wisconsin, Vereinigte Staaten            |              |          |
| Crease, Mr. Ernest James                                  | 19    | Bristol, Avon                            | England                     | Southampton      | Cleveland, Ohio, Vereinigte Staaten               |              |          |
| Cribb, Mr. John Hatfield                                  | 44    | Bournemouth, Dorset                      | England                     | Southampton      | Newark, New Jersey, Vereinigte Staaten            |              |          |
| Cribb, Miss Laura Mae                                     | 16    | Bournemouth, Dorset                      | England                     | Southampton      | Newark, New Jersey, Vereinigte Staaten            | 12           |          |
| Cui, Mr. Owen                                             | 16    | Hong Kong                                | China                       | Southampton      | New York City                                     |              |          |
| Čulumović, Mr. Jeso                                       | 17    | Lipova Glavica                           | Kroatien                    | Southampton      | Hammond, Indiana, Vereinigte Staaten              |              |          |
| Dahir, Mr. Tannous                                        | 28    | Beirut                                   | Syrien                      | Cherbourg        | Youngstown, Ohio, Vereinigte Staaten              |              |          |
| Dahl, Mr. Charles Edwart                                  | 45    | Adelaide, South Australia                | Australia                   | Southampton      | Fingal, North Dakota, Vereinigte Staaten          | 15           |          |
| Dahlberg, Miss Gerda Ulrika                               | 22    | Stockholm                                | Schweden                    | Southampton      | Chicago, Illinois, Vereinigte Staaten             |              |          |
| Dakić, Mr. Branko                                         | 19    | Gornji Miholjac                          | Kroatien                    | Southampton      | New York City                                     |              |          |
| Daly, Miss Margaret „Maggie“                              | 30    | Athlone, Westmeath                       | Irland                      | Queenstown       | New York City                                     | 15           |          |
| Daly, Mr. Eugene Patrick                                  | 29    | Athlone, Westmeath                       | Irland                      | Queenstown       | New York City                                     | B            |          |
| Danbom, Mr. Ernst Gilbert                                 | 34    | Göteborg, Västergötland                  | Schweden                    | Southampton      | Stanton, Iowa, Vereinigte Staaten                 |              | 197MB    |
| Danbom, Mrs. Anna Sigrid Maria (geborene Brogren)         | 28    | Göteborg, Västergötland                  | Schweden                    | Southampton      | Stanton, Iowa, Vereinigte Staaten                 |              |          |
| Danbom, Master Gilbert Sigvard Emanuel                    |       | Göteborg, Västergötland                  | Schweden                    | Southampton      | Stanton, Iowa, Vereinigte Staaten                 |              |          |
| Danoff, Mr. Yoto                                          | 27    | unbekannt                                | Bulgarien                   | Southampton      | Chicago, Illinois, Vereinigte Staaten             |              |          |
| Dantcheff, Mr. Ristju                                     | 25    | Terziysko, Troyan                        | Bulgarien                   | Southampton      | Chicago, Illinois, Vereinigte Staaten             |              |          |
| Davies, Mr. Evan                                          | 22    | Pontardawe, West Glamorgan               | Wales                       | Southampton      | Pontiac, Michigan, Vereinigte Staaten             |              |          |
| Davies, Mr. Alfred John                                   | 24    | West Bromwich, Staffordshire             | England                     | Southampton      | Pontiac, Michigan, Vereinigte Staaten             |              |          |
| Davies, Mr. John Samuel                                   | 21    | West Bromwich, Staffordshire             | England                     | Southampton      | Pontiac, Michigan, Vereinigte Staaten             |              |          |
| Davies, Mr. Joseph                                        | 17    | West Bromwich, Staffordshire             | England                     | Southampton      | Pontiac, Michigan, Vereinigte Staaten             |              |          |
| Davison, Mr. Thomas Henry „Harry“                         | 32    | Liverpool, Merseyside                    | England                     | Southampton      | Bedford, Indiana, Vereinigte Staaten              |              |          |
| Davison, Mrs. Mary Elizabeth                              | 34    | Liverpool, Merseyside                    | England                     | Southampson      | Bedford, Indiana, Vereinigte Staaten              | 16           |          |
| De Messemaeker, Mr. Guillaume Joseph                      | 36    | Tampico, Montana                         | Vereinigte Staaten          | Southampton      | Tampico, Montana, Vereinigte Staaten              | 15           |          |
| De Messemaeker, Mrs. Anna (geborene de Becker)            | 36    | Tampico, Montana                         | Vereinigte Staaten          | Southampton      | Tampico, Montana, Vereinigte Staaten              | 13           |          |
| de Mulder, Mr. Theodoor                                   | 36    | Aspelare, Ostflandern                    | Belgien                     | Southampton      | Detroit, Michigan, Vereinigte Staaten             | 11           |          |
| de Pelsmaeker, Mr. Alfons                                 | 16    | Heldergem, Haaltert, Ostflandern         | Belgium                     | Southampton      | Gladstone, Michigan, Vereinigte Staaten           |              |          |
| Dean, Mr. Bertram Frank                                   | 25    | Bartley Farm, Hampshire                  | England                     | Southampton      | Wichita, Kansas, Vereinigte Staaten               |              |          |
| Dean, Mrs. Eva Georgetta (geborene Light)                 | 32    | Bartley Farm, Hampshire                  | England                     | Southampton      | Wichita, Kansas, Vereinigte Staaten               | 10           |          |
| Dean, Master Bertram Vere                                 | 1     | Bartley Farm, Hampshire                  | England                     | Southampton      | Wichita, Kansas, Vereinigte Staaten               | 10           |          |
| Dean, Miss Elizabeth Gladys „Millvina“                    |       | Bartley Farm, Hampshire                  | England                     | Southampton      | Wichita, Kansas, Vereinigte Staaten               | 10           |          |
| Delalić, Mr. Redjo                                        | 25    | Bakić                                    | Bosnien                     | Southampton      | Harrisburg, Pennsylvania, Vereinigte Staaten      |              |          |
| Denkoff, Mr. Mitto                                        | 30    | unbekannt                                | Bulgarien                   | Southampton      | Coon Rapids, Iowa, Vereinigte Staaten             |              |          |
| Dennis, Mr. William                                       | 26    | Week St Mary, Cornwall                   | England                     | Southampton      | Saskatoon, Saskatchewan, Kanada                   |              |          |
| Dennis, Mr. Samuel                                        | 22    | Week St Mary, Cornwall                   | England                     | Southampton      | Saskatoon, Saskatchewan, Kanada                   |              |          |
| Devaney, Miss Margaret Delia                              | 19    | Kilmacowen, Sligo                        | Irland                      | Queenstown       | New York City                                     | C            |          |
| Dika, Mr. Mirko                                           | 17    | Podgora                                  | Kroatien                    | Southampton      | Vancouver, British Columbia, Kanada               |              |          |
| Dimić, Mr. Jovan                                          | 42    | Ostrovica                                | Kroatien                    | Southampton      | Red Lodge, Montana, Vereinigte Staaten            |              |          |
| Dintcheff, Mr. Valtcho                                    | 43    | unbekannt                                | Bulgarien                   | Southampton      | Tulsa, Oklahoma, Vereinigte Staaten               |              |          |
| Donohoe, Miss Bridget                                     | 21    | Cum, Mayo                                | Irland                      | Queenstown       | Chicago, Illinois, Vereinigte Staaten             |              |          |
| Dooley, Mr. Patrick J.                                    | 43    | Patrickswell, Limerick                   | Irland                      | Queenstown       | New York City                                     |              |          |
| Dorking, Mr. Edward Arthur                                | 18    | Liss, Hampshire                          | England                     | Southampton      | Oglesby, Illinois, Vereinigte Staaten             | B            |          |
| Doherty, Mr. William John („James Moran“)                 | 22    | Cork                                     | Irland                      | Queenstown       | New York City                                     |              |          |
| Dowdell, Miss Elizabeth                                   | 31    | New York City, New York                  | Vereinigte Staaten          | Southampton      | New York City                                     | 13           |          |
| Doyle, Miss Elizabeth                                     | 24    | Bree, Wexford                            | Irland                      | Queenstown       | New York City                                     |              |          |
| Draženović, Mr. Jozef                                     | 33    | Hrastelnica                              | Kroatien                    | Cherbourg        | New York City                                     | 51MB         |          |
| Dropkin, Miss Jennie                                      | 24    | Mogilev                                  | Belarus                     | Southampton      | New York City                                     | 13           |          |
| Duquemin, Mr. Joseph Pierre                               | 19    | Saint Sampson, Guernsey, Channel Islands | England                     | Southampton      | Albion, New York, Vereinigte Staaten              | D            |          |
| Dwan, Mr. Frank                                           | 65    | Bunmahon, Waterford                      | Irland                      | Queenstown       | Morris Plains, New Jersey, Vereinigte Staaten     |              |          |
| Dyker, Mr. Adolf Fredrik                                  | 23    | New Haven, Connecticut                   | Vereinigte Staaten          | Southampton      | New Haven, Connecticut, Vereinigte Staaten        |              |          |
| Dyker, Mrs. Anna Elisabeth Judith (geborene Andersson)    | 22    | New Haven, Connecticut                   | Vereinigte Staaten          | Southampton      | New Haven, Connecticut, Vereinigte Staaten        | 16           |          |
| Edvardsson, Mr. Gustaf Hjalmar                            | 18    | Tofta, Uppland                           | Schweden                    | Southampton      | Joliet, Illinois, Vereinigte Staaten              |              |          |
| Eklund, Mr. Hans Linus                                    | 16    | Kårberg, Örebro                          | Schweden                    | Southampton      | Jerome Junction, Arizona, Vereinigte Staaten      |              |          |
| Ekström, Mr. Johan                                        | 45    | Effington Rut, South Dakota              | Vereinigte Staaten          | Southampton      | Effington Rut, South Dakota, Vereinigte Staaten   |              |          |
| Elias, Mr. Dibo                                           | 29    | unbekannt                                | Syrien                      | Cherbourg        | New York City                                     |              |          |
| Elias, Mr. Joseph Jr.                                     | 15    | Kafr Mishki, Syrien                      | Syrien                      | Cherbourg        | Ottawa, Ontario, Kanada                           |              |          |
| Elias Nasrallah, Mr. Tannous                              | 17    | Kafr Mishki, Syrien                      | Syrien                      | Cherbourg        | Ottawa, Ontario, Kanada                           |              |          |
| Elsbury, Mr. William James                                | 47    | Taunton, Somerset                        | England                     | Southampton      | Gurnee, Illinois, Vereinigte Staaten              |              |          |
| Emanuel, Miss Virginia Ethel                              | 6     | New York City, New York                  | Vereinigte Staaten          | Southampton      | New York City                                     | 13           |          |
| Estanislau, Mr. Manuel Gonçalves                          | 37    | Calheta, Madeira                         | Portugal                    | Southampton      | New York City                                     |              |          |
| Everett, Mr. Thomas James                                 | 39    | Bristol, Avon                            | England                     | Southampton      | Troy, New York, Vereinigte Staaten                | 187MB        |          |
| Fardon, Mr. Charles R.(alias Charles Franklin)            | 38    | Wellingborough, Northamptonshire         | England                     | Cherbourg        | Kanada                                            |              |          |
| Farrell, Mr. James „Jim“                                  | 25    | Killoe, Longford                         | Irland                      | Queenstown       | New York City                                     | 68MB         |          |
| Finoli, Mr. Luigi                                         | 34    | Philadelphia, Pennsylvania               | Vereinigte Staaten          | Southampton      | Philadelphia, Pennsylvania, Vereinigte Staaten    | 15           |          |
| Fischer, Mr. Eberhard Thelander                           | 18    | Björkeberga, Skåne                       | Schweden                    | Southampton      | New York City                                     |              |          |
| Fleming, Miss Honora „Nora“                               | 22    | Carrowskehine, Mayo                      | Irland                      | Queenstown       | New York City                                     |              |          |
| Flynn, Mr. James                                          | 28    | Cuilkillew, Mayo                         | Irland                      | Queenstown       | New York City                                     |              |          |
| Flynn, Mr. John                                           | 42    | Clonbur, Galway                          | Irland                      | Queenstown       | Pittsburgh, Pennsylvania, Vereinigte Staaten      |              |          |
| Foley, Mr. Joseph                                         | 19    | Broadford, Limerick                      | Irland                      | Queenstown       | Larchmont, New York, Vereinigte Staaten           |              |          |
| Foley, Mr. William                                        | 20    | Donoughmore, Cork                        | Irland                      | Queenstown       | New York City                                     |              |          |
| Ford, Mr. Arthur                                          | 22    | Bridgwater, Somerset                     | England                     | Southampton      | Elmira, New York, Vereinigte Staaten              |              |          |
| Ford, Mrs. Margaret Ann (geborene Watson)                 | 48    | Rotherfield, East Sussex                 | England                     | Southampton      | Essex County, New Jersey, Vereinigte Staaten      |              |          |
| Ford, Miss Dollina Margaret                               | 20    | Rotherfield, East Sussex                 | England                     | Southampton      | Essex County, New Jersey, Vereinigte Staaten      |              |          |
| Ford, Mr. Edward Watson                                   | 18    | Rotherfield, East Sussex                 | England                     | Southampton      | Essex County, New Jersey, Vereinigte Staaten      |              |          |
| Ford, Mr. William Neal Thomas                             | 16    | Rotherfield, East Sussex                 | England                     | Southampton      | Essex County, New Jersey, Vereinigte Staaten      |              |          |
| Ford, Miss Robina Maggie                                  | 7     | Rotherfield, East Sussex                 | England                     | Southampton      | Essex County, New Jersey, Vereinigte Staaten      |              |          |
| Fox, Mr. Patrick                                          | 28    | Mullingar, Westmeath                     | Irland                      | Queenstown       | New York City                                     |              |          |
| Gallagher, Mr. Martin                                     | 29    | Caltra, Galway                           | Irland                      | Queenstown       | New York City                                     |              |          |
| Garfirth, Mr. John                                        | 21    | Wollaston, Northamptonshire              | England                     | Southampton      | Kitchener, Ontario, Kanada                        |              |          |
| Gerios Thamah, Mr. Assaf                                  | 21    | Kafr Mishki                              | Syrien                      | Cherbourg        | Ottawa, Ontario, Kanada                           |              |          |
| Gheorgheff, Mr. Stanio                                    | –     | unbekannt                                | Bulgarien                   | Cherbourg        | Butte, Montana, Vereinigte Staaten                |              |          |
| Gilinski, Mr. Eliezer                                     | 22    | Ignalina                                 | Lithuania                   | Southampton      | Chicago, Illinois, Vereinigte Staaten             | 47MB         |          |
| Gilnagh, Miss Mary Katherine „Katie“                      | 17    | Esker, Longford                          | Irland                      | Queenstown       | New York City                                     | 16           |          |
| Glynn, Miss Mary Agatha                                   | 19    | Killaloe, Clare                          | Irland                      | Queenstown       | Washington, D.C., Vereinigte Staaten              | 13           |          |
| Goldsmith, Mr. Frank John                                 | 33    | Strood, Kent                             | England                     | Southampton      | Detroit, Michigan, Vereinigte Staaten             |              |          |
| Goldsmith, Mrs. Emily Alice (geborene Brown)              | 31    | Strood, Kent                             | England                     | Southampton      | Detroit, Michigan, Vereinigte Staaten             | C            |          |
| Goldsmith, Master Frank John William                      | 9     | Strood, Kent                             | England                     | Southampton      | Detroit, Michigan, Vereinigte Staaten             | C            |          |
| Goldsmith, Mr. Nathan                                     | 41    | unbekannt                                | Russland                    | Southampton      | Philadelphia, Pennsylvania, Vereinigte Staaten    |              |          |
| Goodwin, Mr. Frederick Joseph                             | 42    | Fulham                                   | England                     | Southampton      | Niagara Falls, New York, Vereinigte Staaten       |              |          |
| Goodwin, Mrs. Augusta (geborene Tyler)                    | 43    | Fulham                                   | England                     | Southampton      | Niagara Falls, New York, Vereinigte Staaten       |              |          |
| Goodwin, Miss Lillian Amy                                 | 16    | Fulham                                   | England                     | Southampton      | Niagara Falls, New York, Vereinigte Staaten       |              |          |
| Goodwin, Mr. Charles Edward                               | 14    | Fulham                                   | England                     | Southampton      | Niagara Falls, New York, Vereinigte Staaten       |              |          |
| Goodwin, Master William Frederick                         | 13    | Fulham                                   | England                     | Southampton      | Niagara Falls, New York, Vereinigte Staaten       |              |          |
| Goodwin, Miss Jessie Allis Mary                           | 12    | Fulham                                   | England                     | Southampton      | Niagara Falls, New York, Vereinigte Staaten       |              |          |
| Goodwin, Master Harold Victor                             | 10    | Fulham                                   | England                     | Southampton      | Niagara Falls, New York, Vereinigte Staaten       |              |          |
| Goodwin, Master Sidney Leslie                             | 1     | Fulham                                   | England                     | Southampton      | Niagara Falls, New York, Vereinigte Staaten       | 4MB          |          |
| Green, Mr. George Henry                                   | 40    | Dorking, Surrey                          | England                     | Southampton      | Lead, South Dakota, Vereinigte Staaten            |              |          |
| Grønnestad, Mr. Daniel Danielsen                          | 32    | Bokn                                     | Norwegen                    | Southampton      | Portland, North Dakota, Vereinigte Staaten        |              |          |
| Guest, Mr. Robert                                         | 32    | London                                   | England                     | Southampton      | Clinton, New York, Vereinigte Staaten             |              |          |
| Gustafsson, Mr. Alfred Ossian                             | 19    | Kokkola                                  | Finnland                    | Southampton      | Waukegan, Illinois, Vereinigte Staaten            |              |          |
| Gustafsson, Mr. Anders Vilhelm                            | 37    | Ruotsinpyhtää                            | Finnland                    | Southampton      | New York City                                     | 98MB         |          |
| Gustafsson, Mr. Johan Birger                              | 28    | Ruotsinpyhtää                            | Finnland                    | Southampton      | New York City                                     |              |          |
| Gustafsson, Mr. Karl Gideon                               | 19    | Myren, Synnerby, Västergötland           | Schweden                    | Southampton      | Aberdeen, South Dakota, Vereinigte Staaten        |              |          |
| Haas, Miss Aloisia                                        | 24    | Altdorf, Uri                             | Schweiz                     | Southampton      | Chicago, Illinois, Vereinigte Staaten             |              |          |
| Hagland, Mr. Ingvald Olai Olsen                           | 28    | Skåre, Haugesund                         | Norwegen                    | Southampton      | Belmar, New Jersey, Vereinigte Staaten            |              |          |
| Hagland, Mr. Konrad Mathias Reiersen                      | 19    | Skåre, Haugesund                         | Norwegen                    | Southampton      | Belmar, New Jersey, Vereinigte Staaten            |              |          |
| Hakkarainen, Mr Pekka Pietari                             | 28    | Helsinki                                 | Finnland                    | Southampton      | Monessen, Pennsylvania, Vereinigte Staaten        |              |          |
| Hakkarainen, Mrs. Elin Matilda (geborene Dolck)           | 24    | Helsinki                                 | Finnland                    | Southampton      | Monessen, Pennsylvania, Vereinigte Staaten        | 15           |          |
| Hampe, Mr. Léon Jérome                                    | 19    | Westrozebeke                             | Belgium                     | Southampton      | Detroit, Michigan, Vereinigte Staaten             |              |          |
| Hanna, Mr. Borak Suleiman                                 | 27    | Hardîne                                  | Syrien                      | Cherbourg        | Wilkes-Barre, Pennsylvania, Vereinigte Staaten    | 15           |          |
| Hanna, Mr. Bulus                                          | 18    | Kfar Mechi                               | Syrien                      | Cherbourg        | Ottawa, Ontario, Kanada                           |              |          |
| Hanna, Mr. Mansur                                         | 35    | Kfar Mechi                               | Syrien                      | Cherbourg        | Ottawa, Ontario, Kanada                           | 188MB        |          |
| Hansen, Mr. Claus Peter                                   | 41    | Racine, Wisconsin                        | Vereinigte Staaten          | Southampton      | Racine, Wisconsin, Vereinigte Staaten             |              |          |
| Hansen, Mrs. Jennie Louise (geborene Howard)              | 45    | Racine, Wisconsin                        | Vereinigte Staaten          | Southampton      | Racine, Wisconsin, Vereinigte Staaten             | 11           |          |
| Hansen, Mr. Henrik Juul                                   | 26    | Holeby, Storstrøm                        | Dänemark                    | Southampton      | Racine, Wisconsin, Vereinigte Staaten             |              |          |
| Hansen, Mr. Henry Damsgaard                               | 21    | Copenhagen                               | Dänemark                    | Southampton      | Racine, Wisconsin, Vereinigte Staaten             | 69MB         |          |
| Hargadon, Miss Catherine „Kate“                           | 17    | Ballysadare, Sligo                       | Irland                      | Queenstown       | New York City                                     |              |          |
| Harknett, Miss Alice Phoebe                               | 21    | Thornton Heath, London                   | England                     | Southampton      | New London, Connecticut, Vereinigte Staaten       |              |          |
| Hart, Mr. Henry John                                      | 27    | Ballysadare, Sligo                       | Irland                      | Queenstown       | Boston, Massachusetts, Vereinigte Staaten         |              |          |
| Healy, Miss Hanora (Nora)                                 | 29    | Athenry, Galway                          | Irland                      | Queenstown       | New York City                                     | 16           |          |
| Hedman, Mr. Oskar Arvid                                   | 27    | St. Paul, Minnesota                      | Vereinigte Staaten          | Southampton      | St. Paul, Minnesota, Vereinigte Staaten           | 15           |          |
| Hegarty, Miss Hanora „Nora“                               | 18    | Whitechurch, Cork                        | Irland                      | Queenstown       | Charlestown, Vereinigte Staaten                   |              |          |
| Heikkinen, Miss Laina                                     | 26    | Jyväskylä                                | Finnland                    | Southampton      | New York City                                     | 14?          |          |
| Heininen, Miss Wendla Maria                               | 23    | Turku                                    | Finnland                    | Southampton      | New York City                                     |              | 8MB      |
| Hellström, Miss Hilda Maria                               | 22    | Stora Tuna                               | Schweden                    | Southampton      | Evanston, Illinois, Vereinigte Staaten            | C            |          |
| Hendeković, Mr. Ignjac                                    | 28    | Vagovina                                 | Kroatien                    | Southampton      | Harrisburg, Pennsylvania, Vereinigte Staaten      |              | 306MB    |
| Henriksson, Miss Jenny Lovisa                             | 28    | Stockholm                                | Schweden                    | Southampton      | Iron Mountain, Michigan, Vereinigte Staaten       | 3MB          |          |
| Henry, Miss Bridget Delia                                 | 23    | Clonown, Roscommon                       | Irland                      | Queenstown       | Boston, Massachusetts, Vereinigte Staaten         |              |          |
| Hirvonen, Mrs. Helga Elisabeth (geborene Lindqvist)       | 22    | Dalsbruk                                 | Finnland                    | Southampton      | Monessen, Pennsylvania, Vereinigte Staaten        | 15           |          |
| Hirvonen, Miss Hildur Elisabeth                           | 2     | Dalsbruk                                 | Finnland                    | Southampton      | Monessen, Pennsylvania, Vereinigte Staaten        | 15           |          |
| Holm, Mr. Johan Fredrik Alexander                         | 43    | Karlshamn, Blekinge                      | Schweden                    | Southampton      | New York City                                     |              |          |
| Holten, Mr. Johan Martin                                  | 28    | Bergen                                   | Norwegen                    | Southampton      | New York City                                     |              |          |
| Honkanen, Miss Eliina                                     | 27    | Saarijärvi                               | Finnland                    | Southampton      | New York City                                     | ?            |          |
| Horgan, Mr. John                                          | 22    | unbekannt                                | Irland                      | Queenstown       | New York City                                     |              |          |
| Howard, Miss May Elizabeth                                | 27    | North Walsham, Norfolk                   | England                     | Southampton      | Albion, Michigan, Vereinigte Staaten              | C            |          |
| Humblen, Mr. Adolf Mathias Nicolai Olsen                  | 42    | Borgund, Møre og Romsdal                 | Norwegen                    | Southampton      | Milwaukee, Wisconsin, Vereinigte Staaten          |              |          |
| Husayn, Master Husayn Mahmūd                              | 11    | Fredericksburg, Virginia                 | Vereinigte Staaten          | Cherbourg        | Fredericksburg, Virginia, Vereinigte Staaten      |              |          |
| Hyman, Mr. Solomon Abraham                                | 34    | Manchester                               | England                     | Southampton      | Springfield, Massachusetts, Vereinigte Staaten    | C            |          |
| Ilmakangas, Miss Ida Livija                               | 27    | New York City, New York                  | Vereinigte Staaten          | Southampton      | New York City                                     |              |          |
| Ilmakangas, Miss Pieta Sofia                              | 25    | Paavola, Northern Ostrobothnia           | Finnland                    | Southampton      | New York City                                     |              |          |
| Ivanoff, Mr. Kanio                                        | 20    | Malka Ribnya, Troyan                     | Bulgarien                   | Southampton      | Chicago, Illinois, Vereinigte Staaten             |              |          |
| Jabbour, Miss Hileni                                      | 16    | unbekannt                                | Syrien                      | Cherbourg        | New York City                                     | 328MM        |          |
| Jabbour, Miss Tamini                                      | 19    | unbekannt                                | Syrien                      | Cherbourg        | New York City                                     |              |          |
| Jalševac, Mr. Ivan                                        | 29    | Topolovac                                | Kroatien                    | Cherbourg        | Galesburg, Illinois, Vereinigte Staaten           | 15           |          |
| Jansson, Mr. Carl Olof                                    | 21    | Örebro                                   | Schweden                    | Southampton      | Swedeburg, Nebraska, Vereinigte Staaten           | A            |          |
| Jardim, Mr. José Neto                                     | 21    | Calheta, Madeira                         | Portugal                    | Southampton      | New York City                                     |              |          |
| Jensen, Mr. Hans Peder                                    | 20    | Eskilstrup                               | Dänemark                    | Southampton      | Portland, Oregon, Vereinigte Staaten              |              |          |
| Jensen, Mr. Niels Peder „Rasmus“                          | 48    | Portland, Oregon                         | Vereinigte Staaten          | Southampton      | Portland, Oregon, Vereinigte Staaten              |              |          |
| Jensen, Mr. Svend Lauritz                                 | 17    | Eskilstrup                               | Dänemark                    | Southampton      | Portland, Oregon, Vereinigte Staaten              |              |          |
| Jermyn, Miss Annie Jane                                   | 26    | Ballydehob, Cork                         | Irland                      | Queenstown       | East Lynn, Massachusetts, Vereinigte Staaten      | D            |          |
| Jirjis, Mrs. Shaniini (geborene Whabee Abi-Saab)          | 22    | Youngstown, Ohio                         | Vereinigte Staaten          | Cherbourg        | Youngstown, Ohio, Vereinigte Staaten              | C            |          |
| Johannesen, Mr. Bernt Johannes                            | 29    | Avaldsnes, Stavanger                     | Norwegen                    | Southampton      | New York City                                     | 13           |          |
| Johanson, Mr. Jakob Alfred                                | 34    | Munsala                                  | Finnland                    | Southampton      | Vancouver, British Columbia, Kanada               |              | 143MB    |
| Johansson, Mr. Erik                                       | 22    | Frostensmåla, Småland                    | Schweden                    | Southampton      | St. Paul, Minnesota, Vereinigte Staaten           | 156MB        |          |
| Johansson, Mr. Gustaf Joel                                | 33    | Bäckebo, Småland                         | Schweden                    | Southampton      | Cheyenne, North Dakota, Vereinigte Staaten        | 285MB        |          |
| Johansson, Mr. Karl Johan                                 | 31    | Duluth, Minnesota                        | Vereinigte Staaten          | Southampton      | Duluth, Minnesota, Vereinigte Staaten             |              |          |
| Johansson, Mr. Nils                                       | 29    | Chicago, Illinois                        | Vereinigte Staaten          | Southampton      | Chicago, Illinois, Vereinigte Staaten             |              |          |
| Johansson Palmquist, Mr. Oskar Leander                    | 26    | Kvarnaryd, Småland                       | Schweden                    | Southampton      | New Haven, Connecticut, Vereinigte Staaten        | 15           |          |
| Johnson, Mr. Alfred                                       | 49    | Millwood                                 | England                     | Southampton      | New York City                                     |              |          |
| Johnson, Mrs. Elisabeth Vilhelmina (geborene Berg)        | 26    | St. Charles, Illinois                    | Vereinigte Staaten          | Southampton      | St. Charles, Illinois, Vereinigte Staaten         | 15           |          |
| Johnson, Master Harold Theodor                            | 4     | St. Charles, Illinois                    | Vereinigte Staaten          | Southampton      | St. Charles, Illinois, Vereinigte Staaten         | 15           |          |
| Johnson, Miss Eleanor Ileen                               | 1     | St. Charles, Illinois                    | Vereinigte Staaten          | Southampton      | St. Charles, Illinois, Vereinigte Staaten         | 15           |          |
| Johnson, Mr. Malkolm Joackim                              | 33    | Minneapolis, Minnesota                   | Vereinigte Staaten          | Southampton      | Minneapolis, Minnesota, Vereinigte Staaten        |              | 37MB     |
| Johnson, Mr. William Cahoone Jr.                          | 19    | Hawthorne, New Jersey                    | Vereinigte Staaten          | Southampton      | New York City                                     |              |          |
| Johnston, Mr. Andrew Emslie                               | 35    | Thornton Heath, London                   | England                     | Southampton      | New London, Connecticut, Vereinigte Staaten       |              |          |
| Johnston, Mrs. Elizabeth (geborene Watson) „Eliza“        | 34    | Thornton Heath, London                   | England                     | Southampton      | New London, Connecticut, Vereinigte Staaten       |              |          |
| Johnston, Master William Andrew                           | 8     | Thornton Heath, London                   | England                     | Southampton      | New London, Connecticut, Vereinigte Staaten       |              |          |
| Johnston, Miss Catherine Nellie                           | 7     | Thornton Heath, London                   | England                     | Southampton      | New London, Connecticut, Vereinigte Staaten       |              |          |
| Jonkoff, Mr. Lalju                                        | 23    | Gumostnik, Lovec                         | Bulgarien                   | Southampton      | Chicago, Illinois, Vereinigte Staaten             |              |          |
| Jonsson, Mr. Carl                                         | 32    | Kalfsnäs, Småland                        | Schweden                    | Southampton      | Huntley, Illinois, Vereinigte Staaten             | 15           |          |
| Jönsson, Mr. Nils Hilding                                 | 27    | Tågarp, Skåne                            | Schweden                    | Southampton      | New York City                                     |              |          |
| Jussila, Mr. Eiriik                                       | 32    | Elimäki                                  | Finnland                    | Southampton      | Monessen, Pennsylvania, Vereinigte Staaten        | 15           |          |
| Jussila, Miss Katriina                                    | 20    | Paavola, Northern Ostrobothnia           | Finnland                    | Southampton      | New York City                                     |              |          |
| Jussila, Miss Mari Aina                                   | 21    | Paavola, Northern Ostrobothnia           | Finnland                    | Southampton      | New York City                                     |              |          |
| Kallio, Mr. Nikolai Erlantti                              | 17    | Kauhajoki                                | Finnland                    | Southampton      | Sudbury, Ontario, Kanada                          |              |          |
| Kalvik, Mr. Johannes Halvorsen                            | 21    | Etnesjøen, Hordaland                     | Norwegen                    | Southampton      | Story City, Iowa, Vereinigte Staaten              |              |          |
| Karajić, Mr. Milan                                        | 30    | Vagovina                                 | Kroatien                    | Southampton      | Youngstown, Ohio, Vereinigte Staaten              |              |          |
| Karlsson, Mr. Einar Gervasius                             | 21    | Oskarshamn, Kalmar                       | Schweden                    | Southampton      | Brooklyn, New York, Vereinigte Staaten            | 13           |          |
| Karlsson, Mr. Julius Konrad Eugen                         | 33    | Göteborg, Västergötland                  | Schweden                    | Southampton      | New York City                                     |              |          |
| Karlsson, Mr. Nils August                                 | 22    | Örebro                                   | Schweden                    | Southampton      | Palmer, Massachusetts, Vereinigte Staaten         |              |          |
| Karun, Mr. Franz                                          | 39    | Milje                                    | Slowenien                   | Southampton      | Galesburg, Illinois, Vereinigte Staaten           | 15           |          |
| Karun, Miss Manca („Anna“)                                | 4     | Milje                                    | Slowenien                   | Southampton      | Galesburg, Illinois, Vereinigte Staaten           | 15           |          |
| Katavolos, Mr. Vassilios G.                               | 19    | Agios Sostis                             | Griechenland                | Cherbourg        | Milwaukee, Wisconsin, Vereinigte Staaten          |              | 58MB     |
| Keane, Mr. Andrew „Andy“                                  | 23    | Athenry, Galway                          | Irland                      | Queenstown       | Auburndale, Florida, Vereinigte Staaten           |              |          |
| Keefe, Mr. Arthur                                         | 39    | Rahway, New Jersey                       | US                          | Southampton      | Rahway, New Jersey, Vereinigte Staaten            | A            | 332O     |
| Kelly, Mr. James                                          | 19    | unbekannt                                | Irland                      | Southampton      | New York City                                     |              | 70MB     |
| Kelly, Mr. James                                          | 44    | Leixlip, Kildare                         | Irland                      | Queenstown       | New Haven, Connecticut, Vereinigte Staaten        |              |          |
| Kelly, Miss Anna Katherine                                | 20    | Cuilmullagh, Mayo                        | Irland                      | Queenstown       | Chicago, Illinois, Vereinigte Staaten             | 16           |          |
| Kelly, Miss Mary                                          | 22    | Castlepollard, Westmeath                 | Irland                      | Queenstown       | New York City                                     | D            |          |
| Kennedy, Mr. John Joseph                                  | 24    | Watergate, Limerick                      | Irland                      | Queenstown       | New York City                                     | 15?          |          |
| Khalil-Khoury, Mr. Butrus                                 | 25    | Hardîne                                  | Syrien                      | Cherbourg        | Wilkes-Barre, Pennsylvania, Vereinigte Staaten    |              |          |
| Khalil-Khoury, Mrs. Zahie „Maria“                         | 20    | Hardîne                                  | Syrien                      | Cherbourg        | Wilkes-Barre, Pennsylvania, Vereinigte Staaten    |              |          |
| Kiernan, Mr. John Joseph                                  | 24    | Jersey City, New Jersey                  | US                          | Queenstown       | Jersey City, New Jersey, Vereinigte Staaten       |              |          |
| Kiernan, Mr. Philip                                       | 22    | Aughnacliffe, Longford                   | Irland                      | Queenstown       | Jersey City, New Jersey, Vereinigte Staaten       |              |          |
| Kilgannon, Mr. Thomas                                     | 22    | Currafarry, Galway                       | Irland                      | Queenstown       | New York City                                     |              |          |
| Kink, Mr. Anton                                           | 29    | Zürich                                   | Schweiz                     | Southampton      | Milwaukee, Wisconsin                              | 2            |          |
| Kink, Mrs. Luise (geborene Heilmann)                      | 26    | Zürich                                   | Schweiz                     | Southampton      | Milwaukee, Wisconsin                              | 2            |          |
| Kink, Miss Luise Gretchen                                 | 4     | Zürich                                   | Schweiz                     | Southampton      | Milwaukee, Wisconsin                              | 2            |          |
| Kink, Miss Maria                                          | 22    | Zürich                                   | Schweiz                     | Southampton      | Milwaukee, Wisconsin, Vereinigte Staaten          |              |          |
| Kink, Mr. Vincenz                                         | 26    | Zürich                                   | Schweiz                     | Southampton      | Milwaukee, Wisconsin, Vereinigte Staaten          |              |          |
| Klasén, Mrs. Hulda Kristina Eugenia (geborene Lofqvist)   | 36    | Salmunds, Gotland                        | Schweden                    | Southampton      | Los Angeles, Vereinigte Staaten                   |              |          |
| Klasén, Mr. Klas Albin                                    | 18    | Grimshut, Småland                        | Schweden                    | Southampton      | New York City                                     |              |          |
| Klasén, Miss Gertrud Emilia                               | 1     | Grimshut, Småland                        | Schweden                    | Southampton      | New York City                                     |              |          |
| Kraeff, Mr. Theodor                                       | –     | Vetren                                   | Bulgarien                   | Cherbourg        | Madison, Wisconsin, Vereinigte Staaten            |              |          |
| Krekorian, Mr. Neshan                                     | 25    | Kiğı                                     | Türkei                      | Cherbourg        | Brantford, Ontario, Kanada                        | 10           |          |
| Kutscher, Mr. Simon                                       | 26    | Edinburgh                                | Scotland                    | Southampton      | New York City                                     |              |          |
| Lahoud Ishaq Mowad, Mr. Sarkis                            | 30    | Zgharta                                  | Syrien                      | Cherbourg        | Waterbury, Connecticut, Vereinigte Staaten        |              |          |
| Laitinen, Miss Kristiina Sofia                            | 37    | Helsinki                                 | Finnland                    | Southampton      | New York City                                     |              |          |
| Laleff, Mr. Kristo                                        | 23    | Knezhni Lak, Troyan                      | Bulgarien                   | Southampton      | Chicago, Illinois, Vereinigte Staaten             |              |          |
| Lam, Mr. Ali                                              | 37    | Hong Kong                                | China                       | Southampton      | New York City                                     | C            |          |
| Lam, Mr. Len                                              | 23    | Hong Kong                                | China                       | Southampton      | New York City                                     |              |          |
| Landergren, Miss Aurora Adelia                            | 22    | Karlshamn, Blekinge                      | Schweden                    | Southampton      | New York City                                     | 13           |          |
| Lane, Mr. Patrick                                         | 16    | Limerick, Limerick                       | Irland                      | Queenstown       | New York City                                     |              |          |
| Lang, Mr. Fang                                            | 26    | Hong Kong                                | China                       | Southampton      | New York City                                     | 14           |          |
| Larsson, Mr. August Viktor                                | 29    | Stamford, Connecticut                    | US                          | Southampton      | Stamford, Connecticut, Vereinigte Staaten         |              |          |
| Larsson, Mr. Bengt Edvin                                  | 29    | Nyköping, Södermanland                   | Schweden                    | Southampton      | Hartford, Connecticut, Vereinigte Staaten         |              |          |
| Larsson-Rondberg, Mr. Edvard A.                           | 22    | Lysvik, Värmland                         | Schweden                    | Southampton      | Missoula, Montana, Vereinigte Staaten             |              |          |
| Lee, Mr. Bing                                             | 32    | Hong Kong                                | China                       | Southampton      | New York City                                     | C            |          |
| Lee, Mr. Ling                                             | 28    | Hong Kong                                | China                       | Southampton      | New York City                                     |              |          |
| Lefebvre, Mrs. Frances Marie-Anselme (geborene Daumont)   | 40    | Liévin, Pas-de-Calais                    | Frankreich                  | Southampton      | Mystic, Iowa, Vereinigte Staaten                  |              |          |
| Lefebvre, Miss Mathilde Franck-Marie-Joseph               | 12    | Liévin, Pas-de-Calais                    | Frankreich                  | Southampton      | Mystic, Iowa, Vereinigte Staaten                  |              |          |
| Lefebvre, Miss Jeannie Franck-Marie-Joseph                | 8     | Liévin, Pas-de-Calais                    | Frankreich                  | Southampton      | Mystic, Iowa, Vereinigte Staaten                  |              |          |
| Lefebvre, Master Henri Franck-Marie-Joseph                | 5     | Liévin, Pas-de-Calais                    | Frankreich                  | Southampton      | Mystic, Iowa, Vereinigte Staaten                  |              |          |
| Lefebvre, Miss Ida Franck-Marie-Joseph                    | 3     | Liévin, Pas-de-Calais                    | Frankreich                  | Southampton      | Mystic, Iowa, Vereinigte Staaten                  |              |          |
| Leinonen, Mr. Antti Gustaf                                | 32    | Välitaipale                              | Finnland                    | Southampton      | New York City                                     |              |          |
| Lennon, Mr. Denis                                         | 20    | Ballymahon, Longford                     | Irland                      | Queenstown       | New York City                                     |              |          |
| Lennon, Miss Mary                                         | 18    | Ballymahon, Longford                     | Irland                      | Queenstown       | New York City                                     |              |          |
| Leonard, Mr. Lionel                                       | 36    | New York City, New York                  | US                          | Southampton      | New York City                                     |              |          |
| Lester, Mr. James                                         | 39    | West Bromwich, Staffordshire             | England                     | Southampton      | Pontiac, Michigan, Vereinigte Staaten             |              |          |
| Lievens, Mr. René Gustave Aimé                            | 24    | Haaltert                                 | Belgium                     | Southampton      | Detroit, Michigan, Vereinigte Staaten             |              |          |
| Lindahl, Miss Agda Thorilda Viktoria                      | 25    | Stockholm                                | Schweden                    | Southampton      | Saranac Lake, New York, Vereinigte Staaten        |              |          |
| Lindblom, Miss Augusta Charlotta                          | 45    | Stockholm                                | Schweden                    | Southampton      | Stratford, Connecticut, Vereinigte Staaten        |              |          |
| Lindell, Mr. Edvard Bengtsson                             | 36    | Helsingborg, Skåne                       | Schweden                    | Southampton      | Hartford, Connecticut, Vereinigte Staaten         | A            |          |
| Lindell, Mrs. Elin Gerda (geborene Persson)               | 30    | Helsingborg, Skåne                       | Schweden                    | Southampton      | Hartford, Connecticut, Vereinigte Staaten         | A            |          |
| Lindqvist, Mr. Eino William                               | 20    | Dalsbruk                                 | Finnland                    | Southampton      | Monessen, Pennsylvania, Vereinigte Staaten        | 15           |          |
| Linehan, Mr. Michael                                      | 21    | Boherbue, Cork                           | Irland                      | Queenstown       | New York City                                     |              |          |
| Ling, Mr. Lee                                             | 24    | Hong Kong                                | China                       | Southampton      | New York City                                     |              |          |
| Linhart, Mr. Wenzel H.                                    | 27    | Vienna                                   | Austria                     | Southampton      | New York City                                     | 298MB        |          |
| Livshin, Mr. David („Abraham Harmer“)                     | 25    | Manchester                               | England                     | Southampton      | Montreal, Quebec, Kanada                          |              |          |
| Lobb, Mr. William Arthur                                  | 30    | Scranton, Pennsylvania                   | Vereinigte Staaten          | Southampton      | Scranton, Pennsylvania, Vereinigte Staaten        |              |          |
| Lobb, Mrs. Cordelia K. (geborene Stanlick)                | 26    | Scranton, Pennsylvania                   | Vereinigte Staaten          | Southampton      | Scranton, Pennsylvania, Vereinigte Staaten        | 55MB         |          |
| Lockyer, Mr. Edward Thomas                                | 21    | Sandhurst, Kent                          | England                     | Southampton      | Ontario, New York, Vereinigte Staaten             | 153MB        |          |
| Lovell, Mr. John Hall („Henry“)                           | 20    | Northlew, Devon                          | England                     | Southampton      | New York City                                     |              |          |
| Lulić, Mr. Nikola                                         | 29    | Konjsko Brdo                             | Kroatien                    | Southampton      | Chicago, Illinois, Vereinigte Staaten             | 15           |          |
| Lundahl, Mr. Johan Svensson                               | 51    | Fyrnan, Småland                          | Schweden                    | Southampton      | Spokane, Washington, Vereinigte Staaten           |              |          |
| Lundström, Mr. Thure Edvin                                | 32    | Simrishamn, Skåne                        | Schweden                    | Southampton      | Los Angeles, Vereinigte Staaten                   | 15           |          |
| Lymperopoulus, Mr. Panagiotis K.                          | 30    | Áyios Sóstis                             | Griechenland                | Cherbourg        | Stamford, Connecticut Vereinigte Staaten          |              | 196MB    |
| Lyntakoff, Mr. Stanko                                     | 44    | unbekannt                                | Bulgarien                   | Southampton      | Coon Rapids, Iowa, Vereinigte Staaten             |              |          |
| Mackay, Mr. George William                                | 20    | London                                   | England                     | Southampton      | Rochester, New York, Vereinigte Staaten           |              |          |
| Madigan, Miss Margaret „Maggie“                           | 21    | Askeaton, Limerick                       | Irland                      | Queenstown       | New York City                                     | 15           |          |
| Madsen, Mr. Fridtjof Arne                                 | 24    | Trondheim                                | Norwegen                    | Southampton      | Brooklyn, New York, Vereinigte Staaten            | 13           |          |
| Mäenpää, Mr. Matti Alexanteri                             | 22    | Kauhajoki                                | Finnland                    | Southampton      | Sudbury, Ontario, Kanada                          |              |          |
| Mahon, Miss Bridget Delia                                 | 20    | Derrymartin, Mayo                        | Irland                      | Queenstown       | New York City                                     |              |          |
| Maisner, Mr. Simon                                        | 34    | London                                   | England                     | Southampton      | New York City                                     |              |          |
| Mäkinen, Mr. Kalle Edvard                                 | 29    | Ikaalinen, Pirkanmaa                     | Finnland                    | Southampton      | Glassport, Pennsylvania, Vereinigte Staaten       |              |          |
| Mamee, Mr. Hanna                                          | 20    | Tripoli                                  | Syrien                      | Cherbourg        | Philadelphia, Pennsylvania, Vereinigte Staaten    | 15           |          |
| Mangan, Miss Mary                                         | 32    | Carrowkehine, Mayo                       | Irland                      | Queenstown       | Chicago, Illinois, Vereinigte Staaten             |              | 61MB     |
| Mannion, Miss Margaret                                    | 28    | Caltra, Galway                           | Irland                      | Queenstown       | New York City                                     | 16           |          |
| Mardirosian, Mr. Sarkis                                   | 25    | Kiğı                                     | Türkei                      | Cherbourg        | Brantford, Ontario, Kanada                        |              |          |
| Marinko, Mr. Dmitri                                       | 23    | unbekannt                                | Macedonia                   | Southampton      | New York City                                     |              |          |
| Markoff, Mr. Marin                                        | 35    | Gumostnik, Lovec                         | Bulgarien                   | Southampton      | Chicago, Illinois, Vereinigte Staaten             |              |          |
| Markun, Mr. Johann                                        | 33    | Milje                                    | Slovenia                    | Cherbourg        | New York City                                     |              |          |
| Matinoff, Mr. Nicola                                      | 30    | Gabrovo                                  | Bulgarien                   | Cherbourg        | Madison, Wisconsin, Vereinigte Staaten            |              |          |
| McCarthy, Miss Catherine „Katie“                          | 24    | Tipperary                                | Irland                      | Queenstown       | Bayonne, New Jersey, Vereinigte Staaten           | 15           |          |
| McCormack, Mr. Thomas Joseph                              | 19    | Bayonne, New Jersey                      | Vereinigte Staaten          | Queenstown       | Guttenberg, New Jersey, Vereinigte Staaten        | 15           |          |
| McCoy, Miss Catherine Agnes                               | 29    | Carrickatane, Tyrone                     | Irland                      | Queenstown       | Brooklyn, New York, Vereinigte Staaten            | 16           |          |
| McCoy, Miss Alice                                         | 26    | Carrickatane, Tyrone                     | Irland                      | Queenstown       | Brooklyn, New York, Vereinigte Staaten            | 16           |          |
| McCoy, Mr. Bernard                                        | 24    | Carrickatane, Tyrone                     | Irland                      | Queenstown       | Brooklyn, New York, Vereinigte Staaten            | 16           |          |
| McDermott, Miss Bridget Delia                             | 31    | Lahardane, Mayo                          | Irland                      | Queenstown       | Chicago, Illinois, Vereinigte Staaten             | 13           |          |
| McEvoy, Mr. Michael                                       | 19    | Dublin                                   | Irland                      | Queenstown       | New York City                                     |              |          |
| McGovern, Miss Mary                                       | 22    | Corlough, Cavan                          | Irland                      | Queenstown       | New York City                                     | 13           |          |
| McGowan, Miss Anna F. „Annie“                             | 17    | Massbrook, Mayo                          | Irland                      | Queenstown       | Chicago, Illinois, Vereinigte Staaten             | 13           |          |
| McGowan, Miss Catherine                                   | 42    | Terry, Mayo                              | Irland                      | Queenstown       | Chicago, Illinois, Vereinigte Staaten             |              |          |
| McMahon, Mr. Martin                                       | 20    | Craghbrien, Clare                        | Irland                      | Queenstown       | New York City                                     |              |          |
| McNamee, Mr. Neal                                         | 27    | Convoy, Donegal, Irland                  | England                     | Southampton      | Philadelphia, Pennsylvania, Vereinigte Staaten    |              |          |
| McNamee, Mrs. Eileen (geborene O’Leary)                   | 19    | Salisbury, Wiltshire                     | England                     | Southampton      | Philadelphia, Pennsylvania, Vereinigte Staaten    | 53MB         |          |
| McNeill, Miss Bridget                                     | 27    | Trien, Roscommon                         | Irland                      | Queenstown       | New York City                                     |              |          |
| Meanwell, Mrs. Mary Ann                                   | 63    | Eastbourne, East Sussex                  | England                     | Southampton      | New York City                                     |              |          |
| Meehan, Mr. John                                          | 22    | Currowhunane, Sligo                      | Irland                      | Queenstown       | Paterson, New Jersey, Vereinigte Staaten          |              |          |
| Meek, Mrs. Anna „Annie“ Louise Rowley                     | 31    | Penarth, Glamorgan                       | Wales                       | Southampton      | New York City                                     |              |          |
| Miesnere, Mr. Simon                                       | 34    | London, England                          | England                     | Southampton      | New York City                                     |              |          |
| Meo-Martino, Mr. Alfonzo                                  | 48    | Bournemouth, Dorset                      | England                     | Southampton      | Washington, D.C., Vereinigte Staaten              | 201MB        |          |
| Mernagh, Mr. John Robert                                  | 26    | Ballywilliam, Wexford                    | Irland                      | Queenstown       | Chicago, Illinois, Vereinigte Staaten             |              |          |
| Midtsjø, Mr. Karl Albert                                  | 21    | Kråkstad, Ski                            | Norwegen                    | Southampton      | Chicago, Illinois, Vereinigte Staaten             | 15           |          |
| Mihoff, Mr. Stoytcho                                      | 28    | Gumostnik, Lovec                         | Bulgarien                   | Southampton      | Chicago, Illinois, Vereinigte Staaten             |              |          |
| Miles, Mr. Frank                                          | 23    | Greenwich, London                        | England                     | Southampton      | New York City                                     |              |          |
| Mineff, Mr. Ivan                                          | 24    | unbekannt                                | Bulgarien                   | Southampton      | Coon Rapids, Iowa, Vereinigte Staaten             |              |          |
| Minkoff, Mr. Lazar                                        | 21    | Gumostnik, Lovec                         | Bulgarien                   | Southampton      | Chicago, Illinois, Vereinigte Staaten             |              |          |
| Mitkoff, Mr. Mito                                         | 23    | unbekannt                                | Bulgarien                   | Southampton      | Chicago, Illinois, Vereinigte Staaten             |              |          |
| Mockler, Miss Ellen Mary                                  | 23    | Currafarry, Galway                       | Irland                      | Queenstown       | New York City                                     | 16           |          |
| Moen, Mr. Sigurd Hansen                                   | 25    | Bergen                                   | Norwegen                    | Southampton      | Minneapolis, Minnesota, Vereinigte Staaten        |              | 309M     |
| Moor, Mrs. Beila                                          | 29    | unbekannt                                | Russia                      | Southampton      | Chicago, Illinois, Vereinigte Staaten             | 14           |          |
| Moor, Master Meier                                        | 7     | unbekannt                                | Russia                      | Southampton      | Chicago, Illinois, Vereinigte Staaten             | 14           |          |
| Moore, Mr. Leonard Charles                                | 19    | Kingston upon Thames, London             | England                     | Southampton      | Hoboken, New Jersey, Vereinigte Staaten           |              |          |
| Moran, Miss Bertha Bridget                                | 28    | Askeaton, Limerick                       | Irland                      | Queenstown       | Brooklyn, New York, Vereinigte Staaten            | 16           |          |
| Moran, Mr. Daniel James                                   | 27    | Askeaton, Limerick                       | Irland                      | Queenstown       | Brooklyn, New York, Vereinigte Staaten            |              |          |
| Morley, Mr. William                                       | 34    | Petworth, West Sussex                    | England                     | Southampton      | New York City                                     |              |          |
| Morrow, Mr. Thomas Rowan                                  | 30    | Rathfriland, Down                        | Irland                      | Queenstown       | Gleichen, Alberta, Kanada                         |              |          |
| Moss, Mr. Albert Johan                                    | 29    | Bergen                                   | Norwegen                    | Southampton      | New York City                                     | B            |          |
| Moussa, Mrs. Mantoura                                     | 35    | Hardîne                                  | Syrien                      | Cherbourg        | Wilkes-Barre, Pennsylvania, Vereinigte Staaten    | ?            |          |
| Moutal, Mr. Rahamin Haim                                  | 28    | London                                   | England                     | Southampton      | New York City                                     |              |          |
| Mubarik, Mrs. Amanah Fa’ud (geborene Iskandar)            | 24    | Hardîne                                  | Syrien                      | Cherbourg        | Houtzdale, Pennsylvania, Vereinigte Staaten       | C            |          |
| Mubarik, Master Gerios                                    | 7     | Hardîne                                  | Syrien                      | Cherbourg        | Houtzdale, Pennsylvania, Vereinigte Staaten       | C            |          |
| Mubarik, Master Halim Gonios                              | 4     | Hardîne                                  | Syrien                      | Cherbourg        | Houtzdale, Pennsylvania, Vereinigte Staaten       | C            |          |
| Mullen, Miss Katherine „Katie“                            | 19    | Esker, Longford                          | Irland                      | Queenstown       | New York City                                     | 16           |          |
| Mulvihill, Miss Bridget Elizabeth „Bertha“                | 25    | Athlone, Westmeath                       | Irland                      | Queenstown       | Providence, Rhode Island, Vereinigte Staaten      | 15           |          |
| Murdlin, Mr. Joseph                                       | 22    | London                                   | England                     | Southampton      | New York City                                     |              |          |
| Murphy, Miss Catherine „Kate“                             | 18    | Aghnacliffe, Longford                    | Irland                      | Queenstown       | Philadelphia, Pennsylvania, Vereinigte Staaten    | 16           |          |
| Murphy, Miss Margaret Jane „Maggie/Mary“                  | 25    | Fostragh, Longford                       | Irland                      | Queenstown       | Philadelphia, Pennsylvania, Vereinigte Staaten    | 16           |          |
| Murphy, Miss Nora                                         | 34    | Dublin                                   | Irland                      | Queenstown       | New York City                                     | 16           |          |
| Muslamani, Mrs. Fatimah                                   | 22    | Tebnine                                  | Syrien                      | Cherbourg        | Michigan City, Indiana, Vereinigte Staaten        | C            |          |
| Myhrman, Mr. Pehr Fabian Oliver Malkolm                   | 18    | Kristinehamn, Värmland                   | Schweden                    | Southampton      | Chicago, Illinois, Vereinigte Staaten             |              |          |
| Nackid, Mr. Sahid                                         | 20    | Zgharta                                  | Syrien                      | Cherbourg        | Waterbury, Connecticut, Vereinigte Staaten        | C            |          |
| Nackid, Miss Waika „Mary“ (geborene Mowad)                | 19    | Zgharta                                  | Syrien                      | Cherbourg        | Waterbury, Connecticut, Vereinigte Staaten        | C            |          |
| Nackid, Miss Maria                                        | 1     | Zgharta                                  | Syrien                      | Cherbourg        | Waterbury, Connecticut, Vereinigte Staaten        | C            |          |
| Naidenoff, Mr. Penko                                      | 22    | Gumostnik, Lovech                        | Bulgarien                   | Southampton      | Chicago, Illinois, Vereinigte Staaten             |              |          |
| Nakli-Khoury, Mr. Toufik                                  | 17    | Hardîne                                  | Syrien                      | Cherbourg        | New York City                                     |              |          |
| Nancarrow, Mr. William Henry                              | 33    | St. Austell, Cornwall                    | England                     | Southampton      | Yonkers, New York, Vereinigte Staaten             |              |          |
| Nankoff, Mr. Minko                                        | 32    | unbekannt                                | Bulgarien                   | Southampton      | Chicago, Illinois, Vereinigte Staaten             |              |          |
| Nasr Alma, Mr. Mustafa                                    | 20    | Tebnine                                  | Syrien                      | Cherbourg        | New York City                                     |              |          |
| Nassr Rizq, Mr. Saade                                     | 20    | Sir’Al                                   | Syrien                      | Cherbourg        | New York City                                     |              |          |
| Naughton, Miss Hannah                                     | 21    | Donoughmore                              | Irland                      | Queenstown       | New York City                                     |              |          |
| Nenkoff, Mr. Christo                                      | 22    | unbekannt                                | Bulgarien                   | Southampton      | Coon Rapids, Iowa, Vereinigte Staaten             |              |          |
| Nieminen, Miss Manta Josefiina                            | 29    | Karinainen                               | Finnland                    | Southampton      | Aberdeen, Washington, Vereinigte Staaten          |              |          |
| Niklasson, Mr. Samuel                                     | 28    | Västra Bogane, Orust Island              | Schweden                    | Southampton      | New York City                                     |              |          |
| Nilsson, Mr. August Ferdinand                             | 21    | Hörby, Skåne                             | Schweden                    | Southampton      | St. Paul, Minnesota, Vereinigte Staaten           |              |          |
| Nilsson, Miss Berta Olivia                                | 18    | Lysvik, Värmland                         | Schweden                    | Southampton      | Missoula, Montana, Vereinigte Staaten             | D            |          |
| Nilsson, Miss Helmina Josefina                            | 26    | Ramkvilla, Småland                       | Schweden                    | Southampton      | Joliet, Illinois, Vereinigte Staaten              | 13           |          |
| Niqula-Yarid, Miss Jamilah                                | 14    | El-Hakour                                | Syrien                      | Cherbourg        | Jacksonville, Florida, Vereinigte Staaten         | C            |          |
| Niqula-Yarid, Master Ilyas                                | 12    | El-Hakour                                | Syrien                      | Cherbourg        | Jacksonville, Florida, Vereinigte Staaten         | C            |          |
| Nirva, Mr. Iisakki Antino Äijö                            | 41    | Kauhajoki                                | Finnland                    | Southampton      | Sudbury, Ontario, Kanada                          |              |          |
| Niskanen, Mr. Juha                                        | 39    | Kivijärvi                                | Finnland                    | Southampton      | Boston, Massachusetts, Vereinigte Staaten         | 9            |          |
| Nofal, Mr. Mansur                                         | 20    | Kafr Mishki                              | Syrien                      | Cherbourg        | Ottawa, Ontario, Kanada                           |              | 181MB    |
| Nosworthy, Mr. Richard Cater                              | 21    | Newton Abbot, Devon                      | England                     | Southampton      | Buffalo, New York, Vereinigte Staaten             |              |          |
| Nysten, Miss Anna Sofia                                   | 22    | Kisa, Östergötland                       | Schweden                    | Southampton      | Hackensack, New Jersey, Vereinigte Staaten        | 13           |          |
| Nysveen, Mr. Johan Hansen                                 | 61    | Øyer                                     | Norwegen                    | Southampton      | Grand Forks, North Dakota, Vereinigte Staaten     |              |          |
| O’Brien, Mr. Thomas                                       | 27    | Pallasgreen, Limerick                    | Irland                      | Queenstown       | Chicago, Illinois, Vereinigte Staaten             |              |          |
| O’Brien, Mrs. Johanna „Hannah“ (geborene Godfrey)         | 26    | Pallasgreen, Limerick                    | Irland                      | Queenstown       | Chicago, Illinois, Vereinigte Staaten             | ?            |          |
| O’Brien, Mr. Timothy                                      | 21    | Drimoleague, Cork                        | Irland                      | Queenstown       | New York City                                     |              |          |
| O’Connell, Mr. Patrick Denis                              | 17    | Kingwilliamstown, Cork                   | Irland                      | Queenstown       | New York City                                     |              |          |
| O’Connor, Mr. Maurice                                     | 16    | Boherbue, Cork                           | Irland                      | Queenstown       | New York City                                     |              |          |
| O’Connor, Mr. Patrick                                     | 23    | Kingwilliamstown, Cork                   | Irland                      | Queenstown       | New York City                                     |              |          |
| O’Driscoll, Miss Bridget                                  | 24    | Ballydehob, Cork                         | Irland                      | Queenstown       | Jersey City, New Jersey, Vereinigte Staaten       | D            |          |
| O’Dwyer, Miss Ellen „Nellie“                              | 25    | Limerick, Limerick                       | Irland                      | Queenstown       | New York City                                     | 10           |          |
| O’Keefe, Mr. Patrick                                      | 22    | Waterford, Waterford                     | Irland                      | Queenstown       | New York City                                     | B            |          |
| O’Leary, Miss Hanora „Nora“                               | 16    | Kingwilliamstown, Cork                   | Irland                      | Queenstown       | New York City                                     | 13           |          |
| O’Sullivan, Miss Bridget Mary                             | 21    | Glenduff, Kerry                          | Irland                      | Queenstown       | New York City                                     |              |          |
| Ödahl, Mr. Nils Martin                                    | 23    | Örsjö, Kalmar                            | Schweden                    | Southampton      | Peoria, Illinois, Vereinigte Staaten              |              |          |
| Öhman, Miss Velin                                         | 22    | Mariestad, Västergötland                 | Schweden                    | Southampton      | Chicago, Illinois, Vereinigte Staaten             | C            |          |
| Olsen, Mr. Henry Margido                                  | 28    | Bergen                                   | Norwegen                    | Southampton      | New York City                                     |              | 173MB    |
| Olsen, Mr. Karl Siegwart Andreas                          | 42    | Trondheim                                | Norwegen                    | Southampton      | Brooklyn, New York, Vereinigte Staaten            |              |          |
| Olsen, Master Arthur Carl                                 | 9     | Trondheim                                | Norwegen                    | Southampton      | Brooklyn, New York, Vereinigte Staaten            | 13           |          |
| Olsen, Mr. Ole Martin                                     | 27    | Sunnhordland                             | Norwegen                    | Southampton      | Broderick, Kanada                                 |              |          |
| Olsson, Miss Elina                                        | 31    | Södra Brantevik                          | Schweden                    | Southampton      | St. Paul, Minnesota, Vereinigte Staaten           |              |          |
| Olsson, Mr. Nils Johan Göransson                          | 28    | Eslöv, Skåne                             | Schweden                    | Southampton      | New York City                                     |              |          |
| Olsson, Mr. Oskar Wilhelm                                 | 32    | Lunna, Orust Island                      | Schweden                    | Southampton      | Manitowoc, Wisconsin, Vereinigte Staaten          | A            |          |
| Olsvingen, Mr. Thor Andersen                              | 20    | Vikersund                                | Norwegen                    | Southampton      | Carneron, Vereinigte Staaten                      |              | 89MB     |
| Orešković, Miss Jelka                                     | 23    | Konjsko Brdo                             | Kroatien                    | Southampton      | Chicago, Illinois, Vereinigte Staaten             |              |          |
| Orešković, Mr. Luka                                       | 20    | Konjsko Brdo                             | Kroatien                    | Southampton      | Chicago, Illinois, Vereinigte Staaten             |              |          |
| Orešković, Miss Marija                                    | 20    | Konjsko Brdo                             | Kroatien                    | Southampton      | Chicago, Illinois, Vereinigte Staaten             |              |          |
| Osén, Mr. Olaf Elon                                       | 16    | Hedesunda, Gävleborg                     | Schweden                    | Southampton      | Mitchell, South Dakota, Vereinigte Staaten        |              |          |
| Pålsson, Mrs. Alma Cornelia (geborene Berglund)           | 29    | Bjuv, Skåne                              | Schweden                    | Southampton      | Chicago, Illinois, Vereinigte Staaten             | 206MB        |          |
| Pålsson, Miss Torborg Danira                              | 8     | Bjuv, Skåne                              | Schweden                    | Southampton      | Chicago, Illinois, Vereinigte Staaten             |              |          |
| Pålsson, Master Paul Folke                                | 6     | Bjuv, Skåne                              | Schweden                    | Southampton      | Chicago, Illinois, Vereinigte Staaten             |              |          |
| Pålsson, Miss Stina Viola                                 | 3     | Bjuv, Skåne                              | Schweden                    | Southampton      | Chicago, Illinois, Vereinigte Staaten             |              |          |
| Pålsson, Master Gösta Leonard                             | 2     | Bjuv, Skåne                              | Schweden                    | Southampton      | Chicago, Illinois, Vereinigte Staaten             |              |          |
| Mrs. Maija Emelia Abrahamintytar (geborene Ketola-Ojala)  | 41    | Ylihärmä, South Ostrobothnia             | Finnland                    | Southampton      | Coal Center, Pennsylvania, Vereinigte Staaten     |              |          |
| Panula, Mr. Ernesti Arvid                                 | 16    | Ylihärmä, South Ostrobothnia             | Finnland                    | Southampton      | Coal Center, Pennsylvania, Vereinigte Staaten     |              |          |
| Panula, Mr. Jaakko Arnold                                 | 15    | Ylihärmä, South Ostrobothnia             | Finnland                    | Southampton      | Coal Center, Pennsylvania, Vereinigte Staaten     |              |          |
| Panula, Master Juha Niilo                                 | 7     | Ylihärmä, South Ostrobothnia             | Finnland                    | Southampton      | Coal Center, Pennsylvania, Vereinigte Staaten     |              |          |
| Panula, Master Urho Aaprami                               | 2     | Ylihärmä, South Ostrobothnia             | Finnland                    | Southampton      | Coal Center, Pennsylvania, Vereinigte Staaten     |              |          |
| Panula, Master Eino Viljami                               | 1     | Ylihärmä, South Ostrobothnia             | Finnland                    | Southampton      | Coal Center, Pennsylvania, Vereinigte Staaten     |              |          |
| Pašič, Mr. Jakov                                          | 21    | Streklevac                               | Slovenia                    | Southampton      | Aurora, Illinois, Vereinigte Staaten              |              |          |
| Patchett, Mr. George                                      | 19    | Wollaston, Northamptonshire              | England                     | Southampton      | Kitchener, Ontario, Kanada                        |              |          |
| Pavlović, Mr. Štefo                                       | 32    | Vagovina                                 | Kroatien                    | Southampton      | Harrisburg, Pennsylvania, Vereinigte Staaten      |              |          |
| Peacock, Mrs. Edith (geborene Nile)                       | 26    | Southampton, Hampshire                   | England                     | Southampton      | Elizabeth, New Jersey, Vereinigte Staaten         |              |          |
| Peacock, Miss Treasteall                                  | 4     | Southampton, Hampshire                   | England                     | Southampton      | Elizabeth, New Jersey, Vereinigte Staaten         |              |          |
| Peacock, Master Albert Edward                             |       | Southampton, Hampshire                   | England                     | Southampton      | Elizabeth, New Jersey, Vereinigte Staaten         |              |          |
| Pearce, Mr. Ernest                                        | 32    | London                                   | England                     | Southampton      | New York City                                     |              |          |
| Pedersen, Mr. Olaf                                        | 28    | Sandefjord                               | Norwegen                    | Southampton      | Seattle, Washington, Vereinigte Staaten           |              |          |
| Peduzzi, Mr. Giuseppe                                     | 24    | London                                   | England                     | Southampton      | New York City                                     |              |          |
| Pekoniemi, Mr. Edvard Johannes                            | 21    | Heinola                                  | Finnland                    | Southampton      | New York City                                     |              |          |
| Peltomäki, Mr. Nikolai Johannes                           | 25    | Helsinki                                 | Finnland                    | Southampton      | New York City                                     |              |          |
| Perkin, Mr. John Henry                                    | 22    | Holsworthy, Devon                        | England                     | Southampton      | Saskatoon, Saskatchewan, Kanada                   |              |          |
| Persson, Mr. Ernst Ulrik                                  | 25    | Stockholm, Uppland                       | Schweden                    | Southampton      | Indianapolis, Indiana, Vereinigte Staaten         | 15           |          |
| Peters, Miss Catherine „Katie“                            | 26    | Cahir, Tipperary                         | Irland                      | Queenstown       | New York City                                     |              |          |
| Petranec, Miss Matilda                                    | 28    | Vagovina                                 | Kroatien                    | Southampton      | Harrisburg, Pennsylvania, Vereinigte Staaten      |              |          |
| Petroff, Mr. Nadjalko                                     | 19    | Gumostnik, Lovec                         | Bulgarien                   | Southampton      | Chicago, Illinois, Vereinigte Staaten             |              |          |
| Petroff, Mr. Pastcho                                      | 29    | Belish, Troyan                           | Bulgarien                   | Southampton      | Chicago, Illinois, Vereinigte Staaten             |              |          |
| Pettersson, Miss Ellen Natalia                            | 18    | Stockholm, Uppland                       | Schweden                    | Southampton      | Iron Mountain, Michigan, Vereinigte Staaten       |              |          |
| Pettersson, Mr. Johan Emil                                | 25    | Västermo, Södermanland                   | Schweden                    | Southampton      | Chicago, Illinois, Vereinigte Staaten             |              |          |
| Pickard, Mr. Berk (Trembisky)                             | 32    | Warsaw                                   | Poland                      | Southampton      | San Francisco, Vereinigte Staaten                 | 9            |          |
| Plotcharsky, Mr. Vasil                                    | 27    | unbekannt                                | Bulgarien                   | Southampton      | Tulsa, Oklahoma, Vereinigte Staaten               |              |          |
| Pocrnić, Mr. Mate                                         | 17    | Bukovac                                  | Kroatien                    | Southampton      | Chicago, Illinois, Vereinigte Staaten             |              |          |
| Pocrnić, Mr. Tome                                         | 24    | Bukovac                                  | Kroatien                    | Southampton      | Chicago, Illinois, Vereinigte Staaten             |              |          |
| Pullner, Mr. Uscher                                       | 16    | unbekannt                                | unbekannt                   | Cherbourg        | New York City                                     |              |          |
| Radeff, Mr. Alexander                                     | 27    | unbekannt                                | Bulgarien                   | Southampton      | Chicago, Illinois, Vereinigte Staaten             |              |          |
| Rasmussen, Mrs. Lena Jakobsen (geborene Solvang)          | 62    | Haugesund, Hordaland                     | Norwegen                    | Southampton      | Centerville, South Dakota, Vereinigte Staaten     |              |          |
| Razi, Mr. Raihed                                          | 30    | Tebnine                                  | Syrien                      | Southampton      | New York City                                     |              |          |
| Reed, Mr. James George                                    | 19    | Penarth, Glamorgan                       | Wales                       | Southampton      | New York City                                     |              |          |
| Rekić, Mr. Tido                                           | 38    | Bosanska Krupa                           | Bosnien                     | Southampton      | Harrisburg, Pennsylvania, Vereinigte Staaten      |              |          |
| Reynolds, Mr. Harold J.                                   | 21    | London                                   | England                     | Southampton      | Toronto, Ontario, Kanada                          | 327MM        |          |
| Rice, Mrs. Margaret (geborene Norton)                     | 39    | Athlone, Westmeath                       | Irland                      | Queenstown       | Spokane, Washington, Vereinigte Staaten           | 12MB         |          |
| Rice, Master Albert                                       | 10    | Athlone, Westmeath                       | Irland                      | Queenstown       | Spokane, Washington, Vereinigte Staaten           |              |          |
| Rice, Master George Hugh                                  | 8     | Athlone, Westmeath                       | Irland                      | Queenstown       | Spokane, Washington, Vereinigte Staaten           |              |          |
| Rice, Master Frederick Thomas „Eric“                      | 7     | Athlone, Westmeath                       | Irland                      | Queenstown       | Spokane, Washington, Vereinigte Staaten           |              |          |
| Rice, Master Arthur                                       | 4     | Athlone, Westmeath                       | Irland                      | Queenstown       | Spokane, Washington, Vereinigte Staaten           |              |          |
| Rice, Master Eugene Francis                               | 2     | Athlone, Westmeath                       | Irland                      | Queenstown       | Spokane, Washington, Vereinigte Staaten           |              |          |
| Riihivuori, Miss Susanna Juhantytär „Sanni“               | 22    | Ylihärmä, South Ostrobothnia             | Finnland                    | Southampton      | Coal Center, Pennsylvania, Vereinigte Staaten     |              |          |
| Rintamäki, Mr. Matti                                      | 35    | Kyyny                                    | Finnland                    | Southampton      | Sudbury, Ontario, Kanada                          |              |          |
| Riordan, Miss Hannah                                      | 18    | Glenlougha, Cork                         | Irland                      | Queenstown       | New York City                                     | 13           |          |
| Risien, Mr. Samuel Beard                                  | 69    | Deal, Kent                               | England                     | Southampton      | Groesbeck, Texas, Vereinigte Staaten              |              |          |
| Risien, Mrs. Emma Jane (geborene Lellyet)                 | 58    | Durban                                   | South Africa                | Southampton      | Groesbeck, Texas, Vereinigte Staaten              |              |          |
| Robins, Mr. Alexander A.                                  | 50    | St Austell, Cornwall                     | England                     | Southampton      | Yonkers, New York, Vereinigte Staaten             | 119MB        |          |
| Robins, Mrs. Grace Charity (geborene Laury)               | 47    | St Austell, Cornwall                     | England                     | Southampton      | Yonkers, New York, Vereinigte Staaten             | 7MB          |          |
| Rogers, Mr. William John                                  | 29    | Pontardawe, West Glamorgan               | Wales                       | Southampton      | New York City                                     |              |          |
| Rommetvedt, Mr. Knud Paust                                | 49    | Hogstad                                  | Norwegen                    | Southampton      | New York City                                     |              |          |
| Rosblom, Mrs. Helena Wilhelmina                           | 41    | Rauma                                    | Finnland                    | Southampton      | Astoria, Oregon, Vereinigte Staaten               |              |          |
| Rosblom, Mr. Viktor Rickard                               | 18    | Rauma                                    | Finnland                    | Southampton      | Astoria, Oregon, Vereinigte Staaten               |              |          |
| Rosblom, Miss Salli Helena                                | 2     | Rauma                                    | Finnland                    | Southampton      | Astoria, Oregon, Vereinigte Staaten               |              |          |
| Roth, Miss Sarah A.                                       | 26    | London                                   | England                     | Southampton      | New York City                                     | C            |          |
| Rouse, Mr. Richard Henry                                  | 50    | Sittingbourne, Kent                      | England                     | Southampton      | Cleveland, Ohio, Vereinigte Staaten               |              |          |
| Rush, Mr. Alfred George John                              | 16    | Strood, Kent                             | England                     | Southampton      | Detroit, Michigan, Vereinigte Staaten             |              |          |
| Ryan, Mr. Edward                                          | 24    | Ballinascreen, Tipperary                 | Irland                      | Queenstown       | Troy, New York, Vereinigte Staaten                | 14           |          |
| Ryan, Mr. Patrick                                         | 29    | Askeaton, Limerick                       | Irland                      | Queenstown       | Bronx, New York, Vereinigte Staaten               |              |          |
| Sæther, Mr. Simon Sivertsen                               | 43    | Skaun, Sør-Trøndelag                     | Norwegen                    | Southampton      | Vereinigte Staaten                                | 32MB         |          |
| Saad, Mr. Amin                                            | 30    | Tebnine                                  | Syrien                      | Cherbourg        | New York City                                     |              |          |
| Saad, Mr. Khalil                                          | 25    | Kfar Mechi                               | Syrien                      | Cherbourg        | Ottawa, Ontario, Kanada                           |              |          |
| Sadlier, Mr. Matthew                                      | 20    | Mohill, Leitrim                          | Irland                      | Queenstown       | Lakewood Township, New Jersey, Vereinigte Staaten |              |          |
| Sadowitz, Mr. Harry                                       | 17    | London                                   | England                     | Southampton      | Providence, Rhode Island, Vereinigte Staaten      |              |          |
| Sage, Mr. John George                                     | 44    | Peterborough, Cambridgeshire             | England                     | Southampton      | Jacksonville, Florida, Vereinigte Staaten         |              |          |
| Sage, Mrs. Annie Elizabeth (geborene Cazaly)              | 44    | Peterborough, Cambridgeshire             | England                     | Southampton      | Jacksonville, Florida, Vereinigte Staaten         |              |          |
| Sage, Miss Stella Anne                                    | 20    | Peterborough, Cambridgeshire             | England                     | Southampton      | Jacksonville, Florida, Vereinigte Staaten         |              |          |
| Sage, Mr. George John                                     | 19    | Peterborough, Cambridgeshire             | England                     | Southampton      | Jacksonville, Florida, Vereinigte Staaten         |              |          |
| Sage, Mr. Douglas Bullen                                  | 18    | Peterborough, Cambridgeshire             | England                     | Southampton      | Jacksonville, Florida, Vereinigte Staaten         |              |          |
| Sage, Mr. Frederick                                       | 16    | Peterborough, Cambridgeshire             | England                     | Southampton      | Jacksonville, Florida, Vereinigte Staaten         |              |          |
| Sage, Miss Dorothy Florence „Dolly“                       | 14    | Peterborough, Cambridgeshire             | England                     | Southampton      | Jacksonville, Florida, Vereinigte Staaten         |              |          |
| Sage, Master Anthony William „Will“                       | 13    | Peterborough, Cambridgeshire             | England                     | Southampton      | Jacksonville, Florida, Vereinigte Staaten         | 67MB         |          |
| Sage, Miss Elizabeth Ada                                  | 10    | Peterborough, Cambridgeshire             | England                     | Southampton      | Jacksonville, Florida, Vereinigte Staaten         |              |          |
| Sage, Miss Constance Gladys                               | 7     | Peterborough, Cambridgeshire             | England                     | Southampton      | Jacksonville, Florida, Vereinigte Staaten         |              |          |
| Sage, Master Thomas Henry                                 | 4     | Peterborough, Cambridgeshire             | England                     | Southampton      | Jacksonville, Florida, Vereinigte Staaten         |              |          |
| Salander, Mr. Karl Johan                                  | 24    | Genevad, Halland                         | Schweden                    | Southampton      | Red Wing, Minnesota, Vereinigte Staaten           |              |          |
| Salkjelsvik, Miss Anna Kristine                           | 21    | Ålesund, Møre og Romsdal                 | Norwegen                    | Southampton      | Proctor, Minnesota, Vereinigte Staaten            | C            |          |
| Salonen, Mr. Johan Verner                                 | 39    | Aberdeen, Washington                     | Vereinigte Staaten          | Southampton      | Aberdeen, Washington, Vereinigte Staaten          |              |          |
| Sa’maan, Master Butrus                                    | 10    | Hardîne                                  | Syrien                      | Cherbourg        | Wilkes-Barre, Pennsylvania, Vereinigte Staaten    |              |          |
| Sa’maan, Mr. Hanna Ilyas                                  | 40    | Hardîne                                  | Syrien                      | Cherbourg        | Wilkes-Barre, Pennsylvania, Vereinigte Staaten    |              |          |
| Sa’maan, Mr. Ilyas                                        | 17    | Hardîne                                  | Syrien                      | Cherbourg        | Wilkes-Barre, Pennsylvania, Vereinigte Staaten    |              |          |
| Sa’maan, Mr. Youssef Omar „Joseph“                        | 16    | Hardîne                                  | Syrien                      | Cherbourg        | Wilkes-Barre, Pennsylvania, Vereinigte Staaten    |              |          |
| Sandström, Mrs. Agnes Charlotta (geborene Bengtsson)      | 24    | Motala, Östergötland                     | Schweden                    | Southampton      | San Francisco, Vereinigte Staaten                 | 13           |          |
| Sandström, Miss Marguerite Rut                            | 4     | Motala, Östergötland                     | Schweden                    | Southampton      | San Francisco, Vereinigte Staaten                 | 13           |          |
| Sandström, Miss Beatrice Irene                            | 1     | Motala, Östergötland                     | Schweden                    | Southampton      | San Francisco, Vereinigte Staaten                 | 13           |          |
| Sap, Mr. Julius (Jules)                                   | 21    | Zwevezele                                | Belgien                     | Southampton      | Detroit, Michigan, Vereinigte Staaten             | 11           |          |
| Saundercock, Mr. William Henry                            | 19    | St Austell, Cornwall                     | England                     | Southampton      | New York City                                     |              |          |
| Sawyer, Mr. Frederick Charles                             | 33    | Basingstoke, Hampshire                   | England                     | Southampton      | Halley, Michigan, Vereinigte Staaten              | 284MB        |          |
| Scanlan, Mr. James                                        | 22    | Rathkeale, Limerick                      | Irland                      | Queenstown       | New York City                                     |              |          |
| Scheerlinck, Mr. Jean Baptiste                            | 29    | Haaltert, Ostflandern                    | Belgium                     | Southampton      | Detroit, Michigan, Vereinigte Staaten             | 11           |          |
| Sdycoff, Mr. Theodor                                      | 42    | unbekannt                                | Bulgarien                   | Southampton      | Chicago, Illinois, Vereinigte Staaten             |              |          |
| Shaughnessy, Mr. Patrick                                  | 24    | Tynagh, Galway                           | Irland                      | Queenstown       | New York City                                     |              |          |
| Shawah, Mr. Yousseff Ibrahim                              | 33    | Beirut                                   | Syrien                      | Cherbourg        | New York City                                     |              |          |
| Shadid, Mr. Dahir Abu                                     | 19    | Ibrin                                    | Syrien                      | Cherbourg        | Kulpmont, Pennsylvania, Vereinigte Staaten        | 9MB          |          |
| Shellard, Mr. Frederick William Blainey                   | 55    | Bristol, Avon                            | England                     | Southampton      | Troy, New York, Vereinigte Staaten                |              |          |
| Shihab, Mr. Amir Faris                                    | 25    | Hadath                                   | Syrien                      | Cherbourg        | New York City                                     |              |          |
| Shine, Miss Ellen Natalia                                 | 20    | Cork, Cork                               | Irland                      | Queenstown       | New York City                                     | ?            |          |
| Shorney, Mr. Charles Joseph                               | 22    | Heron’s Ghyll, East Sussex               | England                     | Southampton      | New York, Vereinigte Staaten                      |              | 240{?}MB |
| Simmons, Mr. John                                         | 39    | Leigh, Kent                              | England                     | Southampton      | New York City                                     |              |          |
| Sirkanian, Mr. Arsun                                      | 22    | Kiğı                                     | Türkei                      | Cherbourg        | Brantford, Ontario, Kanada                        |              |          |
| Sirota, Mr. Maurice                                       | 20    | London                                   | England                     | Southampton      | New York City                                     |              |          |
| Sivić, Mr. Husein                                         | 40    | Bosanska Krupa                           | Bosnien                     | Southampton      | Harrisburg, Pennsylvania, Vereinigte Staaten      |              |          |
| Sivola, Mr. Antti Vilhelmi                                | 21    | Mountain Home, Idaho                     | Vereinigte Staaten          | Southampton      | Mountain Home, Idaho, Vereinigte Staaten          |              |          |
| Sjöblom, Miss Anna Sofiia                                 | 18    | Munsala                                  | Finnland                    | Southampton      | Olympia, Washington, Vereinigte Staaten           | 16           |          |
| Skoog, Mr. Wilhelm Johansson                              | 40    | Hällekis, Västergötland                  | Schweden                    | Southampton      | Iron Mountain, Michigan, Vereinigte Staaten       |              |          |
| Skoog, Mrs. Anna Bernhardina (geborene Karlsson)          | 43    | Hällekis, Västergötland                  | Schweden                    | Southampton      | Iron Mountain, Michigan, Vereinigte Staaten       |              |          |
| Skoog, Master Karl Thorsten                               | 11    | Hällekis, Västergötland                  | Schweden                    | Southampton      | Iron Mountain, Michigan, Vereinigte Staaten       |              |          |
| Skoog, Miss Mabel                                         | 9     | Hällekis, Västergötland                  | Schweden                    | Southampton      | Iron Mountain, Michigan, Vereinigte Staaten       |              |          |
| Skoog, Master Harald                                      | 5     | Hällekis, Västergötland                  | Schweden                    | Southampton      | Iron Mountain, Michigan, Vereinigte Staaten       |              |          |
| Skoog, Miss Margit Elizabeth                              | 2     | Hällekis, Västergötland                  | Schweden                    | Southampton      | Iron Mountain, Michigan, Vereinigte Staaten       |              |          |
| Slabenoff, Mr. Peko                                       | 42    | unbekannt                                | Bulgarien                   | Southampton      | New York City                                     |              |          |
| Slocovski, Mr. Selman Francis                             | 20    | London                                   | England                     | Southampton      | New York City                                     |              |          |
| Smiljanić, Mr. Jakob Mile                                 | 37    | Pisac                                    | Kroatien                    | Southampton      | New York City                                     |              |          |
| Smyth, Mr. Thomas                                         | 26    | Caltra, Galway                           | Irland                      | Queenstown       | Hammond, Indiana, Vereinigte Staaten              |              |          |
| Smyth, Miss Julia                                         | 17    | Kilcogy, Cavan                           | Irland                      | Queenstown       | New York City                                     | 13           |          |
| Søholt, Mr. Peter Andreas Lauritz Andersen                | 19    | Ålesund, Møre og Romsdal                 | Norwegen                    | Southampton      | Minneapolis, Minnesota, Vereinigte Staaten        |              |          |
| Somerton, Mr. Francis William                             | 30    | Greatfield, Cheltenham                   | England                     | Southampton      | Canastota, New York, Vereinigte Staaten           |              |          |
| Spector, Mr. Woolf                                        | 23    | London                                   | England                     | Southampton      | New York City                                     |              |          |
| Spinner, Mr. Henry John                                   | 32    | Arboretum, Worcestershire                | England                     | Southampton      | Gloversville, New York, Vereinigte Staaten        |              |          |
| Staneff, Mr. Ivan                                         | 23    | Debnevo, Troyan                          | Bulgarien                   | Southampton      | Chicago, Illinois, Vereinigte Staaten             |              |          |
| Stanković, Mr. Ivan                                       | 33    | Galdovo                                  | Kroatien                    | Cherbourg        | New York City                                     |              |          |
| Stanley, Miss Amy Zillah Elsie                            | 24    | Wallingford, Oxfordshire                 | England                     | Southampton      | New Haven, Connecticut, Vereinigte Staaten        | C            |          |
| Stanley, Mr. Edward Rowland                               | 21    | Swanage                                  | England                     | Southampton      | Cleveland, Ohio, Vereinigte Staaten               |              |          |
| Storey, Mr. Thomas                                        | 51    | Liverpool, Merseyside                    | England                     | Southampton      | New York City                                     | 261MB        |          |
| Stoytcheff, Mr. Ilia                                      | 19    | Gumostnik, Lovec                         | Bulgarien                   | Southampton      | Chicago, Illinois, Vereinigte Staaten             |              |          |
| Strandberg, Miss Ida Sofia                                | 22    | Turku                                    | Finnland                    | Southampton      | New York City                                     |              |          |
| Strandén, Mr. Juho Niilonpoika                            | 31    | Muljula, Kitee                           | Finnland                    | Southampton      | Duluth, Minnesota, Vereinigte Staaten             | 9            |          |
| Strilić, Mr. Ivan                                         | 27    | Široka Kula                              | Kroatien                    | Southampton      | Chicago, Illinois, Vereinigte Staaten             |              |          |
| Ström, Mrs. Elna Matilda (geborene Persson)               | 29    | Indiana Harbor, Indiana                  | Vereinigte Staaten          | Southampton      | Indiana Harbor, Indiana, Vereinigte Staaten       |              |          |
| Ström, Miss Thelma Matilda Wilhelmina                     | 2     | Indiana Harbor, Indiana                  | Vereinigte Staaten          | Southampton      | Indiana Harbor, Indiana, Vereinigte Staaten       |              |          |
| Sunderland, Mr. Victor Francis                            | 20    | London                                   | England                     | Southampton      | Cleveland, Ohio, Vereinigte Staaten               | B            |          |
| Sundman, Mr. Johan Julian                                 | 44    | Munsala                                  | Finnland                    | Southampton      | Cheyenne, Wyoming, Vereinigte Staaten             | 15           |          |
| Sutehall Jr., Mr. Henry                                   | 25    | London                                   | England                     | Southampton      | Buffalo, New York, Vereinigte Staaten             |              |          |
| Svensson, Mr. Johan                                       | 74    | Reftele, Småland                         | Schweden                    | Southampton      | Effington Rut, South Dakota, Vereinigte Staaten   |              |          |
| Svensson, Mr. Johan Cervin                                | 14    | Knäred, Halland                          | Schweden                    | Southampton      | Beresford, South Dakota, Vereinigte Staaten       | 13           |          |
| Svensson, Mr. Olof                                        | 24    | Björkeberga, Skåne                       | Schweden                    | Southampton      | New York City                                     |              |          |
| Tenglin, Mr. Gunnar Isidor                                | 25    | Stockholm, Uppland                       | Schweden                    | Southampton      | Burlington, Iowa, Vereinigte Staaten              | 13           |          |
| Theobald, Mr. Thomas Leonard                              | 34    | Strood, Kent                             | England                     | Southampton      | Detroit, Michigan, Vereinigte Staaten             |              | 176MB    |
| Tannous, Mr. Bashir (Charles)                             | 31    | Hardîne                                  | Syrien                      | Cherbourg        | Wilkes-Barre, Pennsylvania, Vereinigte Staaten    |              |          |
| Tannous, Mrs. Thamini Khoury Fa’ud „Thelma“               | 16    | Hardîne                                  | Syrien                      | Cherbourg        | Wilkes-Barre, Pennsylvania, Vereinigte Staaten    | 14           |          |
| Tannous, Master As’ad Iskandar Fa’ud                      |       | Hardîne                                  | Syrien                      | Cherbourg        | Wilkes-Barre, Pennsylvania, Vereinigte Staaten    | 16           |          |
| Thomas, Mr. John                                          | 34    | unbekannt                                | unbekannt                   | Cherbourg        | Columbus, Ohio, Vereinigte Staaten                |              |          |
| Thomas, Mr. Tannous John                                  | 16    | unbekannt                                | Syrien                      | Cherbourg        | Columbus, Ohio, Vereinigte Staaten                |              |          |
| Thompson, Mr. Alexander Morrison                          | 36    | unbekannt                                | Scotland                    | Southampton      | New York City                                     |              |          |
| Thorneycroft, Mr. Percival Thomas                         | 36    | Maidstone, Kent                          | England                     | Southampton      | Clinton, New York, Vereinigte Staaten             |              |          |
| Thorneycroft, Mrs. Florence Kate (geborene Stears)        | 32    | Maidstone, Kent                          | England                     | Southampton      | Clinton, New York, Vereinigte Staaten             | 10           |          |
| Tikkanen, Mr. Juho                                        | 32    | Pielavesi                                | Finnland                    | Southampton      | New York City                                     |              |          |
| Tobin, Mr. Roger                                          | 20    | Cahir, Tipperary                         | Irland                      | Queenstown       | New York City                                     |              |          |
| Todoroff, Mr. Lalio                                       | 23    | unbekannt                                | Bulgarien                   | Southampton      | Chicago, Illinois, Vereinigte Staaten             |              |          |
| Tomlin, Mr. Ernest Portage                                | 22    | Portage la Prairie, Manitoba             | Kanada                      | Southampton      | Des Moines, Iowa, Vereinigte Staaten              | 50MB         |          |
| Törber, Mr. Ernst Wilhelm                                 | 44    | unbekannt                                | Deutschland                 | Southampton      | New York City                                     |              |          |
| Torfa, Mr. Assad                                          | 20    | unbekannt                                | Syrien                      | Cherbourg        | New York City                                     |              |          |
| Törnquist, Mr. William Henry                              | 25    | Sundbyberg                               | Schweden                    | Southampton      | New York City                                     | 15           |          |
| Touma, Mrs. Hanna Youssef (geborene Razi)                 | 27    | Tibnin                                   | Syrien                      | Cherbourg        | Dowagiac, Michigan, Vereinigte Staaten            | C            |          |
| Touma, Miss Marianna Youssef                              | 9     | Tibnin                                   | Syrien                      | Cherbourg        | Dowagiac, Michigan, Vereinigte Staaten            | C            |          |
| Touma, Master Gerios (George) Youssef                     | 8     | Tibnin                                   | Syrien                      | Cherbourg        | Dowagiac, Michigan, Vereinigte Staaten            | C            |          |
| Turčin, Mr. Stjepan                                       | 36    | Bratina                                  | Kroatien                    | Southampton      | Youngstown, Ohio, Vereinigte Staaten              |              |          |
| Turja, Miss Anna Sofiia                                   | 18    | Oulainen, Oulu                           | Finnland                    | Southampton      | Ashtabula, Ohio, Vereinigte Staaten               | 15           |          |
| Turkula, Mrs. Hedvig                                      | 63    | Jalasjärvi, Southern Ostrobothnia        | Finnland                    | Southampton      | Hibbing, Minnesota, Vereinigte Staaten            | 15           |          |
| Van Billiard, Mr. Austin Blyler                           | 35    | London                                   | England                     | Southampton      | North Wales, Pennsylvania, Vereinigte Staaten     |              | 255MB    |
| Van Billiard, Master James William                        | 10    | London                                   | England                     | Southampton      | North Wales, Pennsylvania, Vereinigte Staaten     |              |          |
| Van Billiard, Master Walter John                          | 9     | London                                   | England                     | Southampton      | North Wales, Pennsylvania, Vereinigte Staaten     | 1{?}MB       |          |
| Van de Velde, Mr. Johannes Josef                          | 35    | Denderhoutem                             | Belgium                     | Southampton      | New York City                                     |              |          |
| Van den Steen, Mr. Leo Peter                              | 28    | Haaltert                                 | Belgium                     | Southampton      | New York City                                     |              |          |
| Van Impe, Mr. Jean-Baptiste                               | 36    | Kerksken                                 | Belgium                     | Southampton      | Detroit, Michigan, Vereinigte Staaten             |              |          |
| Van Impe, Mrs. Rosalie Paula (geborene Govaert)           | 30    | Kerksken                                 | Belgium                     | Southampton      | Detroit, Michigan, Vereinigte Staaten             |              |          |
| Van Impe, Miss Catharina                                  | 10    | Kerksken                                 | Belgium                     | Southampton      | Detroit, Michigan, Vereinigte Staaten             |              |          |
| Van Melkebeke, Mr. Philemon Edmund                        | 23    | Haaltert, East Flanders                  | Belgium                     | Southampton      | Detroit, Michigan, Vereinigte Staaten             |              |          |
| Vandercruyssen, Mr. Victor                                | 46    | Zwevezele                                | Belgium                     | Southampton      | Detroit, Michigan, Vereinigte Staaten             |              |          |
| Vanderplancke, Mr. Julius                                 | 31    | Zwevezele                                | Belgium                     | Southampton      | Fremont, Ohio, Vereinigte Staaten                 |              |          |
| Vanderplancke, Mrs. Emelie Maria (geborene Vandemoortele) | 31    | Pittem                                   | Belgium                     | Southampton      | Fremont, Ohio, Vereinigte Staaten                 |              |          |
| Vanderplancke, Miss Augusta Maria                         | 18    | Zwevezele                                | Belgium                     | Southampton      | Fremont, Ohio, Vereinigte Staaten                 |              |          |
| Vanderplancke, Mr. Leo Edmondus                           | 15    | Zwevezele                                | Belgium                     | Southampton      | Fremont, Ohio, Vereinigte Staaten                 |              |          |
| Van de Walle, Mr. Nestor Cyriel                           | 28    | Westrozebeke                             | Belgium                     | Southampton      | New York City                                     |              |          |
| Vartanian, Mr. Davit                                      | 22    | Kiğı                                     | Türkei                      | Cherbourg        | Brantford, Ontario, Kanada                        | 13           |          |
| Vendel, Mr. Olof Edvin                                    | 29    | Östra Sallerup, Skåne                    | Schweden                    | Southampton      | St. Paul, Minnesota, Vereinigte Staaten           |              |          |
| Veström, Miss Hulda Amanda Adolfina                       | 14    | Salmunds, Gotland                        | Schweden                    | Southampton      | Los Angeles, Vereinigte Staaten                   |              |          |
| Vovk, Mr. Janko                                           | 21    | Jesenice                                 | Slovenia                    | Southampton      | St. Joseph, Minnesota, Vereinigte Staaten         |              |          |
| Waelens, Mr. Achille                                      | 22    | Ruiselede, Westflandern                  | Belgium                     | Southampton      | Stanton, Ohio, Vereinigte Staaten                 | 140MB        |          |
| Ware, Mr. Frederick William                               | 34    | Greenwich, London                        | England                     | Southampton      | New York City                                     |              |          |
| Warren, Mr. Charles William                               | 30    | Portsmouth, Hampshire                    | England                     | Southampton      | New York City                                     |              |          |
| Wazni, Mr. Yousif Ahmed                                   | 25    | Tebnin                                   | Syrien                      | Cherbourg        | New York City                                     |              |          |
| Webber, Mr. James                                         | 66    | San Francisco                            | US                          | Southampton      | San Francisco, Vereinigte Staaten                 |              |          |
| Wennerström, Mr. August Edvard Andersson                  | 27    | Malmö, Skåne                             | Schweden                    | Southampton      | Chicago, Illinois, Vereinigte Staaten             | A            |          |
| Widegren, Mr. Carl Peter                                  | 51    | Algutsrum, Kalmar                        | Schweden                    | Southampton      | New York City                                     |              |          |
| Wiklund, Mr. Jakob Alfred                                 | 18    | Nikolaistad                              | Finnland                    | Southampton      | Montreal, Quebec, Kanada                          | 314          |          |
| Wiklund, Mr. Karl Johan                                   | 21    | Nikolaistad                              | Finnland                    | Southampton      | Montreal, Quebec, Kanada                          |              |          |
| Wilkes, Mrs. Ellen                                        | 47    | Penzance, Cornwall                       | England                     | Southampton      | Akron, Ohio, Vereinigte Staaten                   | 16           |          |
| Willer, Mr. Aaron                                         | 37    | unbekannt                                | Russia                      | Cherbourg        | Chicago, Illinois, Vereinigte Staaten             |              |          |
| Willey, Mr. Edward                                        | 18    | Market Drayton, Shropshire               | England                     | Southampton      | Schenectady, New York, Vereinigte Staaten         |              |          |
| Williams, Mr. Howard Hugh „Harry“                         | 28    | Guernsey, Channel Islands                | Channel Islands             | Southampton      | New York City                                     |              |          |
| Williams, Mr. Leslie                                      | 28    | Tonypandy, Glamorgan                     | Wales                       | Southampton      | New York City                                     | 14MB         |          |
| Windeløv, Mr. Einar                                       | 21    | Kapstadt                                 | Südafrika                   | Southampton      | New York City                                     |              |          |
| Wirz, Mr. Albert                                          | 27    | Uster                                    | Schweiz                     | Southampton      | Beloit, Wisconsin, Vereinigte Staaten             | 131MB        |          |
| Wiseman, Mr. Phillippe                                    | 54    | London                                   | England                     | Southampton      | Quebec City, Quebec, Kanada                       |              |          |
| Wittevrongel, Mr. Camilius Aloysius                       | 36    | Westrozebeke                             | Belgien                     | Southampton      | Detroit, Michigan, Vereinigte Staaten             |              |          |
| Yasbak, Mr. Antun                                         | 27    | unbekannt                                | Syrien                      | Cherbourg        | Wilkes-Barre, Pennsylvania, Vereinigte Staaten    |              |          |
| Yasbak, Mrs. Silanah Fa’ud (geborene Iskandar)            | 15    | unbekannt                                | Syrien                      | Cherbourg        | Wilkes-Barre, Pennsylvania, Vereinigte Staaten    | C            |          |
| Ylieff, Mr. Ylio                                          | 32    | unbekannt                                | Bulgarien                   | Southampton      | Chicago, Illinois, Vereinigte Staaten             |              |          |
| Youssef, Mr. Gerios (Abi Saab)                            | 26    | Hardîne                                  | Syrien                      | Cherbourg        | Youngstown, Ohio, Vereinigte Staaten              | 312M         |          |
| Youssef, Mr. Gerios (Sam’aan)                             | 45    | Hardîne                                  | Syrien                      | Cherbourg        | Wilkes-Barre, Pennsylvania, Vereinigte Staaten    |              |          |
| Zajib Qiyamah, Miss Adal „Jane“                           | 15    | El Shweir                                | Syrien                      | Cherbourg        | Brooklyn, New York, Vereinigte Staaten            | C            |          |
| Zakarian, Mr. Haroutyun Der                               | 27    | Kiğı                                     | Türkei                      | Cherbourg        | Brantford, Ontario, Kanada                        |              |          |
| Zakarian, Mr. Mapri Der                                   | 22    | Kiğı                                     | Türkei                      | Cherbourg        | Brantford, Ontario, Kanada                        | 304MB        |          |
| Zimmermann, Mr. Leo                                       | 29    | Todtmoos                                 | Deutschland                 | Southampton      | Saskatoon, Saskatchewan, Kanada                   |              |          |

## Passagiere auf dem Ärmelkanal
Zusätzlich zu den oben genannten Passagieren beförderte die Titanic 29 Kanalpassagiere, die in Southampton an Bord gingen und entweder in Cherbourg, Frankreich, oder Queenstown, Irland, von Bord gingen.
| Name                                                      | Alter | Klasse | Heimatstadt                        | An Bord gekommen | Von Bord gegangen |
| --------------------------------------------------------- | ----- | ------ | ---------------------------------- | ---------------- | ----------------- |
| Brand, Mr. Karl Birger                                    | 29    | Erste  | Falköping, Västergötland, Schweden | Southampton      | Cherbourg         |
| Browne, Father Francis Patrick Mary                       | 31    | Erste  | Dublin, Irland                     | Southampton      | Queenstown        |
| Collis, Mr.                                               | –     | Erste  | –                                  | Southampton      | Cherbourg         |
| Davies, Mr. H. V.                                         | –     | Zweite | –                                  | Southampton      | Cherbourg         |
| Davies, Miss K.                                           | –     | Zweite | –                                  | Southampton      | Cherbourg         |
| De Grasse, Mr. J.                                         | –     | Erste  | –                                  | Southampton      | Cherbourg         |
| Dyer-Edwardes, Mr. Thomas                                 | 65    | Erste  | Kensington, England                | Southampton      | Cherbourg         |
| Dyer-Edwardes, Mrs. Clementina Georgina Lucy              | 53    | Erste  | Kensington, England                | Southampton      | Cherbourg         |
| Evans, Miss                                               | –     | Zweite | –                                  | Southampton      | Cherbourg         |
| Fletcher, Miss N.                                         | –     | Erste  | –                                  | Southampton      | Cherbourg         |
| Forman, Mr. J.                                            | –     | Erste  | –                                  | Southampton      | Cherbourg         |
| Forman, Mrs.                                              | –     | Erste  | –                                  | Southampton      | Cherbourg         |
| Lenox-Conyngham, Miss Alice Katherine Harriet             | 39    | Erste  | –                                  | Southampton      | Cherbourg         |
| Lenox-Conyngham, Mrs. Barbara Josephine (geborene Turton) | 48    | Erste  | –                                  | Southampton      | Cherbourg         |
| Lenox-Conyngham, Miss Eileen Mary                         | 11    | Erste  | –                                  | Southampton      | Cherbourg         |
| Lenox-Conyngham, Master Denis Hugh                        | 10    | Erste  | –                                  | Southampton      | Cherbourg         |
| May, Mr. Richard W.                                       | –     | Erste  | –                                  | Southampton      | Queenstown        |
| May, Mr. Stanley                                          | –     | Erste  | –                                  | Southampton      | Queenstown        |
| Mullen, Mr.                                               | –     | Zweite | –                                  | Southampton      | Cherbourg         |
| Nichols, Mr. E.                                           | –     | Erste  | –                                  | Southampton      | Queenstown        |
| Noel, Major Gerard Thomas                                 | 56    | Erste  | –                                  | Southampton      | Cherbourg         |
| Noel, Master William Henry Middleton                      | 13    | Erste  | –                                  | Southampton      | Cherbourg         |
| Odell, Miss Kate                                          | –     | Erste  | –                                  | Southampton      | Queenstown        |
| Odell, Mrs. Lily May                                      | –     | Erste  | –                                  | Southampton      | Queenstown        |
| Odell, Master Jack Dudley                                 | 11    | Erste  | –                                  | Southampton      | Queenstown        |
| Osborne, Miss D.                                          | –     | Zweite | –                                  | Southampton      | Cherbourg         |
| Remesch, Miss                                             | –     | Zweite | –                                  | Southampton      | Cherbourg         |
| Stevens, Mr. G.                                           | –     | First  | –                                  | Southampton      | Cherbourg         |
| Tovey, Miss                                               | –     | Zweite | –                                  | Southampton      | Cherbourg         |
| Wotton, Mr. Henry Swaffin                                 | 54    | Erste  | –                                  | Southampton      | Cherbourg         |

## Überlebende Passagiere, die als Erste verstorben sind
| Name                            | Geburtsdatum       | Todesdatum        | Alter beim Untergang | Alter beim Tod     | Anmerkungen |
| ------------------------------- | ------------------ | ----------------- | -------------------- | ------------------ | --- |
| Miss Maria Nackid               | 1. Mai 1910        | 30. Juli 1912     | 1 Jahr, 350 Tage     | 2 Jahre, 90 Tage   | Erste Überlebende, die verstorben ist; durch Meningitis. |
| Miss Eujini Baqlini             | 1909               | 30. August 1912   | 3 Jahre              | 3 Jahre            | Verstarb einen Monat nach Maria Nackid, ebenfalls durch Meningitis. |
| Colonel Archibald Gracie IV     | 15. Januar 1858    | 4. Dezember 1912  | 54 Jahre, 91 Tage    | 54 Jahre, 324 Tage | Verstarb an gesundheitlichen Schwierigkeiten, die er beim Untergang erhalten hatte; Gracie schrieb einen der ersten Berichte eines Überlebenden, The Truth about the Titanic. |
| Mrs. Marie Eugenie Spencer      | 16. Februar 1864   | 26. Oktober 1913  | 48 Jahre             | 49                 | |
| Mr. Maximilian Josef Frölicher  | 24. September 1851 | 22. November 1913 | 60 Jahre, 204 Tage   | 62 Jahre, 59 Tage  | |
| Miss Cornelia Theodosia Andrews | 12. August 1849    | 4. Dezember 1913  | 62 Jahre, 247 Tage   | 64 Jahre, 124 Tage | Verstarb an Lungenentzündung. |

## Überlebende, die als Letzte verstorben sind
| Name                                               | Geburtsdatum      | Todesdatum        | Alter beim Untergang | Alter beim Tod      | Anmerkungen |
| -------------------------------------------------- | ----------------- | ----------------- | -------------------- | ------------------- | --- |
| Mrs. Marjorie Anne Robb (geborene Newell)          | 12. Februar 1889  | 11. Juni 1992     | 23 Jahre, 63 Tage    | 103 Jahre, 120 Tage | Letzte Überlebende, die in der Ersten Klasse gereist war. |
| Mrs. Louise Gretchen Pope (geborene Kink)          | 8. April 1908     | 25. August 1992   | 4 Jahre, 7 Tage      | 84 Jahre, 139 Tage  | |
| Mrs. Ellen Natalia Callaghan (geborene Shine)      | 30. Dezember 1891 | 5. März 1993      | 20 Jahre, 107 Tage   | 101 Jahre, 65 Tage  | Letzte Überlebende, die während des Untergangs erwachsen war. |
| Miss Beatrice Irene Sandström                      | 9. August 1910    | 3. September 1995 | 1 Jahr, 250 Tage     | 85 Jahre, 25 Tage   | |
| Miss Eva Miriam Hart MBE                           | 31. Januar 1905   | 14. Februar 1996  | 7 Jahre, 75 Tage     | 91 Jahre, 14 Tage   | |
| Mrs. Edith Eileen Haisman (geborene Brown)         | 27. Oktober 1896  | 20. Januar 1997   | 15 Jahre, 171 Tage   | 100 Jahre, 85 Tage  | Letzte Überlebende, die beim Untergang ein Teenager war. |
| Miss Louise Marguerite Laroche                     | 2. Juli 1910      | 28. Januar 1998   | 1 Jahr, 288 Tage     | 87 Jahre, 210 Tage  | |
| Mrs. Eleanor Ileen Shulman (geborene Johnson)      | 23. August 1910   | 9. März 1998      | 1 Jahr, 236 Tage     | 87 Jahre, 259 Tage  | |
| Mr. Michel Marcel Navratil                         | 12. Juni 1908     | 30. Januar 2001   | 3 Jahre, 308 Tage    | 92 Jahre, 232 Tage  | Letzter männlicher Überlebender. Zusammen mit dem Bruder Edmond (1910–1953) die einzigen Kinder, die ohne Eltern oder Betreuer gerettet wurden (die sogenannten Titanic-Waisen). |
| Mrs. Winnifred Vera van Tongerloo (geborene Quick) | 23. Januar 1904   | 4. Juli 2002      | 8 Jahre, 83 Tage     | 98 Jahre, 162 Tage  | |
| Miss Lillian Gertrud Asplund                       | 21. Oktober 1906  | 6. Mai 2006       | 5 Jahre, 177 Tage    | 99 Jahre, 197 Tage  | Der letzte überlebende Gerettete mit Erinnerungen an das Unglück. |
| Mrs. Barbara Joyce Dainton (geborene West)         | 24. Mai 1911      | 16. Oktober 2007  | 327 Tage             | 96 Jahre, 145 Tage  | Die letzte Überlebende aus der Zweiten Klasse. |
| Miss Elizabeth Gladys “Millvina” Dean              | 2. Februar 1912   | 31. Mai 2009      | 73 Tage              | 97 Jahre, 118 Tage  | Die letzte Überlebende und Schwester von Bertram Dean, einem weiteren der letzten Überlebenden, die noch am Leben waren.                                                         |